# 汉服
漢服，泛指漢人的服飾，也是一種中國朝代服飾以及相對於中國少數民族服飾的漢人服飾的概念。

## 定義

### 辞典定义
《中國衣冠服飾大辭典》將“漢服”定義為：
1. 遼代服制中的漢族服飾；
2. 漢代服飾；
3. 泛指一般的漢族服裝。

### 文獻記載
中國古籍中的“漢服”，主要是指區別於漢人以外的民族的漢人服飾的一種概念。马王堆3号汉墓出土的“遣策”竹简上提到，“美人四人，二人楚服，二人汉服”。蔡邕在其著作《獨斷》提到：「通天冠：天子常服，漢服受之，秦禮無文」。《新唐书》记载吐蕃和南诏軍穿着「漢服」（唐人服裝）冒充唐軍进行破壞和抢掠：「结赞以羌、浑众屯潘口，傍青石岭，三分其兵趋陇、汧阳间，连营数十里，中军距凤翔一舍，诡汉服，号邢君牙兵，入吴山、宝鸡，焚聚落，略畜牧、丁壮，杀老孺，断手剔目，乃去。」
南蠻列傳中記載：「漢裳蠻，本漢人部種，在鐵橋。惟以朝霞纏頭，餘尚同漢服」。唐代敦煌被吐蕃占领，當地唐人被迫跟從吐蕃人的習俗，只有祭祖时才忍悲含恨穿上唐人衣服：“遗衣整巾潜泪垂，誓心密定归分记。”
北宋官修军事著作《武经总要》描述契丹入侵河北，德清軍失守，俘虜人民在當地置城居住，多穿「漢服」。《宋朝事实类苑》记载当时幽州人與外國人混居的现象，除契丹、渤海婦女穿「胡服」外，其餘皆穿「漢服」。在《續資治通鑑長編》中則有紀載遼國的朝廷裡「其衣服之制，國母與蕃官國服，國主與漢官即漢服」。
元修《辽史》中記載，遼朝皇帝服飾及汉式官服為「汉服」，並稱之為「晉之遗制」（晉指沙陀人所建立的後晉政權）。《遼史·儀衛志二》亦記載：「會同中，太后、北面臣僚國服；皇帝、南面臣僚漢服。乾亨以後，大禮雖北面三品以上亦用漢服；重熙以後，大禮並漢服矣。常服仍遵會同之製。」宋代《契丹官仪》记述宋朝庆历年间余靖出使辽国的见闻，當時領燕中職事者稱為「漢官」，不論是胡人還是漢人皆穿漢服。
《明实录》记述蒙古鞑靼士兵诈穿明人服飾骗开城门后突入进行劫掠：“虏数千骑突入延绥黄甫川关城，焚劫城内外凡四日，攻堡不克而去。虏之初至也，以数骑汉服扣关，诈称为大同镇奉公役至者，阍人启扉，千众奄至，把总高尚钧中流矢死。”明朝成书的《長物誌·衣飾》記載：「至於蟬冠朱衣，方心曲領，玉佩朱履之為『漢服』也。襆頭大袍之為『隋服』也」，文中的「漢服」則屬於相對於其他朝代的漢代服裝的概念。
清初刘城於《峄桐文集》记述1645年抗清吴应箕被捕后堅持不脫去「汉服」巾幘，不屈而死。
清人倪在田的《续明纪事本末》记载1649年金声桓反正后遭清军攻击，全家着「汉服」自焚。徐珂的《清稗类钞》中记述乾隆帝在深宫穿「冕旒袍服」。
《清世祖實錄》：「陝西河西道孔聞謤奏言：其定禮之大者，莫要於冠服。先聖之章甫縫掖，子孫世世守之，是以自漢暨明，制度雖各有損益，獨臣家服制三千年來未之有改。今一旦變更，恐於皇上崇儒重道之典有未盡也。應否蓄髮，以復先世衣冠？統惟聖裁。得上旨：剃髮嚴旨，違者無赦。孔聞謤疏求蓄髮，已犯不赦之條，姑念聖裔，免死。著革職，永不敘用。」
乾隆曾表示反对改穿前朝服飾，認為會導致「武備浸弛」：「及继世之孙，不数年而遂易汉服，又不数十年而遂以屋社。吁，可不畏哉，可不怀哉！」史載，所謂金熙宗「循汉俗，服汉衣冠，尽忘本国言语」。清朝統治者以此为鉴，諭旨对「服汉衣冠」、「效他国衣冠」、束髮以及裹足者治重罪。
朝鲜《仁祖大王实录》记载朝鲜君臣对话，朝鲜史载明朝平辽将军总兵官毛文龙令投降的後金人换穿「漢服」。祖大壽兵败，张春堅与朱之蕃之弟被俘，坚决不剃发，着「汉服」居長興寺。
清末民初，對「漢服」一詞產生了不同的理解。清朝《成都通覽》記載：「羅、郭二姓，原籍雲南，均漢服頂戴，滿口京腔，亦少蠻氣，皆行漢官禮節……土千總二，皆漢服。」《黔南职方纪略》及《黔南识略》記載清廷在苗人地區實行文治教化政策，建立學校，鼓勵苗民學習漢文化、改「漢裝」：「内辖既久，蛮俗渐更。今男子多有汉装者」。「薙髮而易汉服者已过半」。「洞苗习华风，编姓氏，妇女有改汉装者，多与军联姻」。
中華民國大陸時期，國民政府強迫南方一些少數民族改用「漢服」：「苗、瑶、侗之衣裙应一律改用汉服……」「男子衣褲用棉布係以腰帶，有鈕扣與漢服略同者，稱之為漢苗」。中華人民共和國建立後，《人民日報》在1954年報道敗退到台灣的民國政府對本地民族實行同化政策，導致「不少高山族婦女被迫改穿漢服」。1993年，《人民日報》報道比利時首都布魯塞爾建城1000週年之際，中國北京市代表團給布魯塞爾標誌性塑像「撒尿頑童」送上一套「漢服」（對襟衣）。

### 學者見解
湖北理工学院艺术学院教师王芙蓉指出，有觀點認為漢服現時存在「漢民族傳統服飾的簡稱」、「中華民族幾千年來總體的服裝」，和「漢代的服飾和遼代服制中的漢族服飾」兩種定義，王芙蓉認同前者的說法。
日本爱知大学教授、文化人类学家周星認為，“汉服”概念在古代并不常用，而现代詞彙“汉服”是由汉服运动参与者所想像的一种传统服饰詞彙。
2003年，中國大陸漢民族主義者創辦推廣「傳統漢族服飾」和「漢文化至上主義」的民族主義網站「漢網」，這個網站宣傳「漢文化是世界上最先進的文化」和「漢民族是世界上最偉大的民族之一」等主張，同時帶動了起源于廣東一帶的漢服運動，他们认为汉人的民族服装有一套自己的完整传统，认为“汉服”是“以华夏汉族的礼仪文化为基础，通过历代汉人王朝推崇周礼、象天法地而形成的具有独特华夏民族文化风貌性格、明显区别于其它民族传统服装的服装体系”和“从黄帝到明末清初汉族传统服饰”。但周星等人认为“汉服”和“汉服运动”中的“汉服”含义并不相同，前者主要把“汉服”理解为汉族的服装，但并不存在所谓纯粹的“汉服”。
中国青年政治学院教授张跣認為现代汉服运动倡导者所宣传的汉服概念不存在於中国传统文化和现代汉语中，他認為汉服运动倡导者为宣扬自己的思想和观念，总结了明代以前汉族服饰传统而形成的一个假定了“汉服”在发展过程中的“血统”的纯正性的“类概念”。他亦提到有学生在网上（如汉网和百度百科）发布“既非官方又非学术汉服标准”，认为是属于“汉服”实体化的一个起点。

## 漢服部分特點

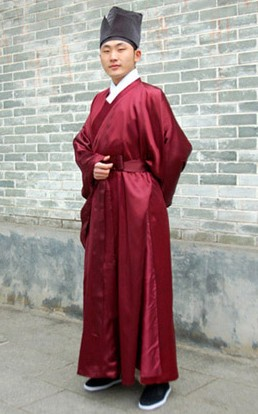
穿道袍的男子

漢服擁有多個特點，其主要有交領右衽、大襟、寬衣博帶、繫帶隱扣等。

### 交領右衽
交領右衽指衣服前襟左右相交，右衽則是指衣襟向右掩（左前襟掩向右腋系带，将右襟掩覆于内），在外观上表现为“y”字形，形成整体服装向右倾斜的效果。而古代中原周邊一些民族的服装是向左掩，称为「左衽」。《論語》中記載孔子曾说，若無管仲尊王攘夷，就会淪為异族统治而「被髮左衽」。由此可见华夏夷狄之分也被体现在服饰之上。可见“右衽”这一特征對於漢人的重要性。明初，官方公開宣布包括盤領衣在內的圓領袍服為「正統衣冠」，而交領衣服如窄袖衣袴褶、辮線腰褶以及兩截胡服（上衣下裳）都是要被革除的「胡服」。

### 寬衣博袖
寬衣博袖型的漢服雖然是平面剪裁，但用料遠遠大於覆蓋人體的需要。典型的漢服袖子是既寬且長，主要見於貴族、官員、士人服飾的大袖，不僅是袖徑的寬大，袖子的長度也十分長，使穿衣者垂手时而不露出来，並可以挽回相當的長度。漢服禮服的袖长度是整个手臂的一倍半，要求能“回肘”，最長更可達四尺。典型的袖型則是圆袂收祛，代表天圆地方中的「天圆」。而日常便服、軍事服裝的袖則較窄。寬袍大袖还具有透气、散热等實用优点。

### 隱扣繫帶
早期服裝以腰帶束縛，後來出現把繫帶縫於衣上的做法。腰帶除了有其实用性和装饰性，还象徵穿戴者的身份、地位、权力等。雖然很早已發明紐扣，但在明代之前並不大量使用，且一般不用於顯眼位置。至明代中后期才較多於顯眼處使用紐扣，但其剪裁、領型、袖型等與清代服飾仍有不同，見於女裝及少數男裝常服、軍服、便服等；清代服飾以布製盤扣為主，扣帶很長，極為顯眼，大量用於禮服、官服、常服等各類型、各身份人物所穿的服裝。

## 剪裁結構
古代服飾的结构主要分为10个部分：领、襟、裾、袂、袪、袖、衿、衽、带、系。一套完整的衣裝通常有三层：小衣（内衣）、中衣、大衣。小衣即貼身穿著的內衣，如抹胸、褌等。中衣則功能類似汗衫，形制有上衣下裤、中单、曲领等。大衣即外衣，如深衣、圆领袍、衣裳、袴褶、裙襦，還有外套如半臂、褙子、大衫等。此外，还有配件如袜、帔、革帶、玉带、銙等等。
古代布帛是人民向国家上交的税收之一，幅宽二尺二寸。传统的汉服通常用幅宽二尺二寸（50cm左右）的手工布缝制。取两幅相等长度的布，分别对折，作为前襟后裾，缝合后背中缝，此背縫稱裻。前襟无衽即为直领对襟衣。若再取一幅布，裁为两幅衽，缝在左右两襟上，则为右衽。裾的长度分为要中，膝上，脚背上。袖子与襟裾的接缝称为袼，袖口称为祛。

## 類型
古代中國服飾的基本款式，主要可分為禮服、吉服、常服、便服等。从形制上看，主要有上衣下裳式（上下分开，上身着短衣，下身着裙）、上下连缀式（把上衣下裳缝连起来）、上衣下裤式、上下通裁等类型。上衣下裳是汉服最基本的式样，至今汉语仍然用“衣裳”这两个字作为服装的统称。其中“裳”指下裙，古代男女都可以穿着。后来男子逐渐改穿袍衫作为日常服饰，上衣下裳的样式多保留在礼服中，如冕服。而女子依旧以上衣下裳的样式为主，称为襦裙。襦裙是中国服饰史上最早也是最基本的服装形制之一，最初流行於白狄族所建立的中山國，後來成為几千年中汉族妇女最常见的衣着。襦指短上衣。裙，里衣也。古服裙不居外，皆有衣笼之。襦裙的歷史從戰國時代一直沿續到清代且一直流行至民國初期，前後歷經二千多年，儘管長短寬窄時有變化，但基本形制仍保持著原始形態。
有說法認為，古时上下通行之衣为深衣，代表时代特征的服装亦为深衣，深衣实可为古服之特征。言古服者，应先及之。何谓深衣，《礼记正义·深衣》曰：“所以称深衣者，以余服则，上衣下裳不相连，此深衣衣裳相连，被体深邃，故谓之深衣。”士人取得科举功名后，就脱去白衣，改穿襕衫了。明代的曳撒、貼裏、鞠衣等也屬於上下連綴式。上下通裁的有圓領袍、直裰、直身、道袍等，特點是上下不分裁的袍服。上衣下裤式為上身穿短衣，下身穿裤子，其中裋褐是劳动人民常见的衣着。
有學者指出，深衣是自宋代以降，自負為儒者且欲向他人強烈表示自我的人物才例外地使用的特殊服飾。北宋中期，一些學者如朱熹和司馬光根據古籍記載自製深衣，並且作為常服穿著。某天司馬光對學者邵雍說：「先生可衣此乎」，邵雍回答：「某為今人，當服今世之服。」司馬光認為其言合理。南宋學者史繩祖稱深衣冠履為「怪服妖服」。
宋元歷史學家馬端臨在《文獻通考》中提到，夏商周三代可考的服制中雖然有所變化，但是除了冕服之外，只有玄端（端衣）和深衣兩者最廣為流傳。玄端是自天子至士人均可穿著的，而深衣則是自天子至平民百姓均可穿著的。也是古代士人未得功名時所穿衣服。深衣裁製時加長了衣襟，穿著符合禮法，因此不論貴賤，不論身份地位均可以穿著，而沒有等級之分。然而隨著衣裳形式的失傳，到了後代卻被視為怪異，穿著者往往被認為是腐儒，即使是北宋理學家紹雍也對該服飾有所保留，司馬光、呂希哲和朱熹等人則只在私底下穿著。
外套類有褙子、半臂、披風、鶴氅衣等。褙子是一种由半臂或中单演变而成的上衣。程大昌《演繁露·背子·中禅》：“今人服公裳，必衷以背子。背子者，状如单襦袷袄，特其裾加长。直垂至足焉耳。其实古之中禅也，禅之字或为单，中单之制正如今人背子。”相传始于唐，盛行于宋。《宋史·舆服志》云：“妇人大衣长裙、女子在室者及众妾皆褙子。”宋明皇后常服红罗背子。披风由褙子演變而來，於明代出現。

## 服制
中國的禮服、祭服無論顏色、尺寸都有嚴格的規定，不同身份的規定亦有不同。公服、官服、命婦服飾也有一定規格。常服、吉服一般無嚴格規定。雖然如此，常服服制有時也表現出等級差異，例如贵族常衣大袖长裾的大掖衣，士庶则着短衣小袖的襦绔。明代甚至规定“庶民衣長去地五寸。袖長過手六寸。袖樁廣一尺。袖口五寸。軍人衣長去地七寸。袖長過手五寸。袖樁廣不過一尺。窄不過七寸。”然而部份朝代也常出現服飾僭越亦稱攝盛。

### 皇室與貴族服飾
古代天子及男性近支皇族的大禮服為冕服，配冕冠，先秦貴族禮服為玄端，用作祭服、朝服、冠禮及婚禮服。祭服又有素端，這幾種服裝都是交領、右衽的上衣下裳制、大袖。唐代之後不再以玄端為祭服，另設祭服。皮弁服也是皇室男性禮服的一種。皇后、太子妃大禮服為翟衣，屬上下通裁的大袖袍服。明代時鞠衣、大衫為其他女性皇族的禮服，穿著時配鳳冠霞帔；鞠衣為上下分裁的深衣制圓領袍。
皇帝及近支宗室常服為袞龍袍，皇帝的袞龍袍常用黃色，故又稱黃袍。袞龍袍最常見為圓領，上面綴有龍紋，但亦有些是交領。

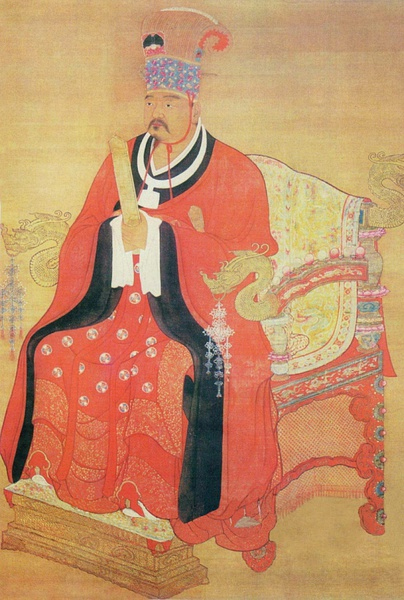
宋皇族朝服配方心曲領
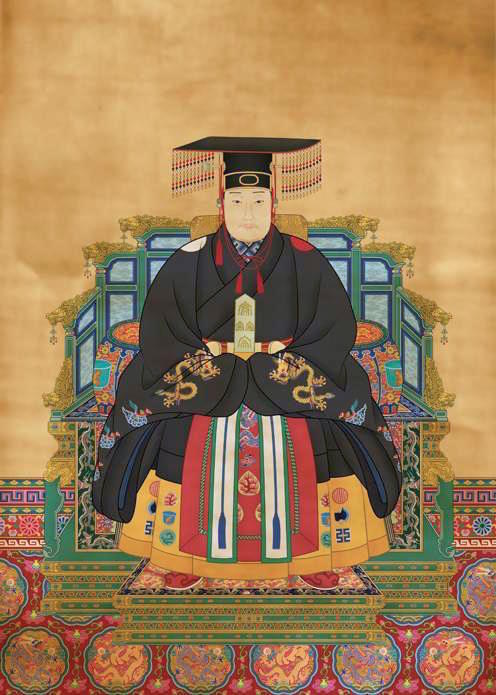
明神宗萬曆帝冕服像
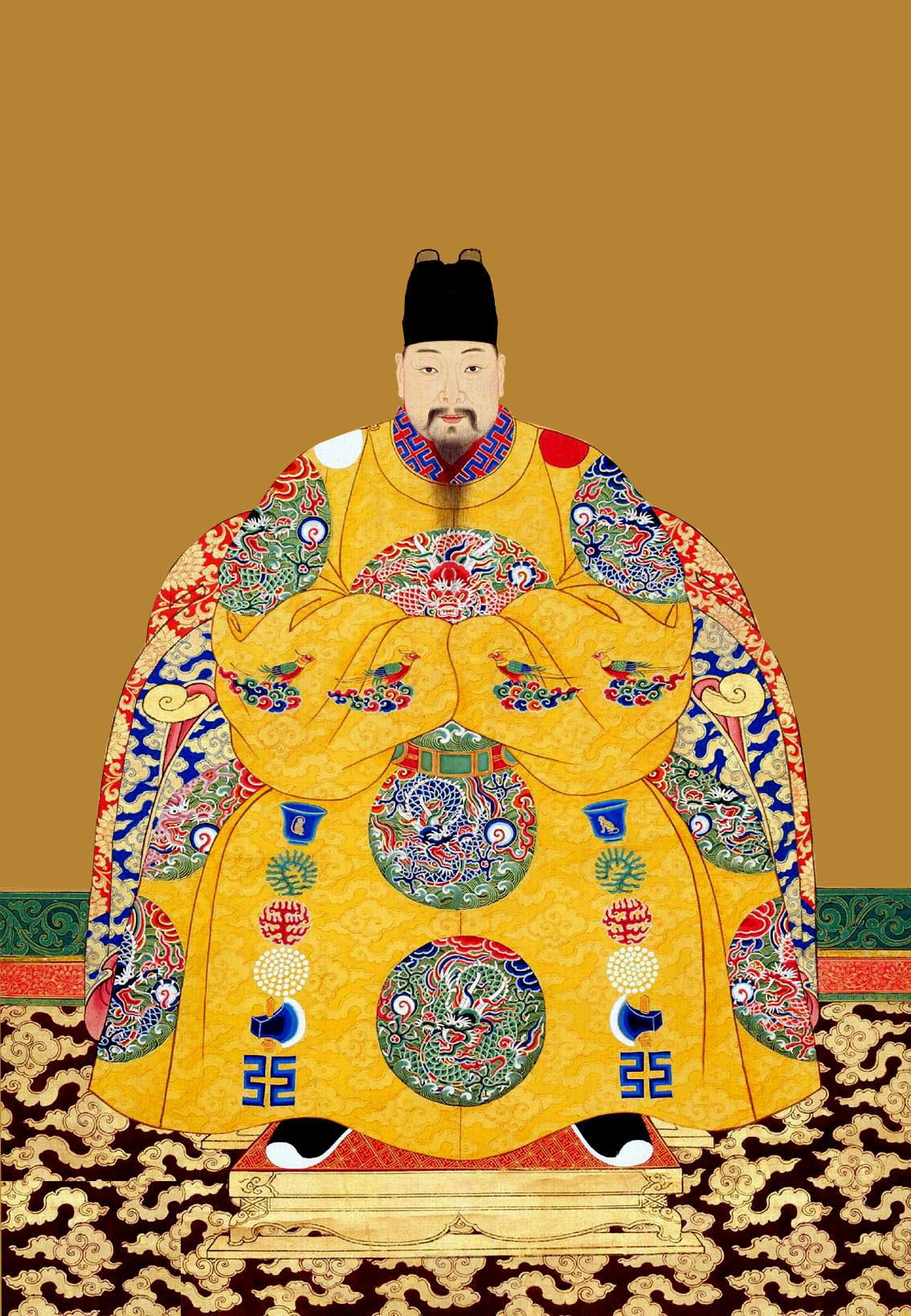
明睿宗身着圆领十二章衮服
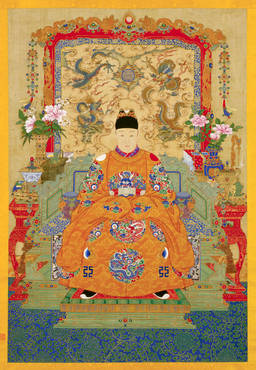
明熹宗的衮服

### 官員命婦服飾

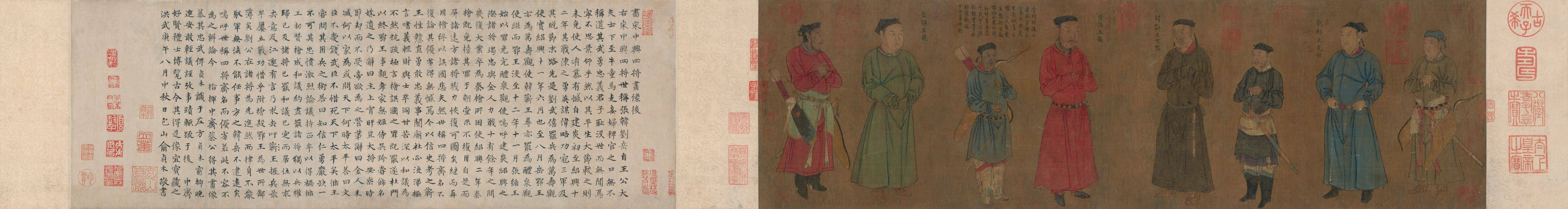
宋代將軍公服像

官員服飾稱為官服，上朝所穿的為朝服，宋代官員朝服配方心曲領，依等級戴進賢冠、貂蟬冠或解豸冠。明初朝服為青色衣緣的赤羅衣、赤羅裳，頭戴梁冠。明代官員祭服為青羅衣、赤羅裳配方心曲領。官方祭祀時官員會穿祭服，宋明祭服會配方心曲領。
公服為官員之制服，唐至明時公服皆為圓領袍，唐宋公服按照等級依次用紫、朱、綠、青色，戴展腳幞頭。明代公服按等級依次用緋、青、綠色，只在朔望日朝參穿著，其他日子則穿官常服。明代官常服綴有補子，又稱補服，顏色不拘，有圓領、交領兩種款式。命婦禮服為大衫霞帔，配翟冠。常禮服為綴有補子的圓領袍或襖裙。有功之大臣、命婦可獲皇帝賜蟒服。

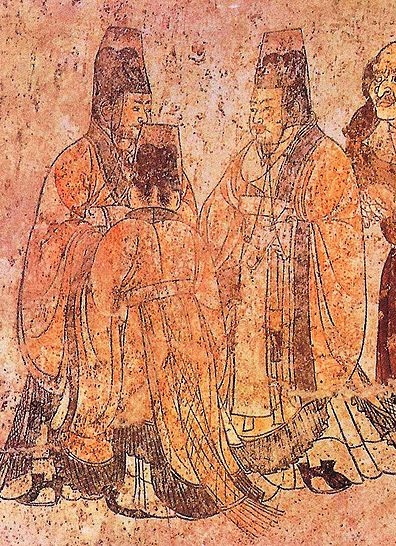
唐代官員朝服
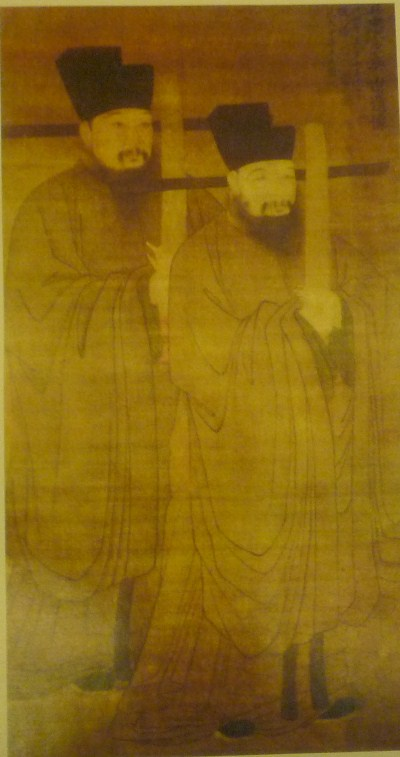
宋代官員公服
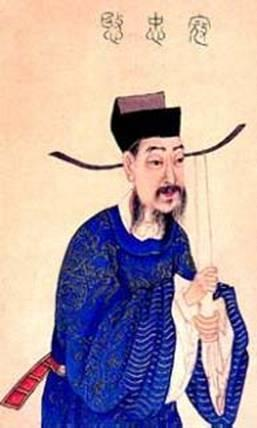
寇準蓝地撮晕花公服
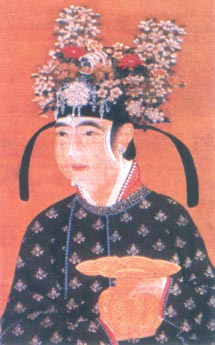
宋代女官服飾
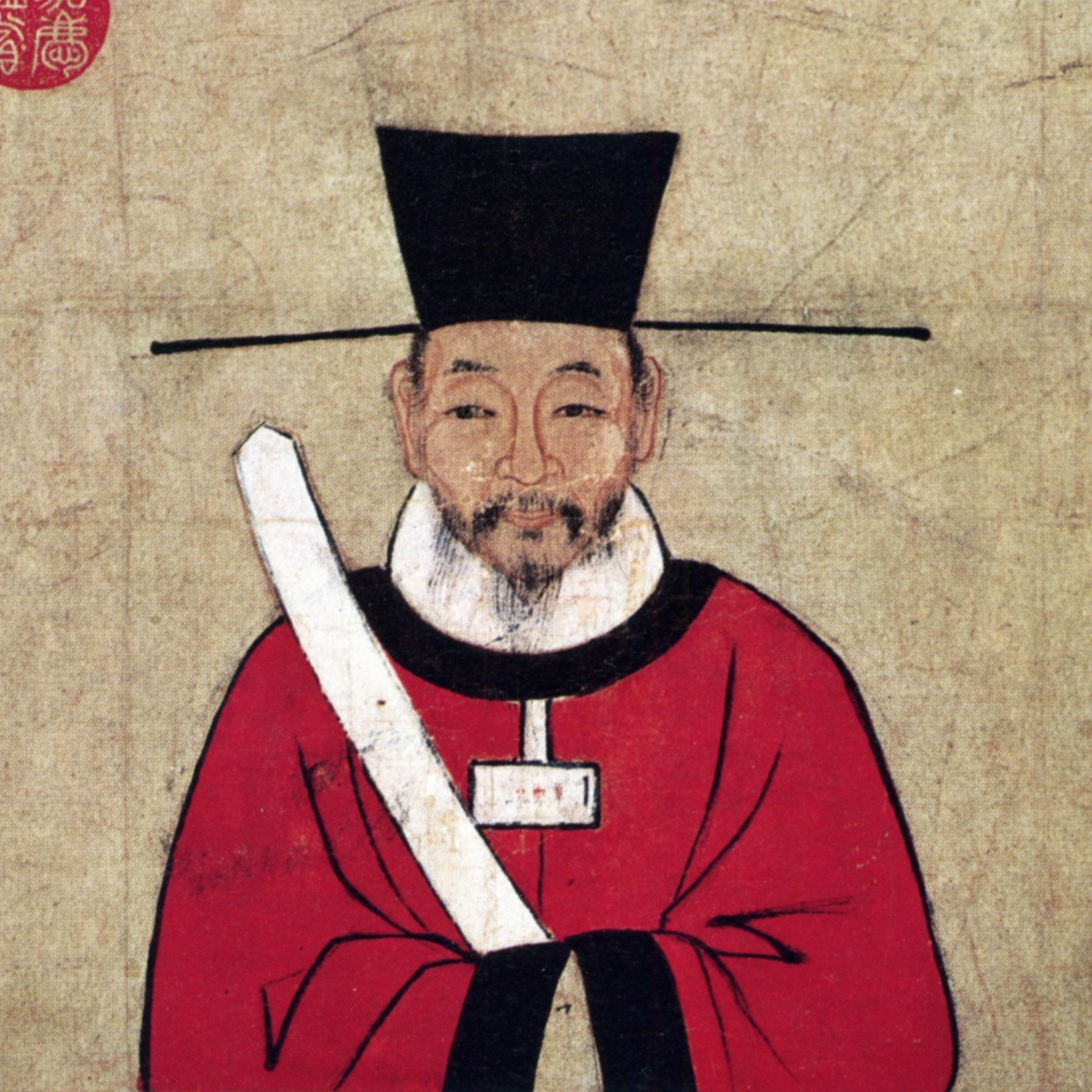
穿方心曲領的司馬光
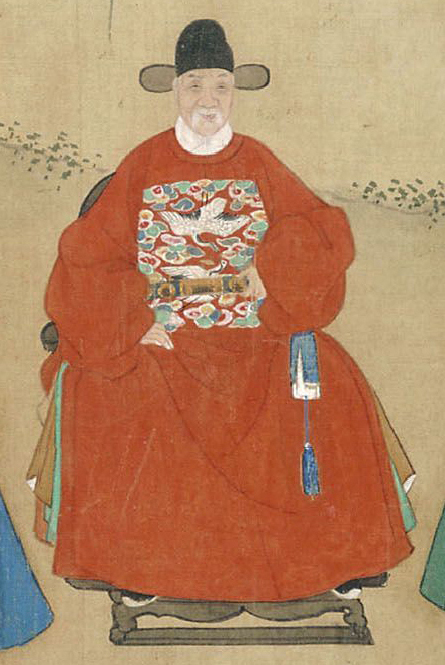
明代一品文官常服像
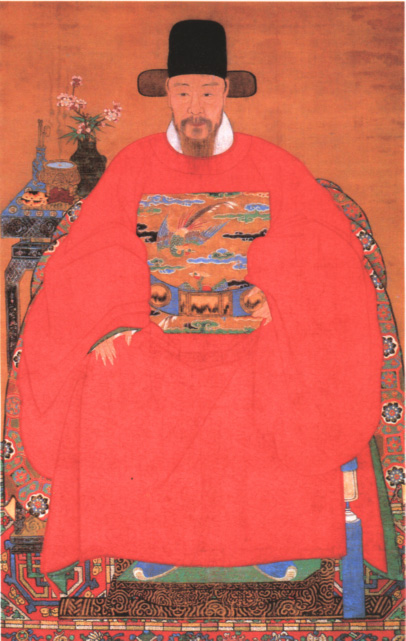
明代二品文官常服像
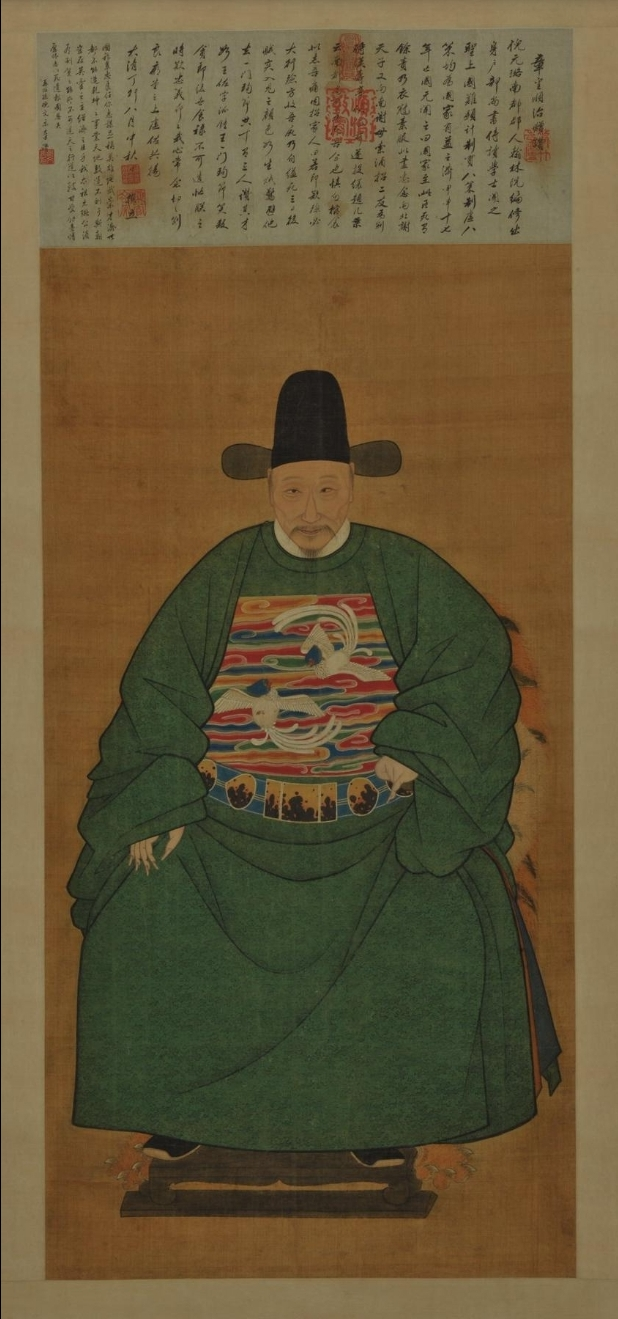
明代五品文官常服像
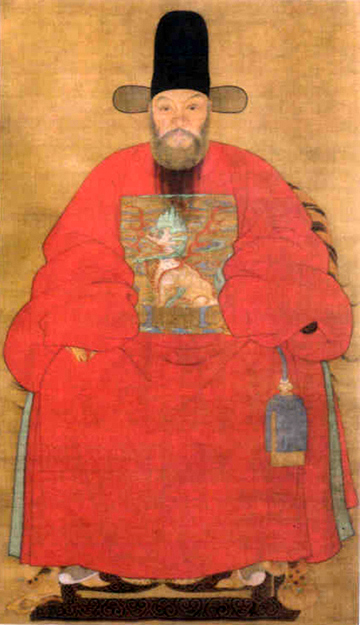
明代风宪官常服像
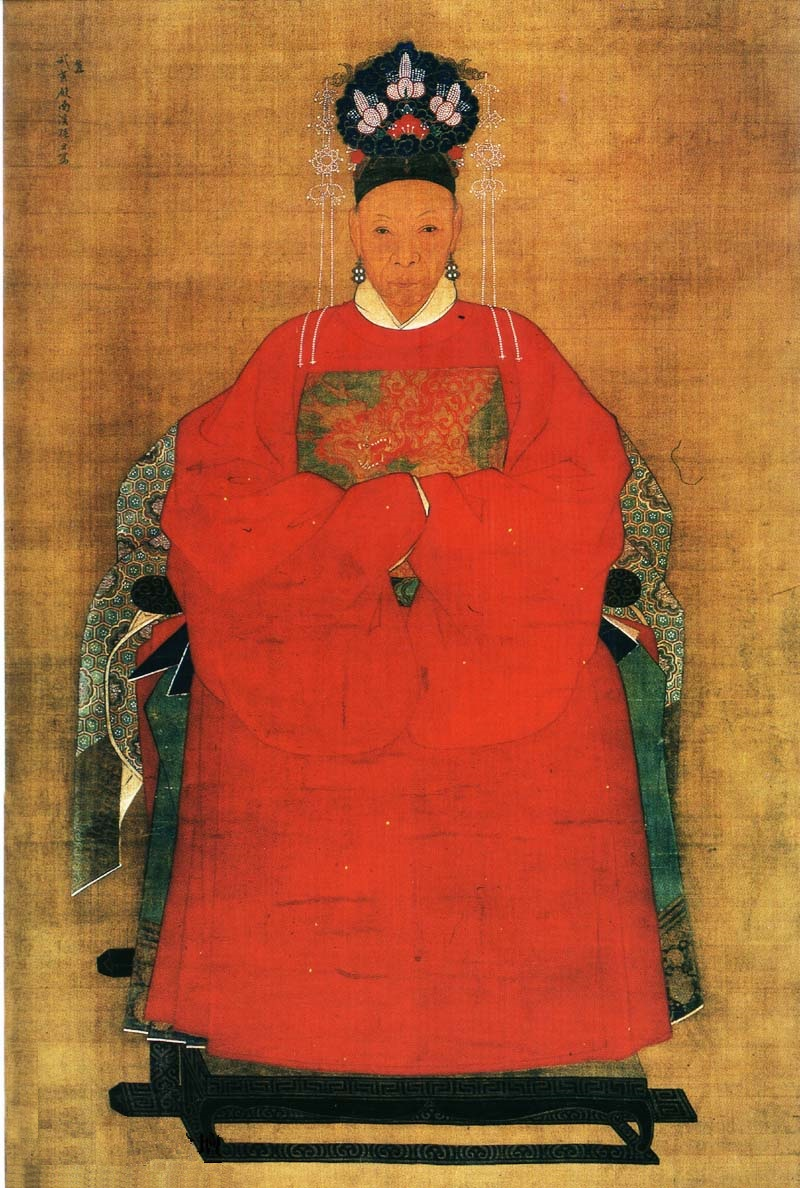
明代戴翟冠、穿補服命婦像
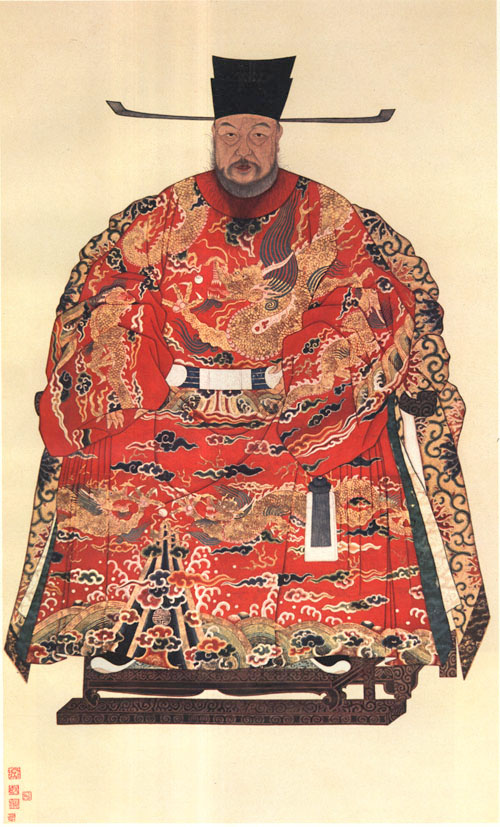
蟒服
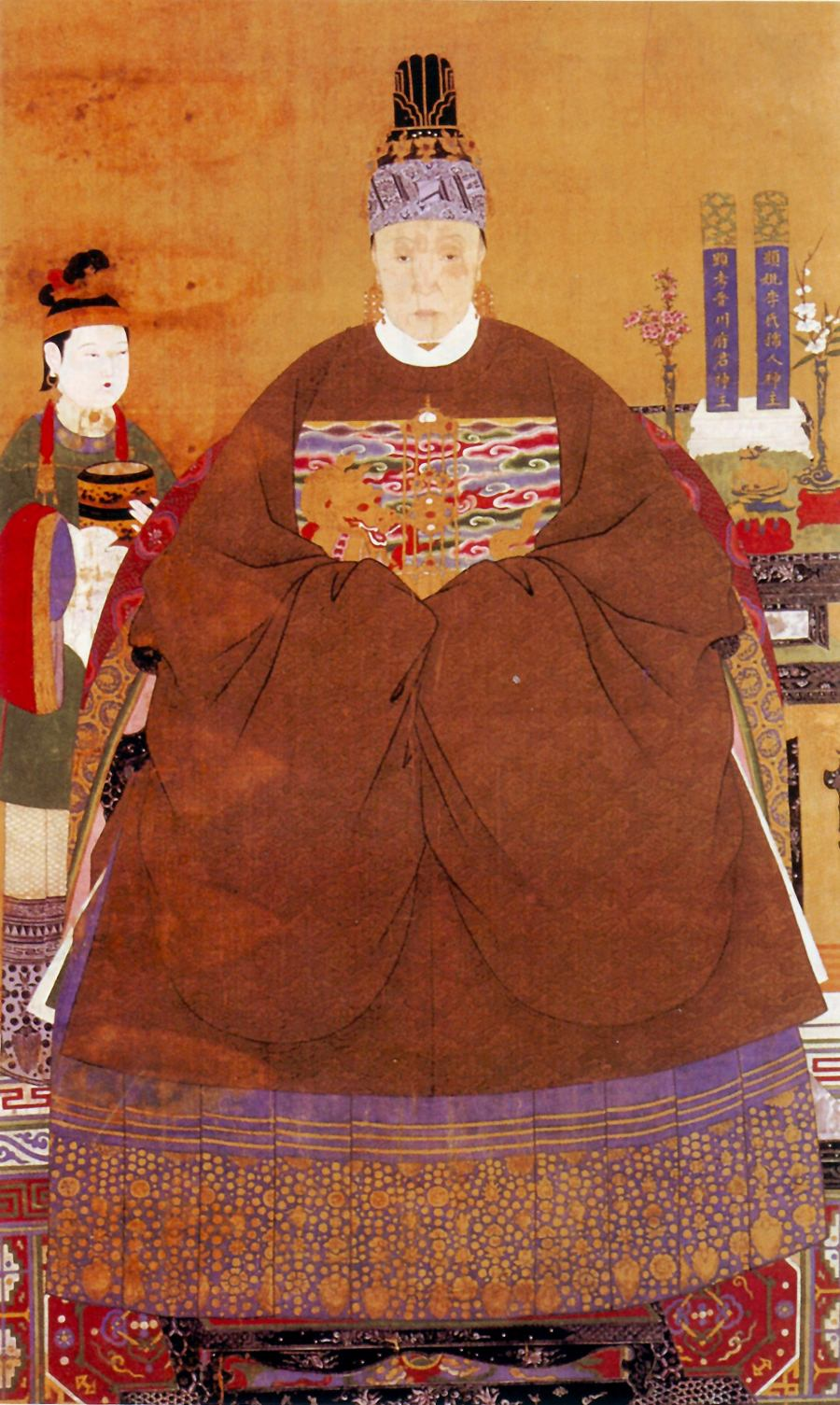
明代戴梁冠、穿補服命婦像

### 士庶服飾

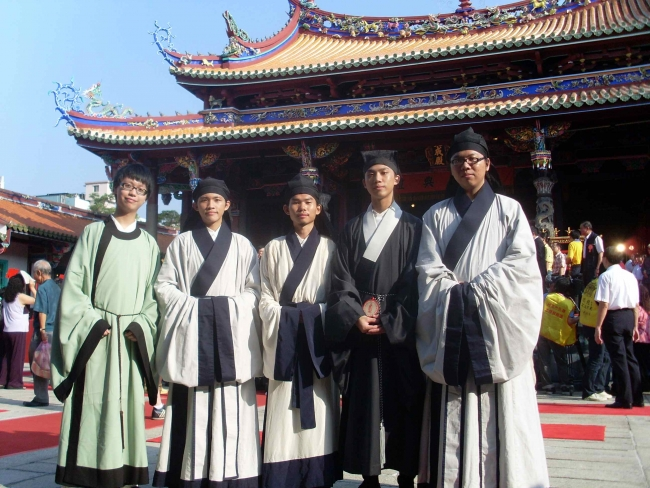
士庶男子常禮服

先秦至漢代的直裾袍、曲裾袍為士庶禮服，男女皆可服。後世士庶男子常禮服及吉服多為袍服，女子常禮服及吉服多為衫裙。裋褐則是便服，男女通用，為上衣下褲，在體力勞動或體育運動時穿著。窄袖衫裙亦是女子便服。

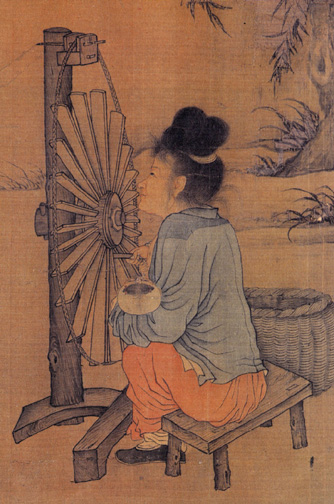
穿衣褲的宋代庶民婦女
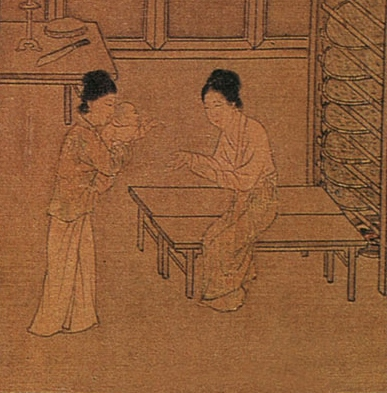
穿交領衫裙的宋代婦女
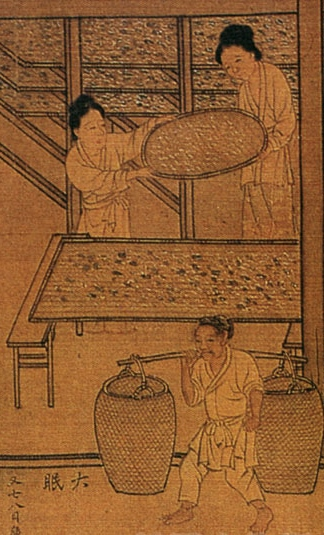
宋代穿衫裙的婦女和穿裋褐的男子
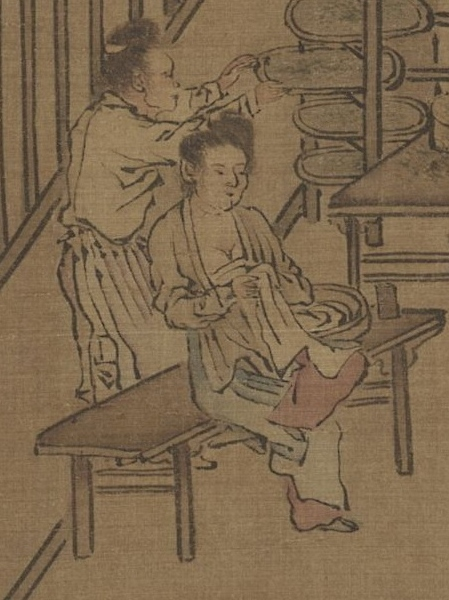
穿對襟衫、抹胸的宋代婦女
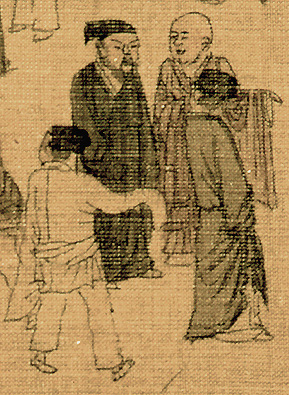
穿袍服的宋代男子
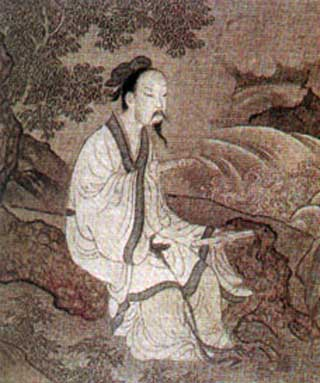
穿直身的宋代士人
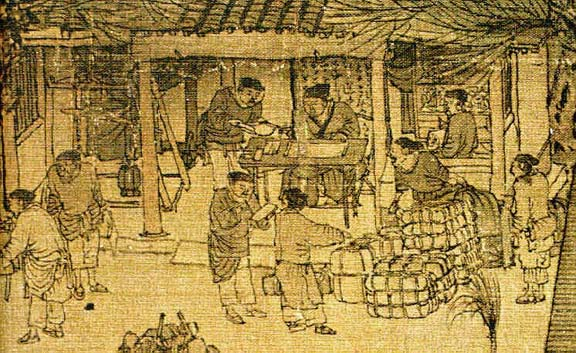
宋代庶民男子服飾
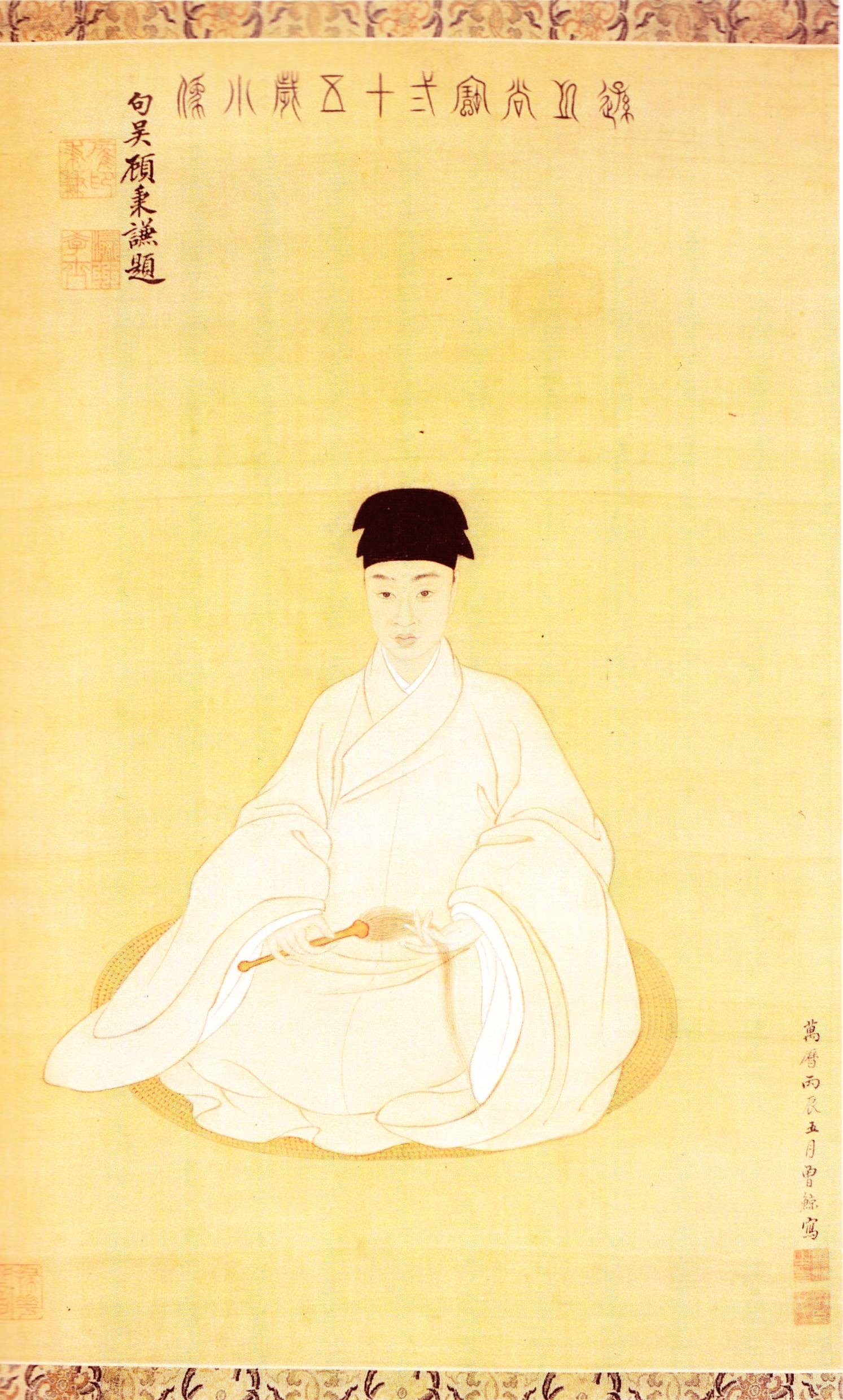
明代士人服飾

### 兒童服飾

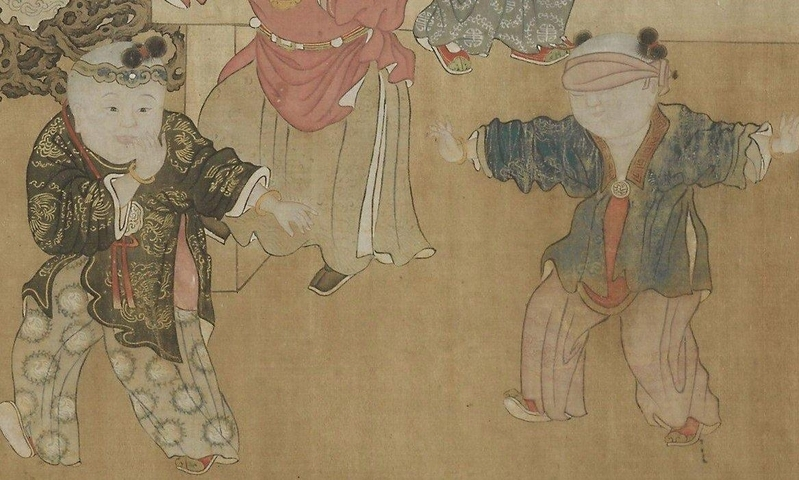
戴箍子、穿圓領衫（左）和穿披風（右）的明代小孩

漢族兒童衣服形制一般與成年人差異不大，最常見是上衣下褲類，除了一般的裋褐外還有單穿半臂和褌者，較少見袍服類。唐宋時女孩也會穿襦裙，明代則有穿襖裙。一些幼童也會只穿內衣如肚兜、連腿裹肚衣、抹胸、裲襠等。嬰兒常穿開襠褲、戴圍嘴（又稱涎水兜、涎兜），圍嘴常裁成花瓣狀或梅花狀，也有其他形妝，常會繡上吉祥圖案。稍大能控制大小便的幼兒則改穿合襠褲。至清代雖推行剃髮易服，但由於「老從少不從」，年幼穿明代服飾的習慣一直延續至今，交領右衽繫帶的設計不易弄傷嬰兒和幼童的幼嫩肌膚，同時也有教孩子不忘明朝、祖宗衣裳的意義，今人多稱「和尚衣」。
兒童的首服與成年人有差異，嬰兒和幼童常戴虎頭帽，因有老虎有威镇邪气和鬼怪的力量，能保護小孩和給小孩带来力量的說法。除帽子外，還有箍子（又稱抹額、額箍、額子、圈帽等），常有老虎、花朵等圖案，也有素面的。還有風帽，是一種後面延長的帽子，可以擋風。也有些首服和成人的相同，例如幅巾。鞋履除了一般的鞋子外，嬰兒和幼童還會穿獸鞋如虎頭鞋、豬頭鞋等。

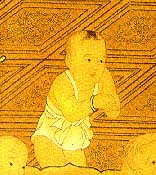
穿連腿裹肚衣的唐代嬰兒
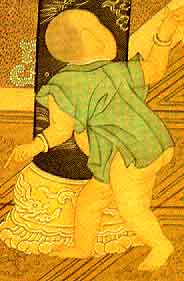
單穿半臂的唐代嬰兒
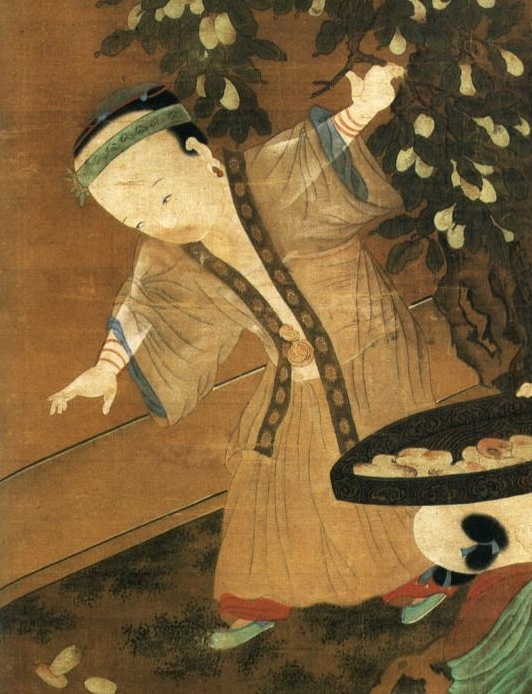
穿紗褙子、下裙，戴箍子的宋代女孩
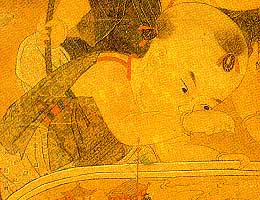
穿裲襠的宋代小孩
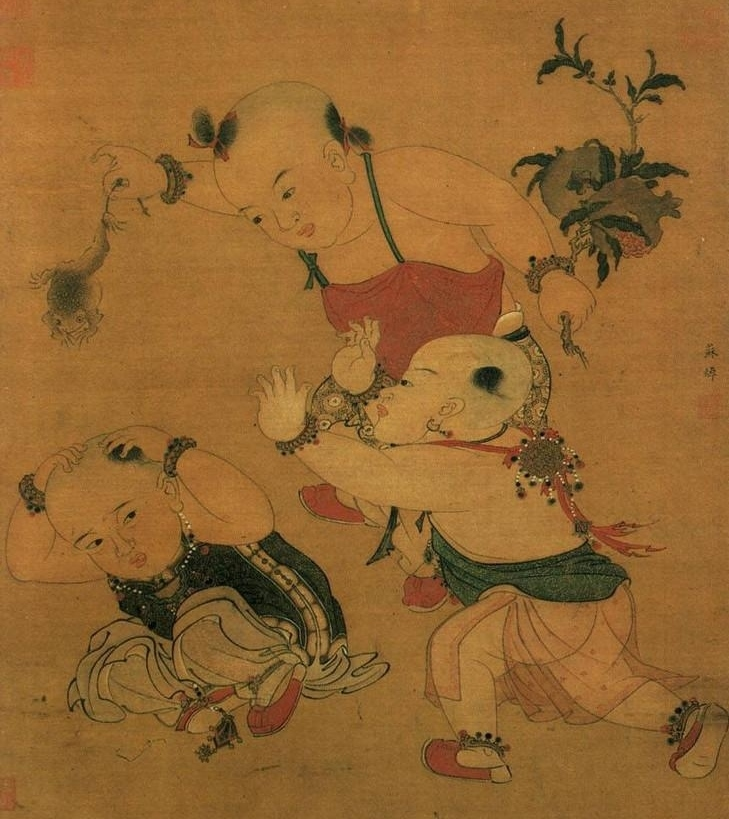
穿肚兜的宋代小孩
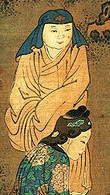
戴幅巾（上）、風帽（下）的小孩
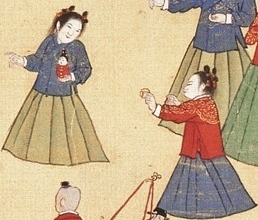
《明憲宗元宵行樂圖》中穿襖裙的女孩
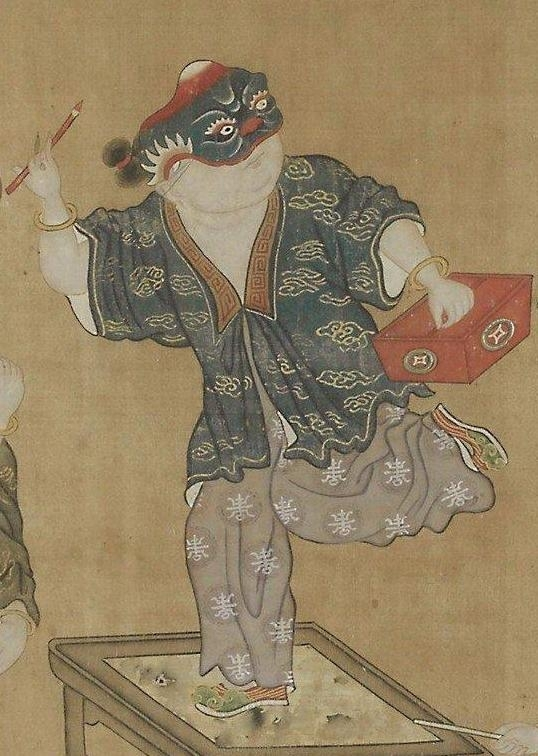
戴虎頭圈帽、穿披風的明代小孩
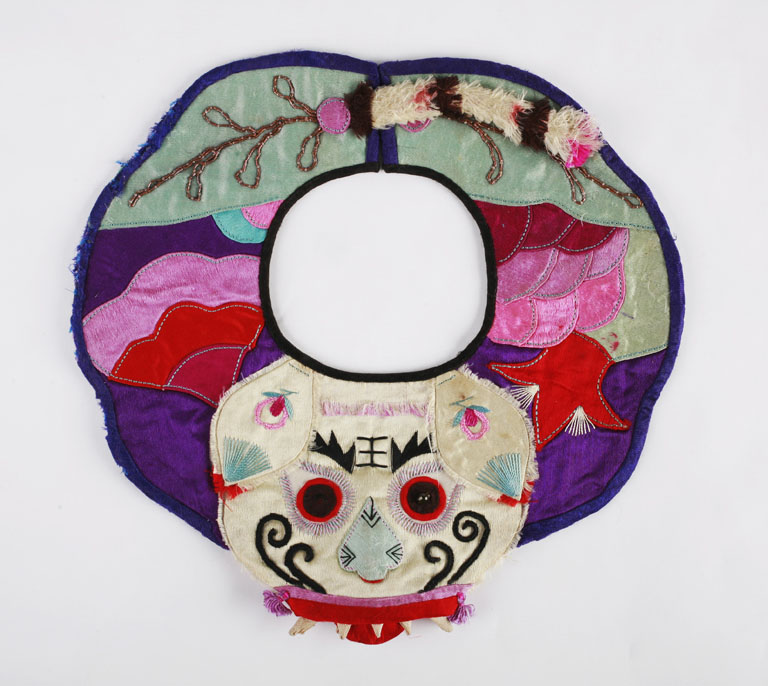
繡上老虎頭的花形圍嘴
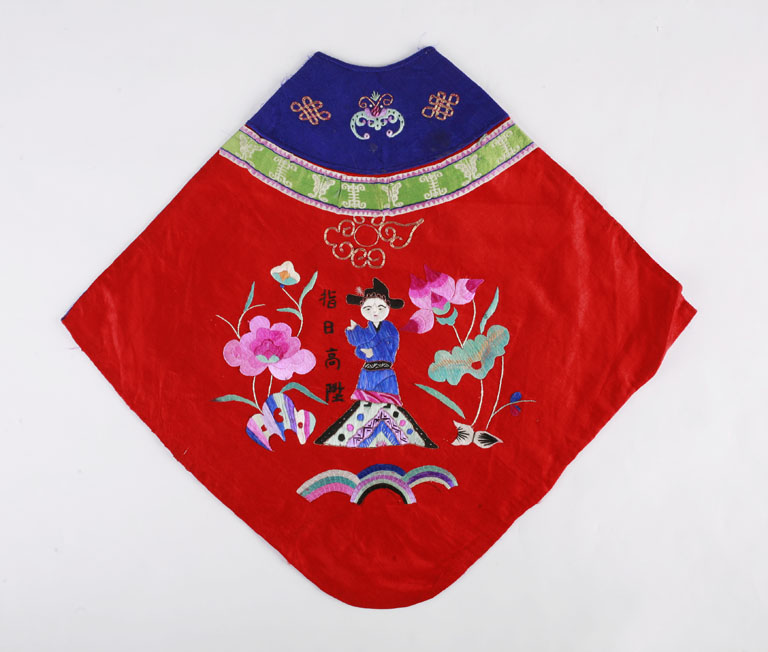
繡上「指日高陞」字樣和吉祥圖案的兒童肚兜

### 婚禮服飾
中國婚禮並無專屬的服飾，通常吉服服制便是婚禮所用的服飾制度。
先秦士的婚禮稱為士昏禮，新郎親迎時穿著大夫等級的爵弁、裳緇袘，即玄色上衣、色綴有黑邊的帷裳，「袘」即綴邊。新娘則穿纯衣袡，即色衣缘的黑色深衣，「袡」即衣緣。其餘程序則依照士的服制。也就是卿大夫的妻子穿白色的展衣，士庶人的妻子以黑色的褖衣为礼服。《礼记正义· 曾子问》：“嫁服者，士妻褖衣，大夫妻展衣，卿妻则鞠衣。故《士昏礼》云：「女次純衣纁袡。」（纯衣即褖衣也。）因此，按照周礼，士庶的新娘穿黑色褖衣，大夫的新娘穿白色展衣，天子正妻受冊穿祎衣。
唐宋制度，新郎四品以上以冕服婚，九品以上以爵弁服婚，庶人以絳公服（大紅圓領袍）婚。新娘視新郎等級穿著，初唐新娘穿花釵禮衣，為深衣制禮服；後來花釵禮衣之制漸式微，新娘改穿大袖襦裙出嫁，多為綠色。士庶綠衣新娘與穿紅圓領公服的新郎配在一起，是為「紅男綠女」。宋初承唐制，後來新娘改為穿鳳冠霞帔出嫁，此制延續至明代。明代官員婚禮，新郎按照官品穿官常服，新娘視其夫等級穿命婦常禮服。士庶婚禮可假九品官服、九品孺人常服，但時有僭越；亦有不穿官服以士庶常禮服（男穿袍服、女穿襖裙）為婚服者。

### 喪禮服飾

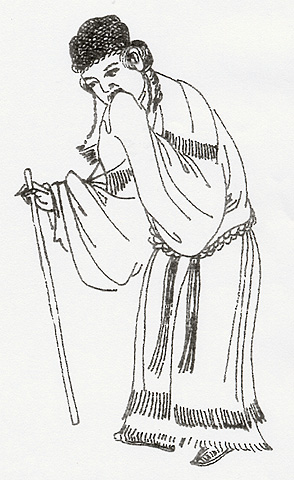
《三才圖會》插圖中的斬衰，衣不縫邊

中國喪服主要依據五服制定，五服是指一定範圍內親屬逝世時以居喪期限長短和喪服的粗細定下的規則，當中的服裝是在喪禮中穿著。五服中最重的丧服是斬衰，是用最粗的生麻布做的喪服。斬衰衣旁和下边不缝边。其次是齊衰，用熟麻布做的。因为缝边整齐，所以叫做齐衰。再次之是大功，亦称「大红」，这是用熟麻布做的，比齐衰精细些。小功又次於大功，亦称「小红」，小功服比大功服更精细。五服中最輕的是緦麻，比小功服更精细。明代皇帝、皇后鴐崩，官員所服之斬衰服是把烏紗帽去雙翅、以白布包裹，穿素色圓領袍、配腰絰（麻繩）、麻鞋；除服後換素服、烏紗帽，黑角帶，百日後穿回平日的衣服。命婦則穿麻布圓領、麻布裙、麻鞋，頭蓋麻布蓋頭，二十七日除服。
五服制度較為複雜，歷代多有簡化，稱為孝服（又稱孝衣）。除服後，居喪期間會穿著普通的服裝，但會選一些顏色較素淡的，女子也少用華麗的首飾，明代時女子會由平日黑色或金絲狄髻改戴白色孝髻。
奴僕在主人喪禮期間會穿白布衣、戴白帽。

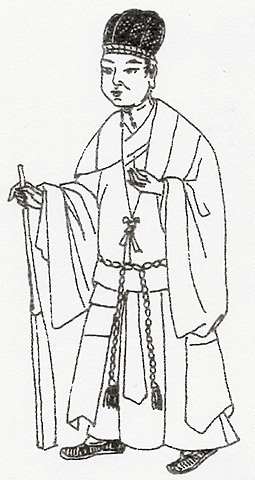
齊衰
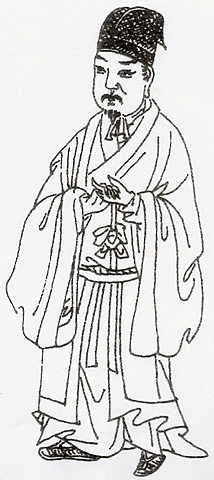
大功
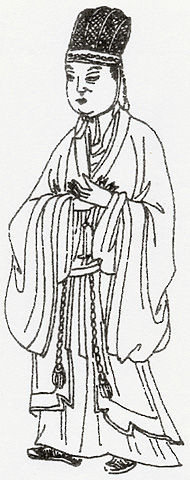
小功

## 領形
上衣的领子可分为直领、圆领、方領、豎領，再搭配大襟或對襟而有不同風貌，
大襟即两襟相交。
直領穿著時若有明顯交疊又可稱交領，例如配上大襟時。
以封閉曲线包圍頸根附近则称圆领，又稱盤領。
豎領又稱立領，是以直領為基礎，前端上提包住脖子演變而成。
领形是汉服的主要特征，“领”也是汉服上衣的计量单位。

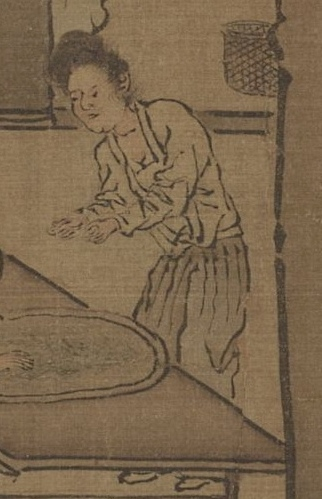
直領對襟
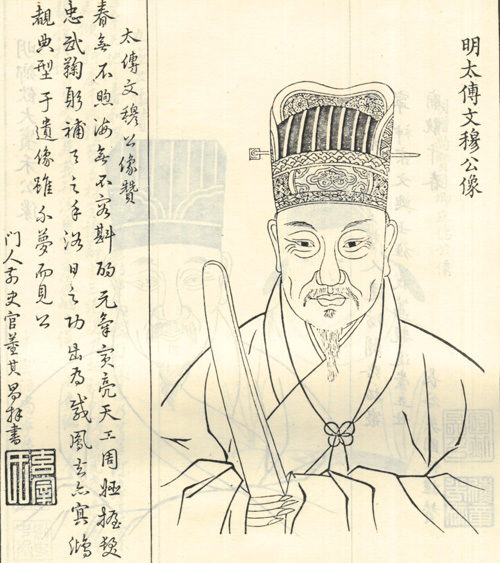
直領大襟（交領）
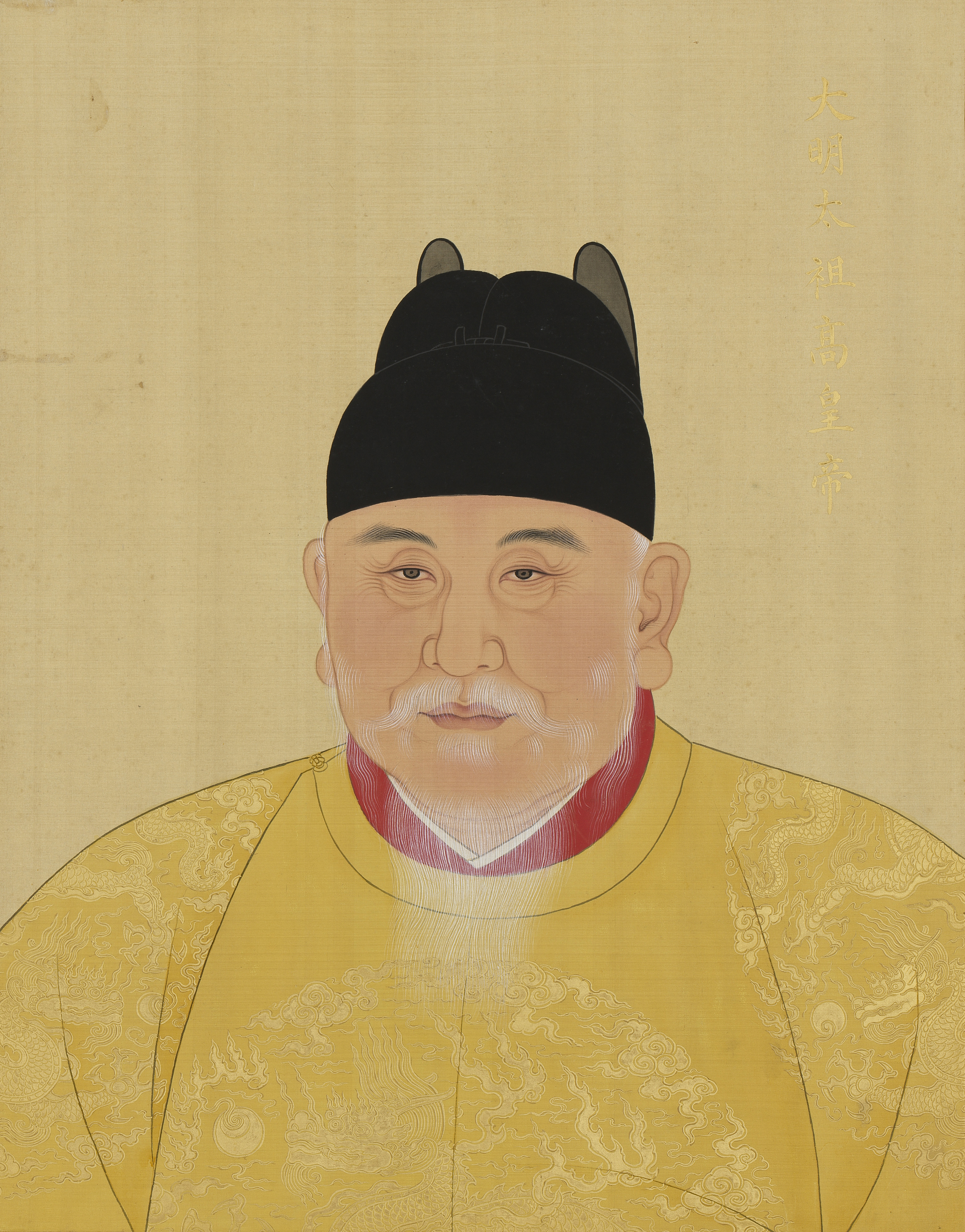
圓領大襟
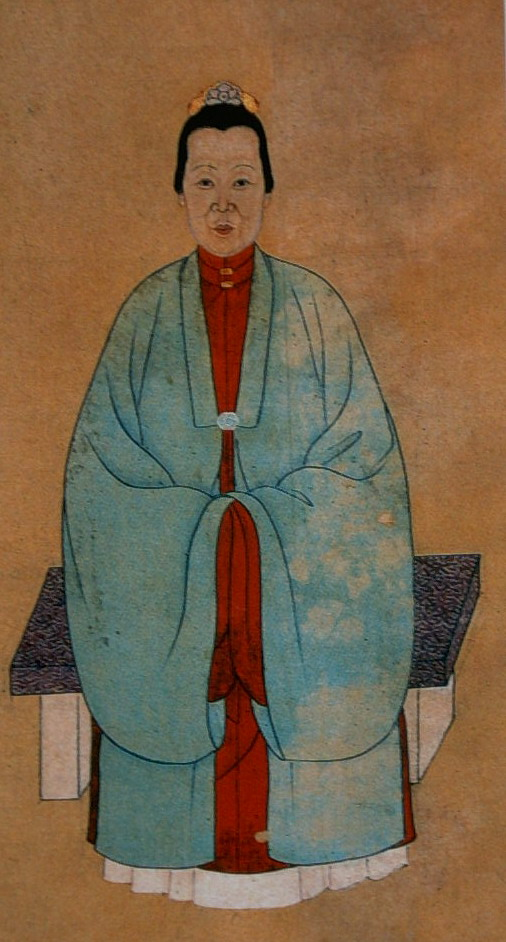
立領大襟外搭直領對襟

## 布料和染印
中國古代傳統用布分为：金缕、锦、罗、绫、绢、紬、紵絲、缣、绮、纚、纱、帛、布、棉、麻等等。织金、锦、罗、绫是最昂贵的织物，绫罗锦绣自古就是富人的象征。秦汉时期，除齐纨、鲁缟享有盛名外，尚有吴绫、越罗、楚绢、蜀锦等名品。汤式《一枝花·赠美人》曰：“价重如齐纨鲁缟，名高似蜀锦吴绫。”最古老最廉价的材料是麻葛。
周礼就规定有典丝、染人从事印染。传统染色的材料都是植物。包括：红花、乌梅、蘆木、苏木、黃櫱、青礬、莧藍、槐花、棓子、杨梅皮、蓝牙叶、莲子壳、绿豆粉等等。古典布料的染色遵从古制，体现了华夏阴阳五行信仰。有六象六色之说，青所以象东方的木，赤所以象南方的火，白所以象西方的金，黑所以象北方的水，玄所以象天，黄所以象地。除了六正色以外，还有对应的间色：纁－黄赤色、紫－青赤色、红－赤白色、绿－青黄色、缥－青白色。间色也是唐宋公服的色制，公服五等：朱、紫、绯、绿、青。
另外还有绀－深青扬赤色、绯－赤、绛－大赤、缇－丹黄、朱－深纁。
| 色彩   | 染料       | 色图 |
| ------ | ---------- | ---- |
| 蓝     | 藍草       |      |
| 红     | 红花       |      |
| 绿     | 槐花       |      |
| 金黃色 | 蘆木       |      |
| 鵝黃色 | 黃蘖       |      |
| 紫色   | 蘇木、青礬 |      |

最廉价普遍的是藍草制靛的蓝印花布，是传统的镂空版白浆防染印花，又称靛蓝花布，俗称“药斑布”、“浇花布”，距今已有一千三百年历史。最初以蓝草为染料印染而成。 蓝印花布源于秦汉，兴盛于唐宋时期，古时称为药斑布。汉族的染印工艺称作三缬，即蜡缬、夹缬、绞缬。缬是指系缯帛而后染之，使系处形成一定的花纹，起源自秦汉时代。明代的织锦与刺绣兴起以后，夹缬逐渐衰落，并被碱印、拓印，刮浆防染法取代。
汉服的织绣工艺通过苏绣、湘绣、蜀绣、汉绣、粤绣以及蜀锦、云锦、宋锦流传至今。緙絲是技艺最高的织花艺术品。唐代，始有用丝织制缂丝，以生丝为经，以染织熟丝为纬，有的加饰金线或孔雀羽，工艺复杂细致，用色最多达 70 多种。

## 配饰

### 首服

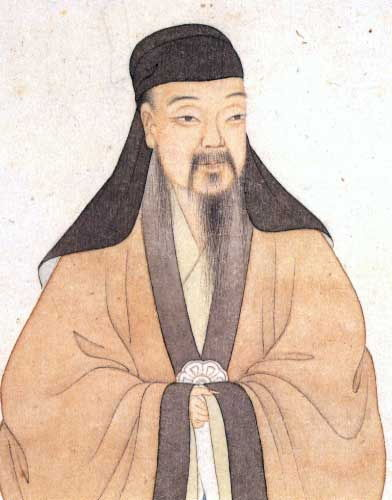
湯顯祖幅巾像

冠帽是汉族服饰的重要部分之一。包括冕冠、爵弁（雀弁）、皮弁、韦弁、冠弁、武弁、通天冠、长冠、幅巾、乌帽等等。皇帝、公侯参加祭祀典礼时所戴的礼冠叫做冕。冕冠的顶部，有一块前圆后方的长方形冕板，冕板前后垂有“冕旒”。冕旒依数量及质料的不同，是区分贵贱尊卑的重要标志。汉代规定，皇帝冕冠为十二旒（即十二排），为玉制。冕冠的颜色，以黑为主。冕冠两侧，各有一孔，用以穿插玉笄，以与发髻拴结。并在笄的两侧系上丝带，在颌下系结。在丝带上的两耳处，还各垂一颗珠玉，名叫“珫耳”。不塞入耳内，只是系挂在耳旁，以提醒戴冠者切忌听信谗言。后世的“充耳不闻”一语，即由此而来。梁冠，是历代文官的冠饰，源于战国时代的进贤冠。笼冠就是“武冠”或“惠文冠”，是历代武官的冠饰。
古代汉族男女成年之后都把头发绾成发髻盘在头上，以笄固定。男子常常戴冠、巾、帽等，形制多样。兒童帽飾則有虎頭帽、花帽等。
女子发髻也可梳成各种式样，并在发髻上佩带珠花、步摇、翠翘、冠梳等各种饰物。鬓发两侧饰博鬓，也有戴帷帽、包头巾的。头插梳篦自汉代即有记载。南朝婦女就愛在髻上插飾梳栉。唐朝妇女流行廣插钗梳。汉族妇女还有戴绢花的习俗，所谓“宝髻簪花花”。王母娘娘见汉武帝髻上插大花。明朝孔府在大庄设佃户花庄，一年四季专供孔府摆设和夫人、小姐插戴，演习宫女的冠戴装束绢花。明代中期開始又流行抹額，遮蓋額頭。

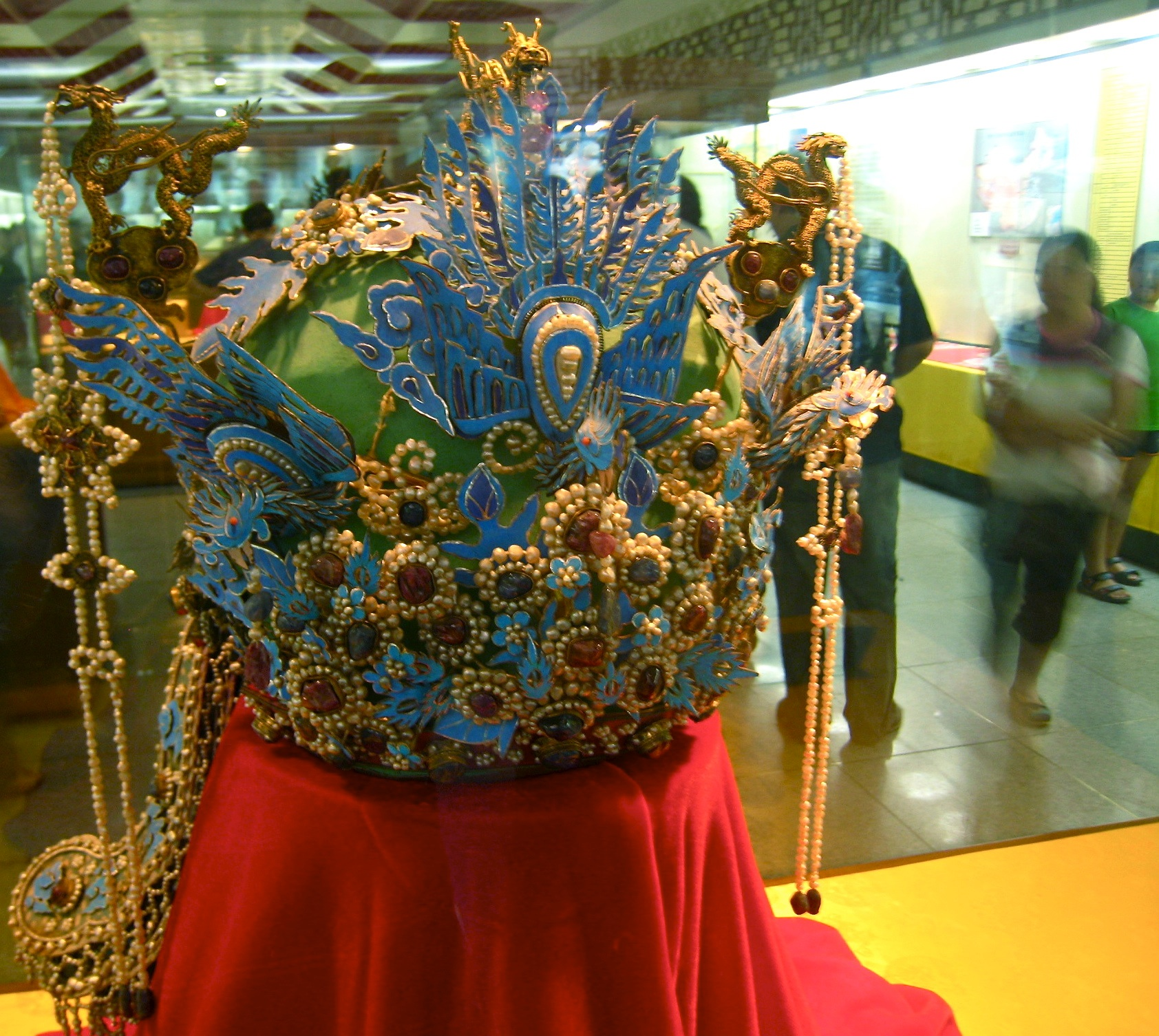
定陵出土凤冠
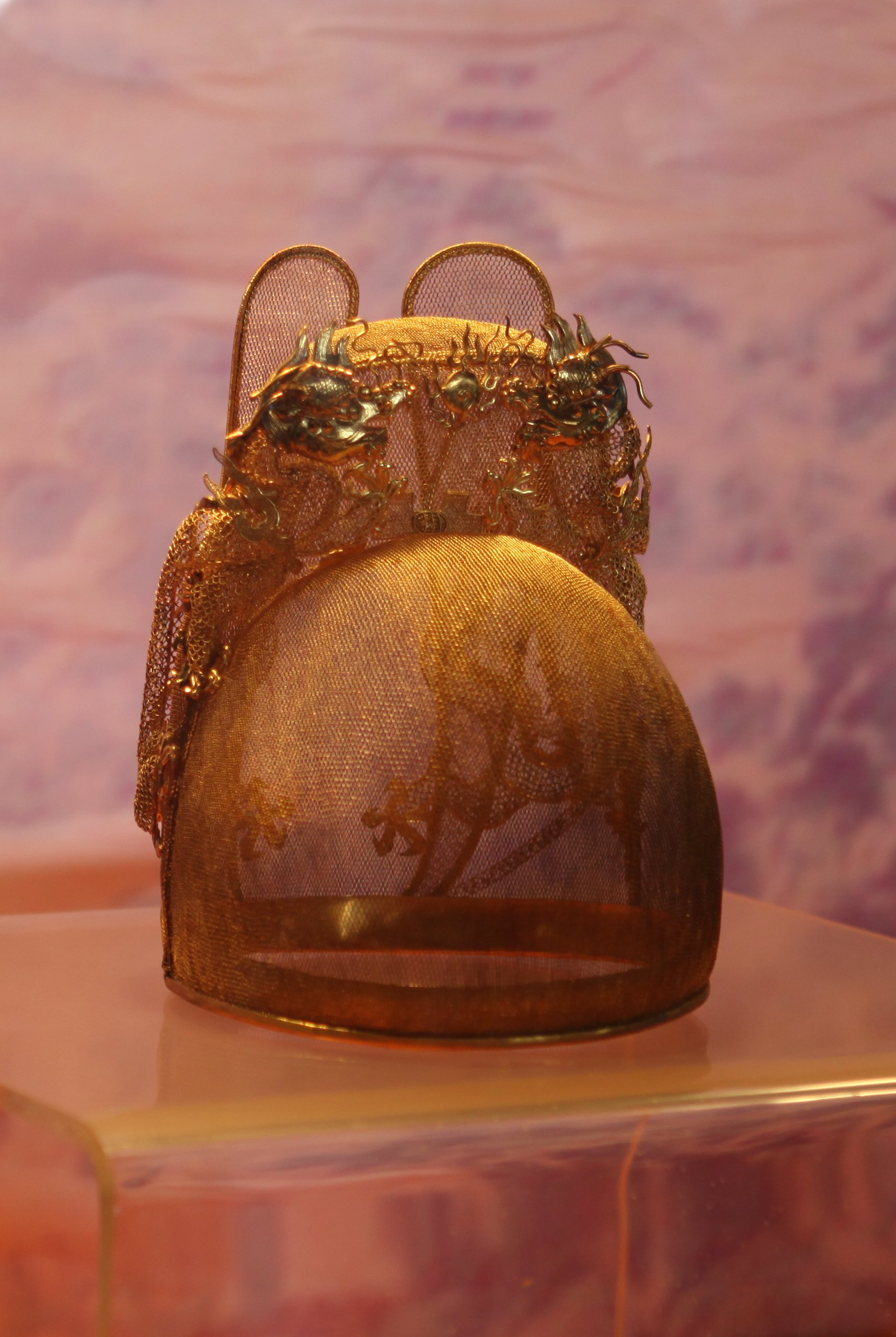
定陵出土明神宗金丝翼善冠
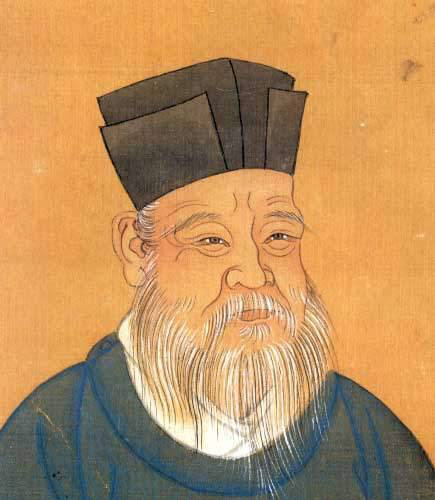
東坡巾
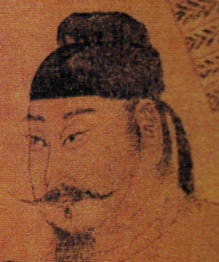
垂腳襆頭
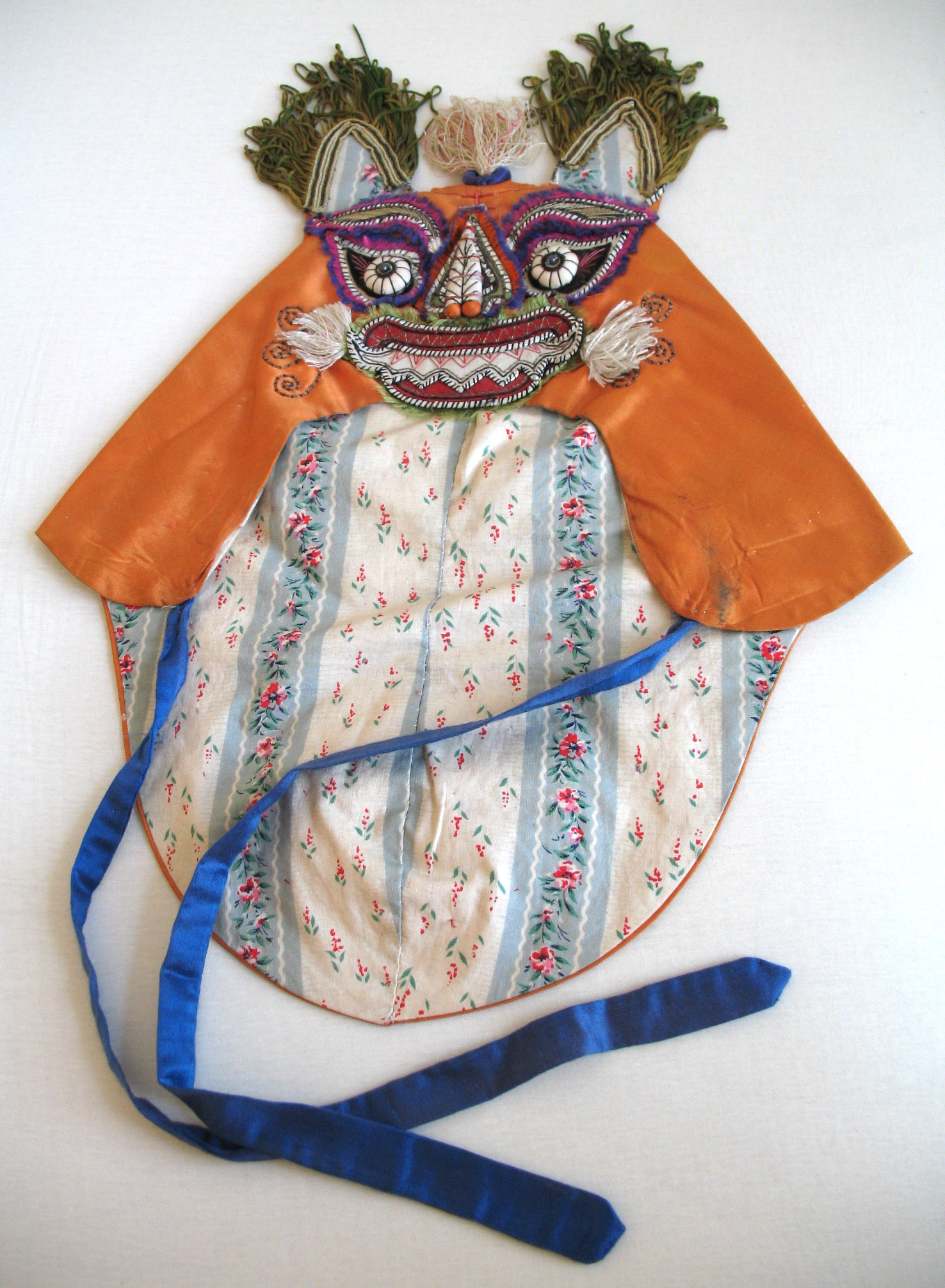
嬰幼兒戴的虎頭帽

### 足衣
汉服的足衣分为：襪、舄、履、屨、屐、靴、鞋。古書記載傳說尧舜禹以后始服木屐。伊尹以草為履，以帛為屨。，但中國境內出土的最古老木屐是宁波市慈城镇内的慈湖新石器时代遗址出土的新石器時代夾腳式木屐，為良渚文化產物。周人以麻為鞋。屐是木履之下有齿者，又称木屐。江南以桐木为底，用蒲为鞋，麻穿其鼻。草屨是黄帝之臣所做，即草鞋。靴来自赵武灵王胡服骑射。女性的鞋履常有繡花，稱為繡花鞋。嬰兒和幼童多穿虎頭鞋、豬頭鞋等。

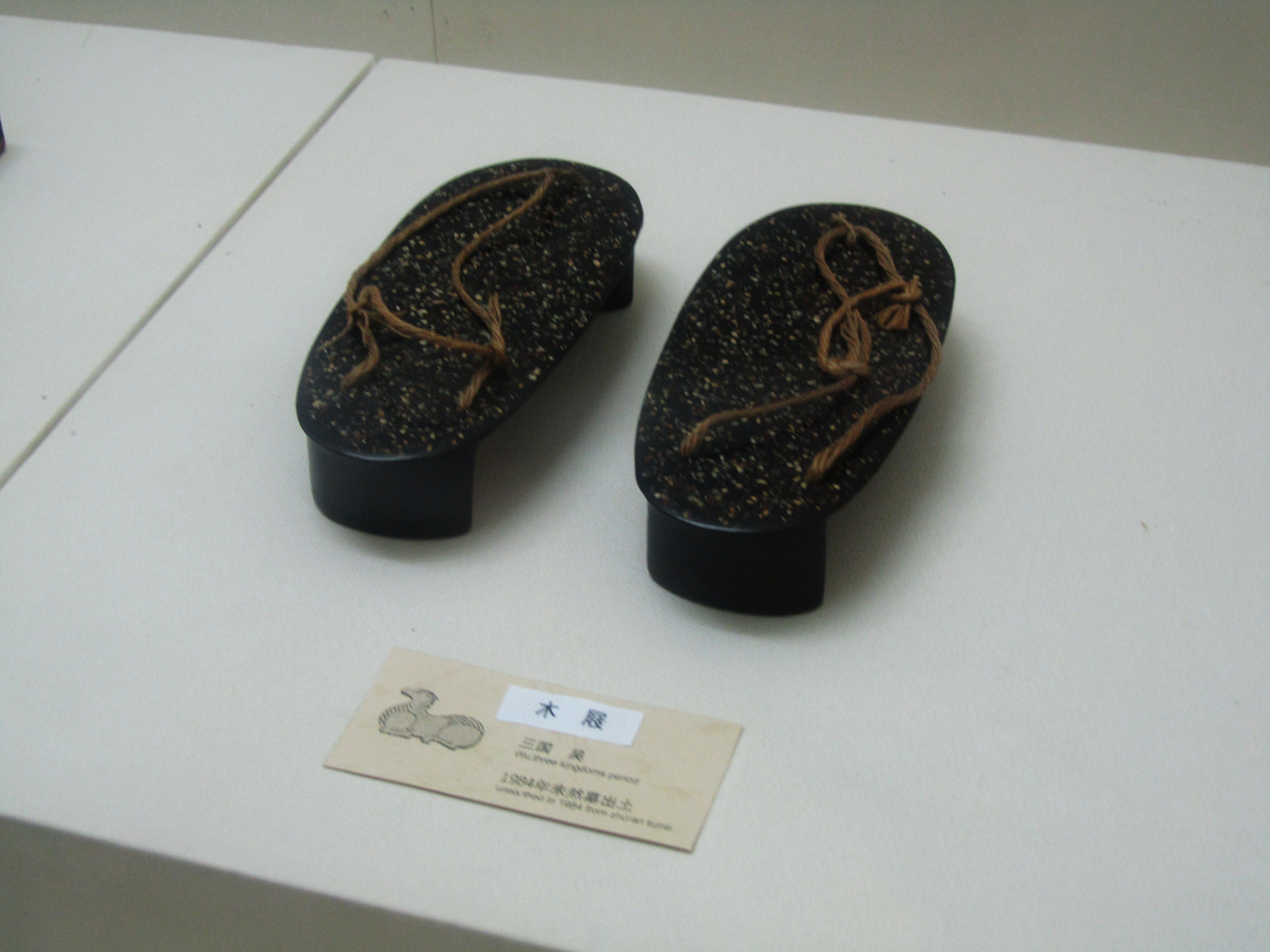
三国时期的木屐
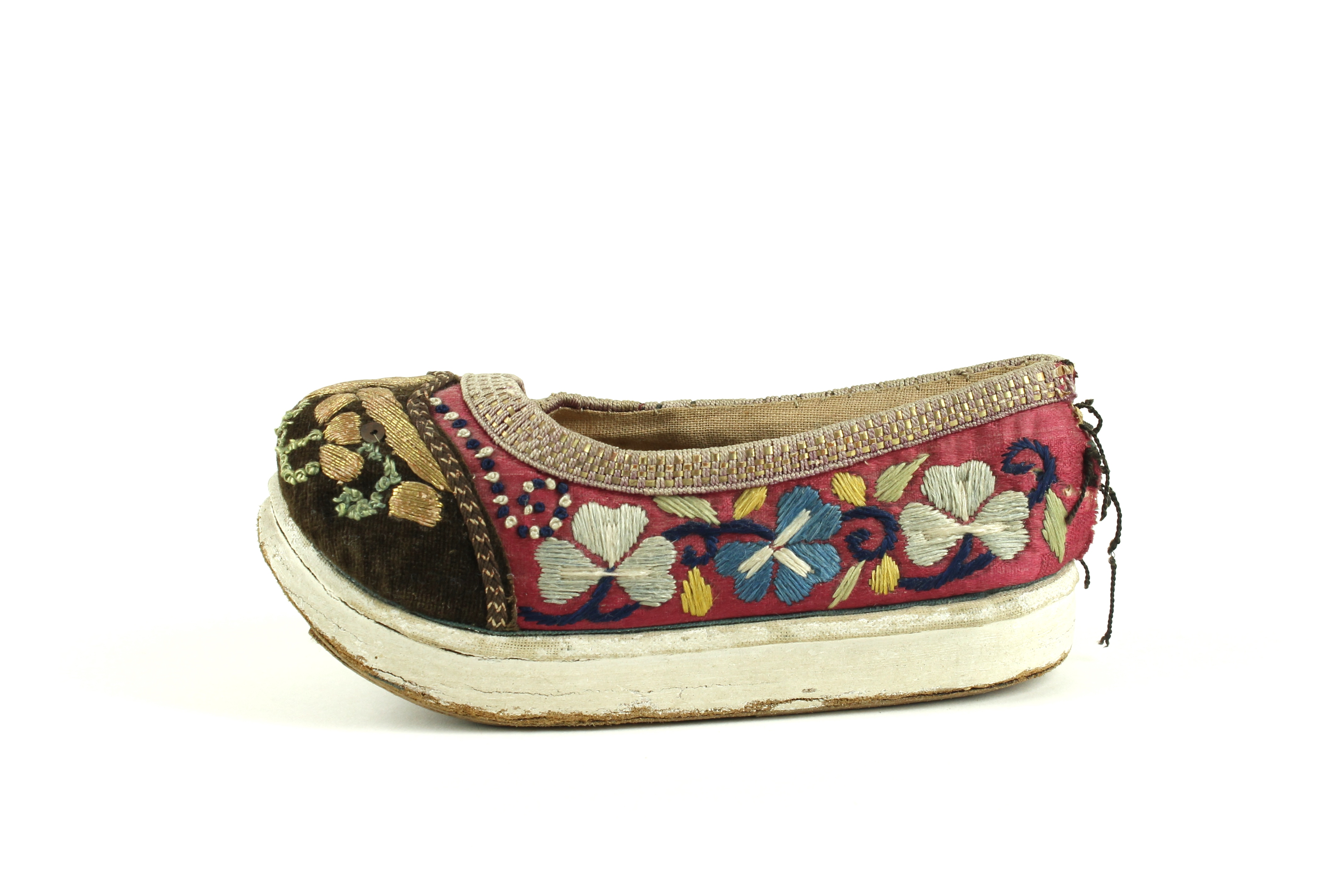
繡花童鞋

## 歷史
几千年來华夏王朝对周礼服制坚持代代相传、世世相袭，在儒教礼典的永恒中也不断适应时代的需要而产生朝代特色的常服。不同朝代的常服则不尽相同，各朝代往往对各个等级允许的颜色、式样有细致规定，朝代特征较明显。

### 先秦时期

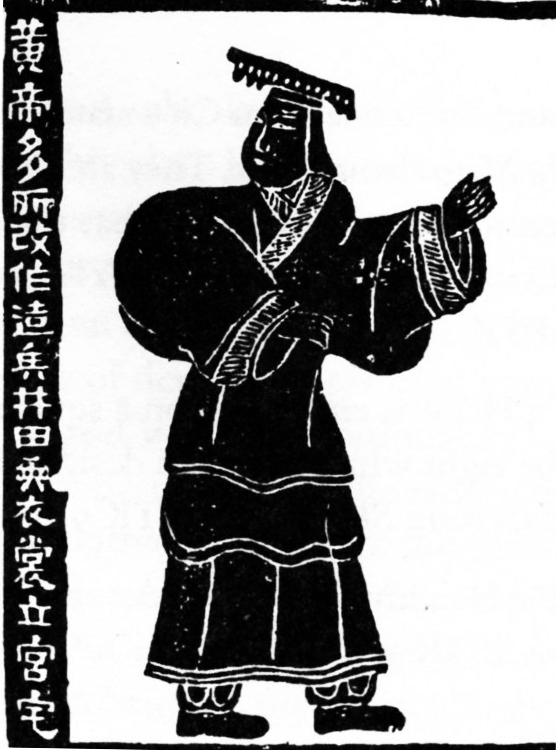
黄帝垂衣裳立宫宅

#### 上古
汉代《世本》记载：黄帝的臣子“伯余作衣裳”、“胡曹作冕衣”。《易·系辞》说“黄帝尧舜垂衣裳而天下治”。《史记·五帝本纪》说黄帝之妻嫘祖养蚕制丝，以作衣裳。唐代张守节《史记正义》记载“黄帝造屋宇，制衣服”。王逸《机赋说》认为，上古人们拿兽皮当衣服，伏羲、炎帝以来，已经出现了真正的衣裳，到黄帝时期，则出现了衮冕等较为完备的服饰制度。。考古发现则证实，距今七八千年前的裴李岗文化遗址、陕西临潼白家村遗址中都发现骨针、纺轮，说明当时人们已会纺布制衣。到了约五千年前的仰韶文化时期，不但大量发现纺轮，还在陶器上发现大量布纹的印痕。同时期的遗址中还发现了苎麻、蚕茧。说明此时已经产生了原始的农业和纺织业，用苎麻织成的麻布和饲蚕得到的丝纺来做衣服，人们的衣冠服饰日臻完备。只是，此时期的服装实物，在考古发掘中至今尚未发现。

#### 夏商周時期

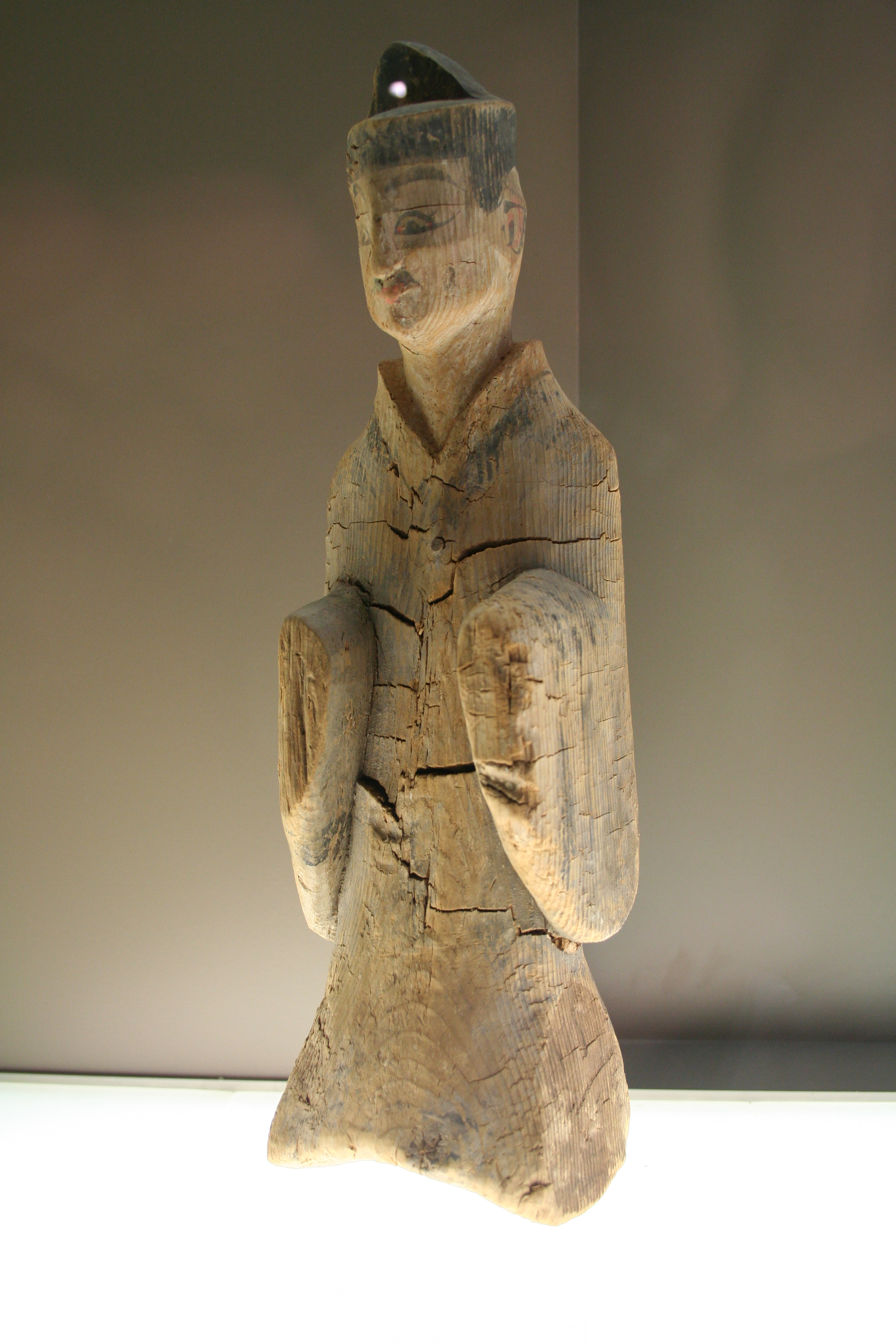
穿垂胡袖袍服的周代俑

夏朝黑衣裳，商朝尚白则縞衣裳，周朝折中夏殷之制而玄衣素裳。
商代的服裝形制主要有連身長袍，為女子或奴隸所穿著，另一形式則是上衣下裳，上衣有偏衽或對襟等不同形式，領口為寬邊，袖子以窄袖為主；下裳是長裙或者是開襠褲。在腰間以寬帶束腰，並腹前垂掛蔽膝（鞸）。商代貴族平時穿著色彩華美的絲綢衣物和外罩絲織錦衣(裼)，衣上有織繡和染繪等紋飾，袖口和領緣亦用花邊裝飾，並配掛玉飾。此外，貴族們開始重視頭戴冠帽，為貴族服飾的重要標誌，進而出現禮冠制度；頭衣分別有冠、冕、帽、笄等形式。不同於貴族的穿著，平民百姓或奴隸穿著粗麻布衣，不戴冠帽。
春秋战国时期，服饰大致沿袭周代的服制，只是略有变化。百家学说对服饰的完善有着一定的影响。冠服制被纳入了“礼治”的范围，成了礼仪的表现形式，从此中国的衣冠服制更加详备。
这时的衣服一般在以腰带固定，腰帶以帶鉤繫結，有的在带上还挂有玉制的饰物。
这一时期出现了深衣与袍服，袍服大致分为曲裾袍、襜褕两种。还出现了襦裙。

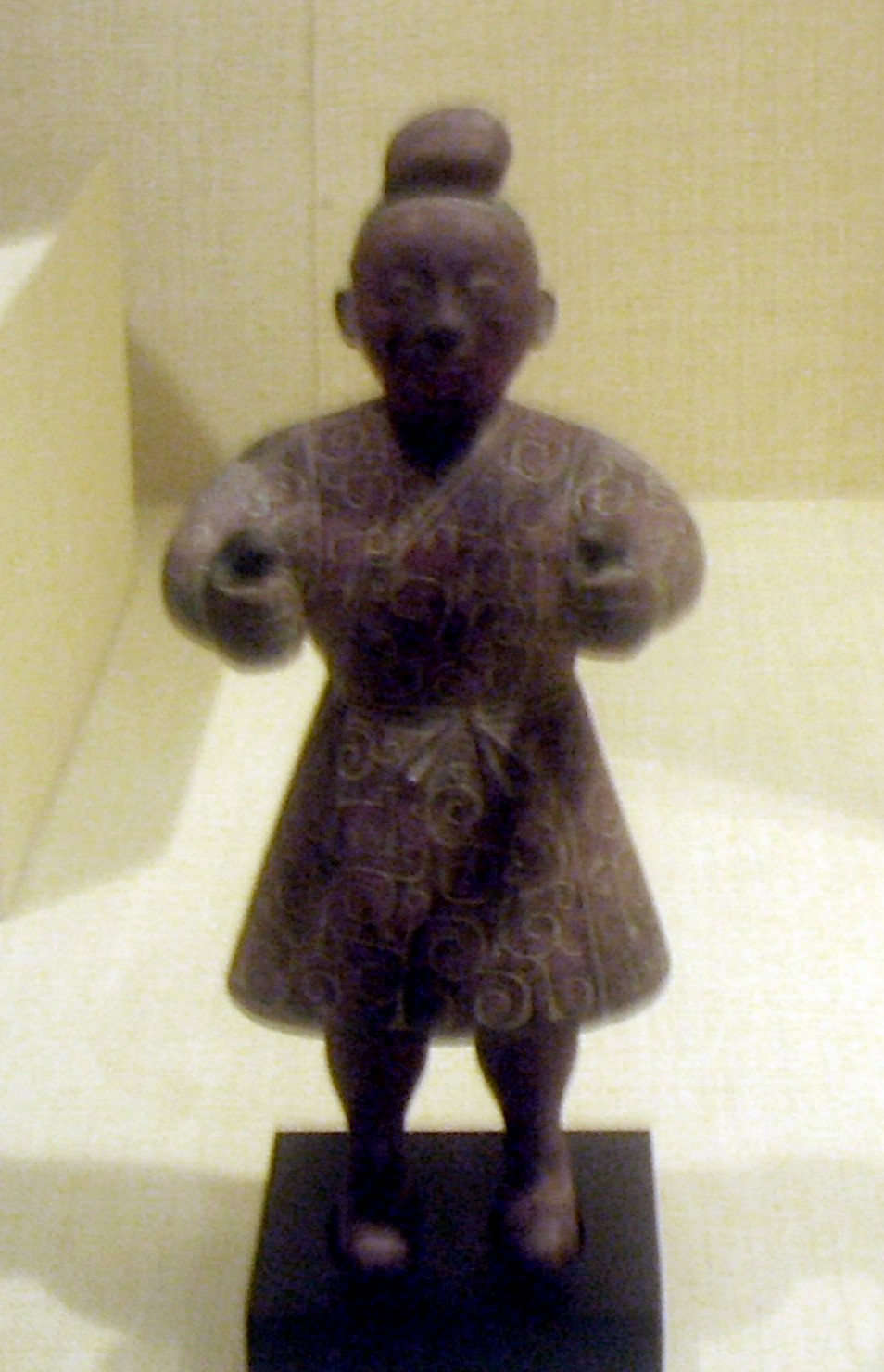
穿矩領短衣的東周車伕俑
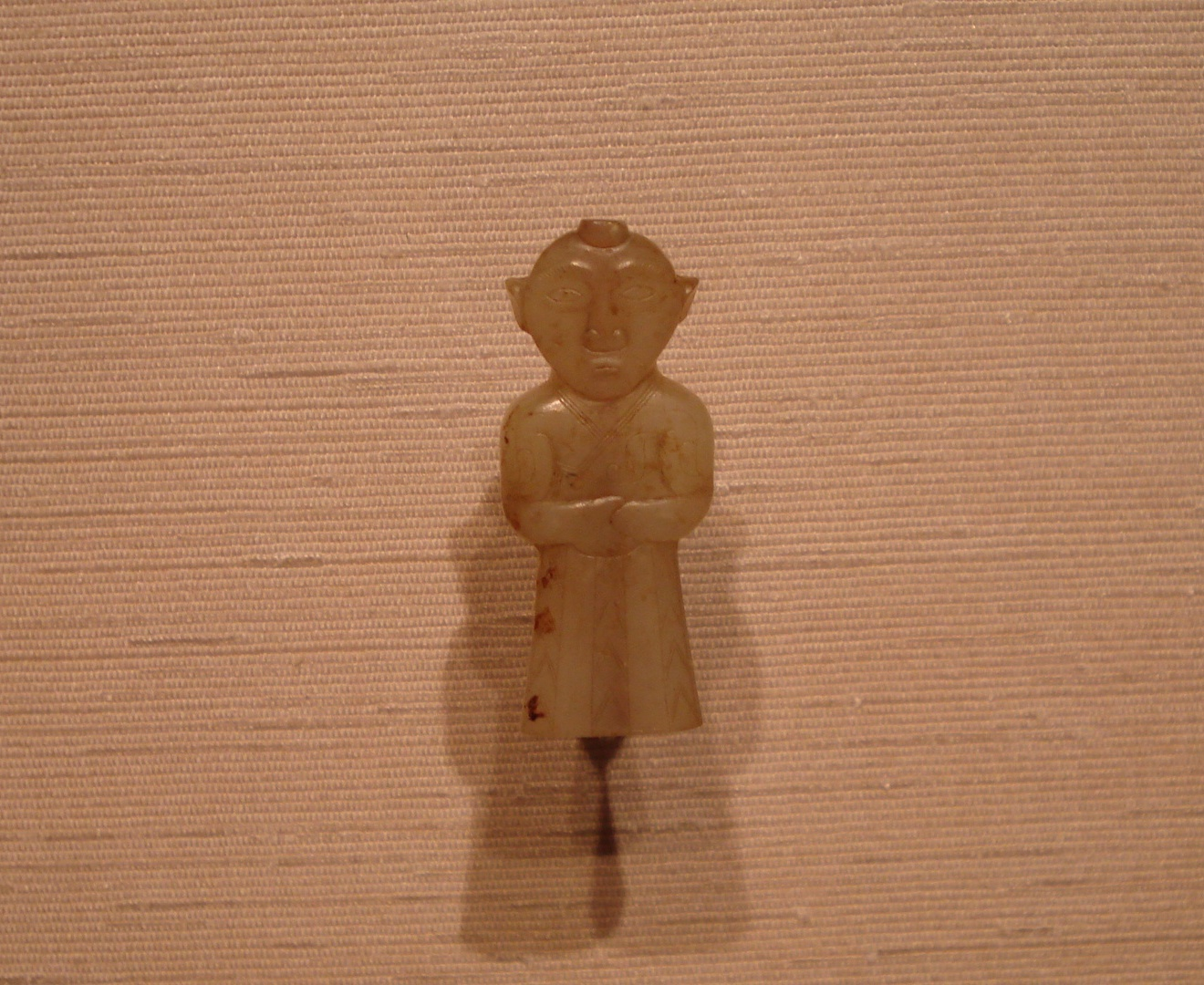
穿袍的東周玉人像
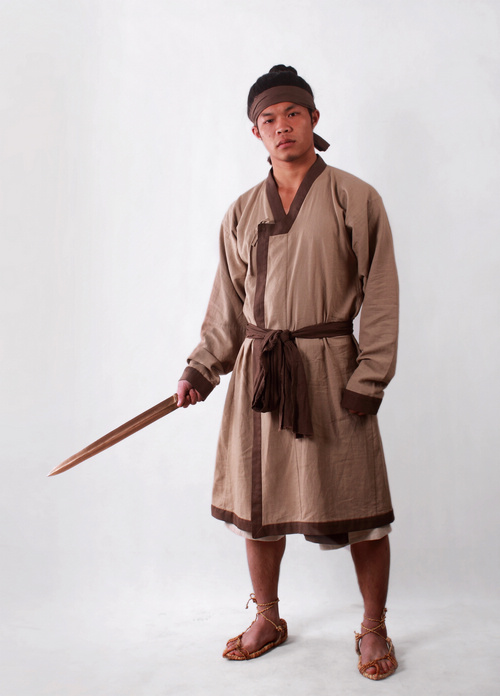
復原的戰國武士矩領服飾

### 秦漢時期

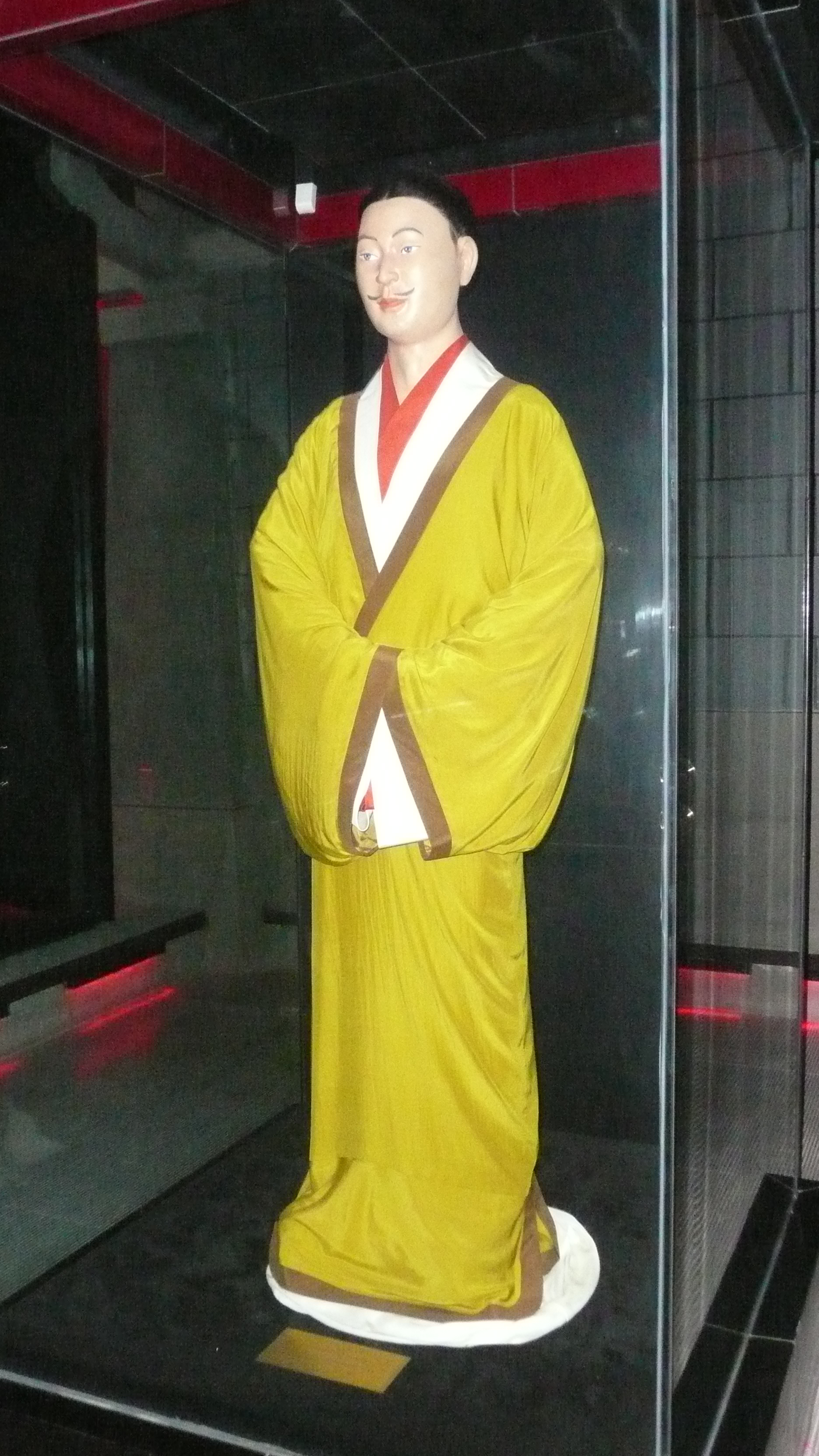
復原的漢代三重衣

秦汉服装基本沿袭战国时期，袍按裁剪方式大致分为繞襟袍（曲裾袍）、襜褕直裾两种，都是男女均可穿着。武士则着短衣小袖大绔。
秦汉时期曲裾袍是女服中最为常见的一种服式，这种服装通身紧窄、长可曳地，穿上後下䙓一般呈喇叭状，行不露足。汉代窄袖紧身的绕襟深衣，衣服几经转折，绕至臀部，然后用绸带系束，衣上还绘有精美华丽的纹样。衣袖有宽窄两式，袖口大多镶边。衣领部分通常用交领，领口很低，以便露出里衣。如穿几件衣服，每层领子必露于外，最多的达三层以上，現代称“三重衣”。
由于袍服的普遍流行，穿襦裙的妇女有所减少，但并没有消失，在汉乐府诗中就有不少描写。这个时期的襦裙样式，一般上襦极短，只到腰间，而裙子很长，下垂至地。1957年在甘肃武威磨咀子汉墓中发现了襦裙实物。

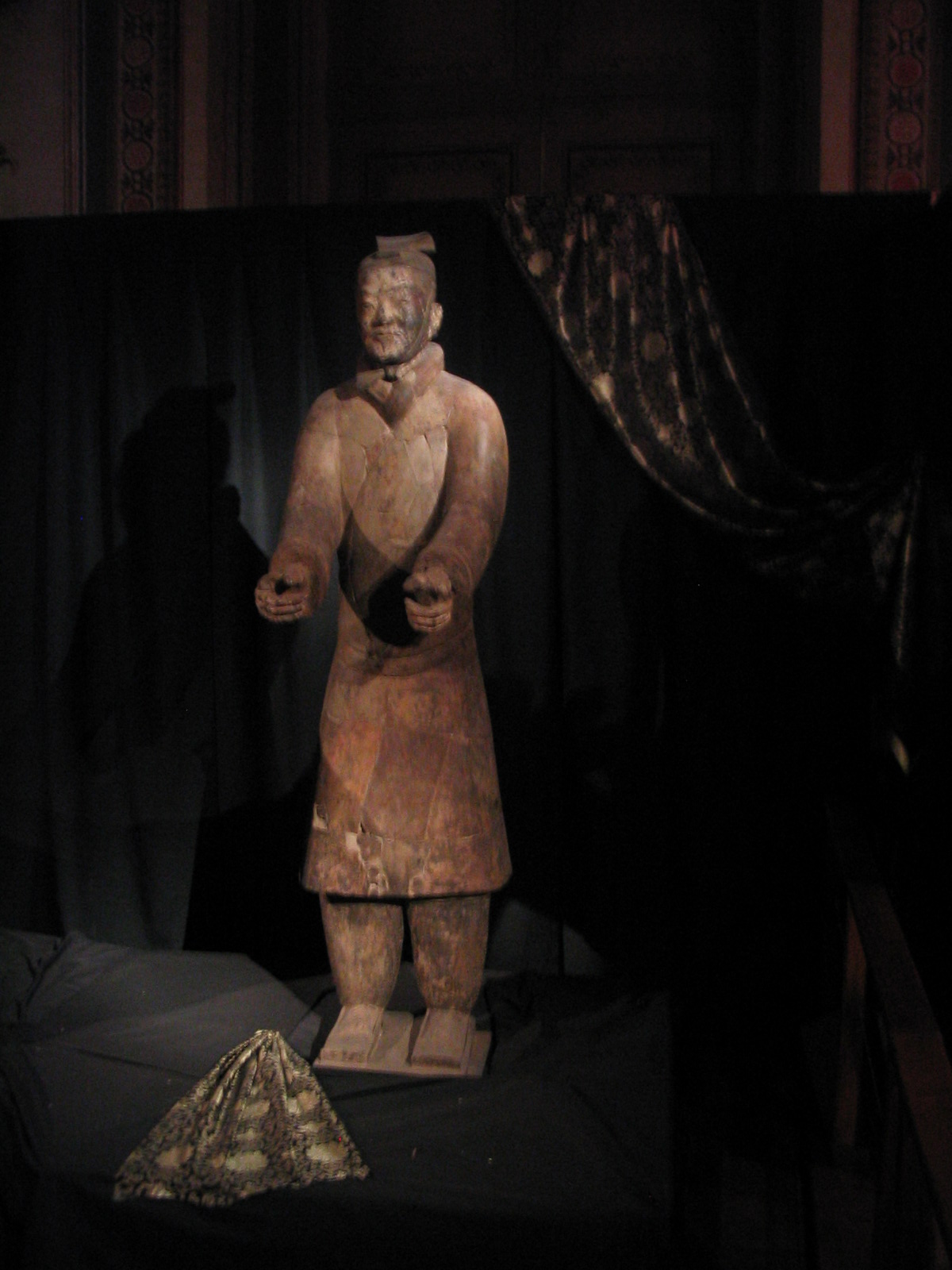
秦代穿短衣的武士俑
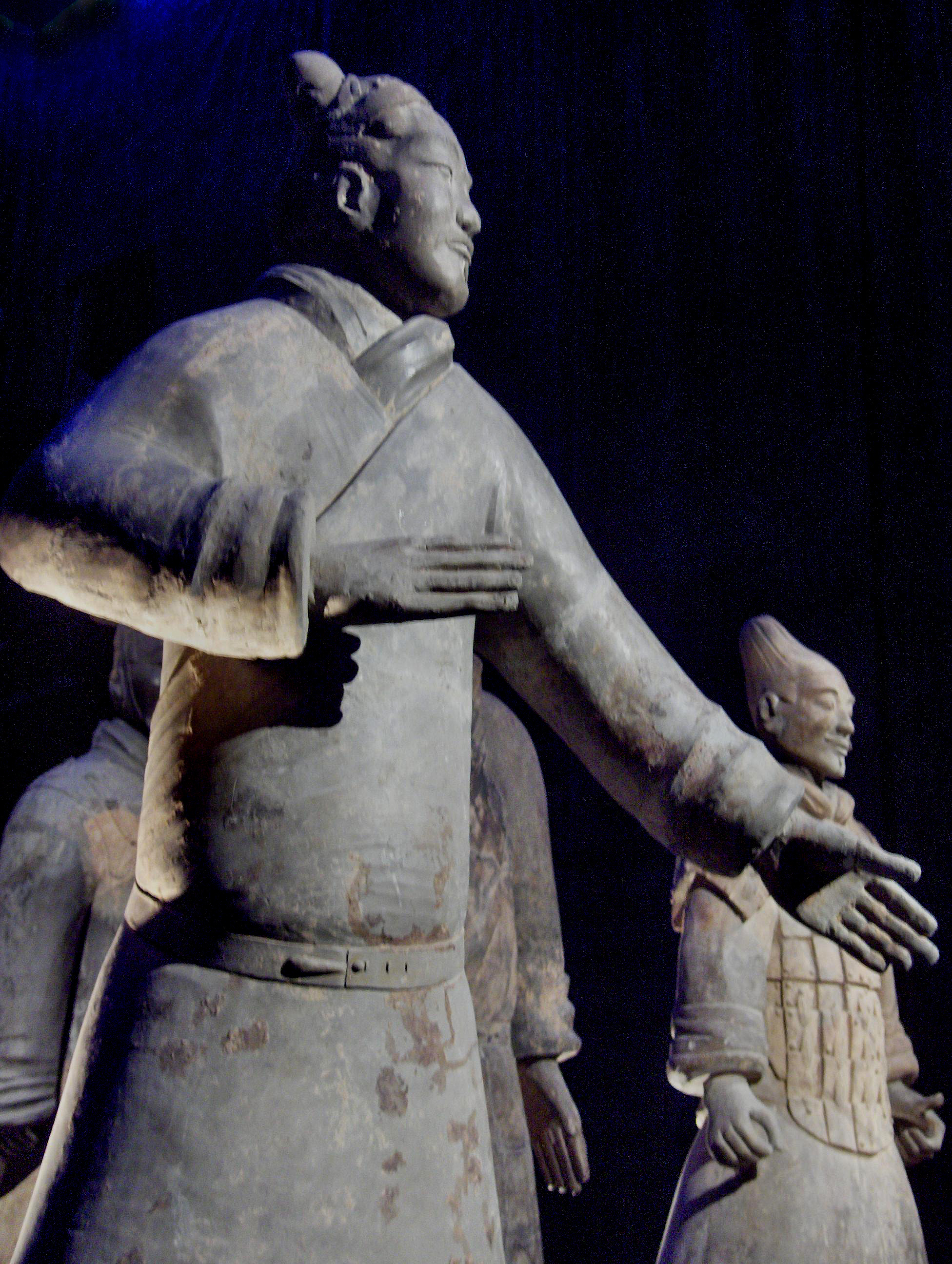
秦代穿交領袍、繫上配帶鉤皮帶的武士俑
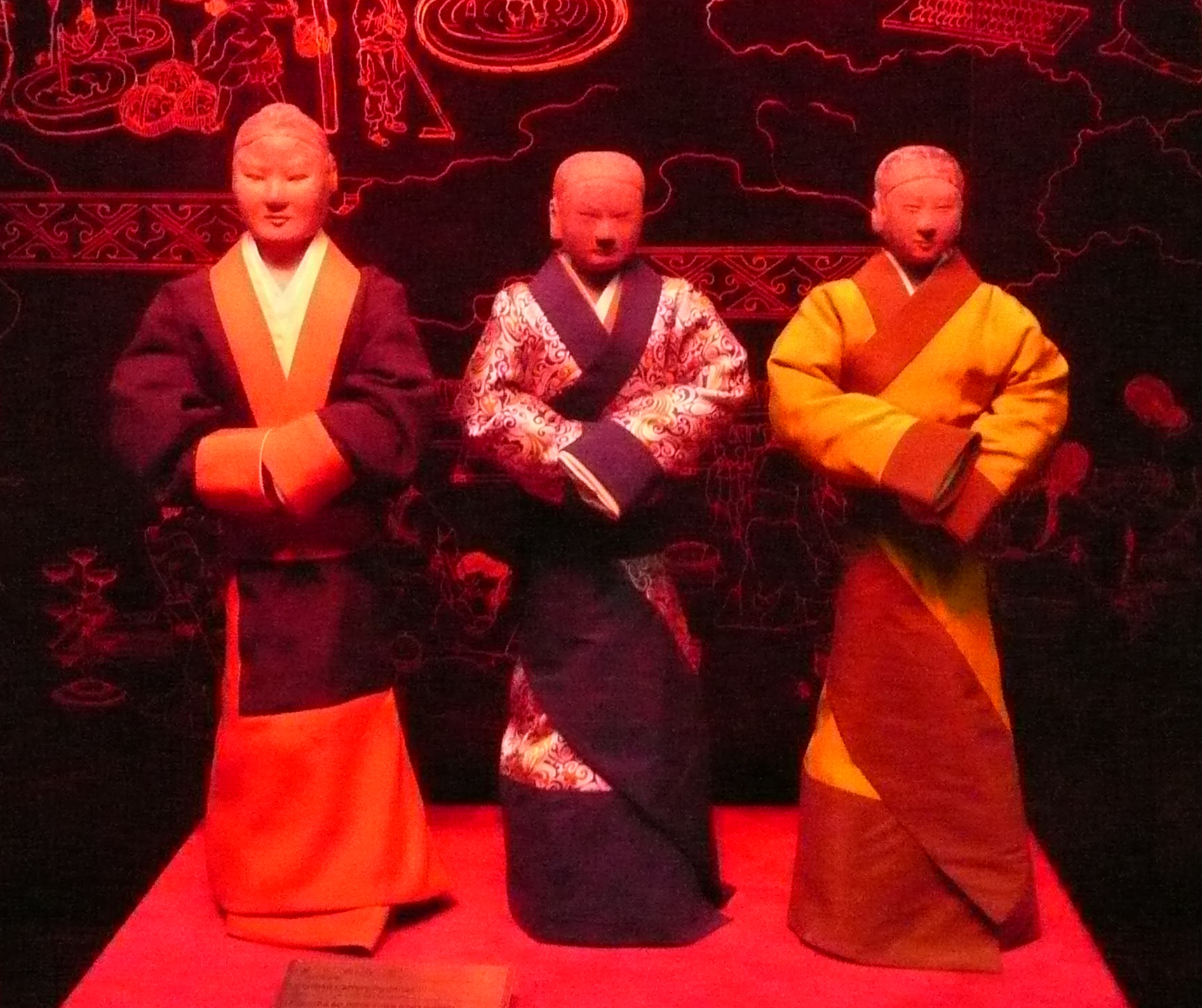
穿復原襜褕（左一）、繞襟袍的漢代著衣俑
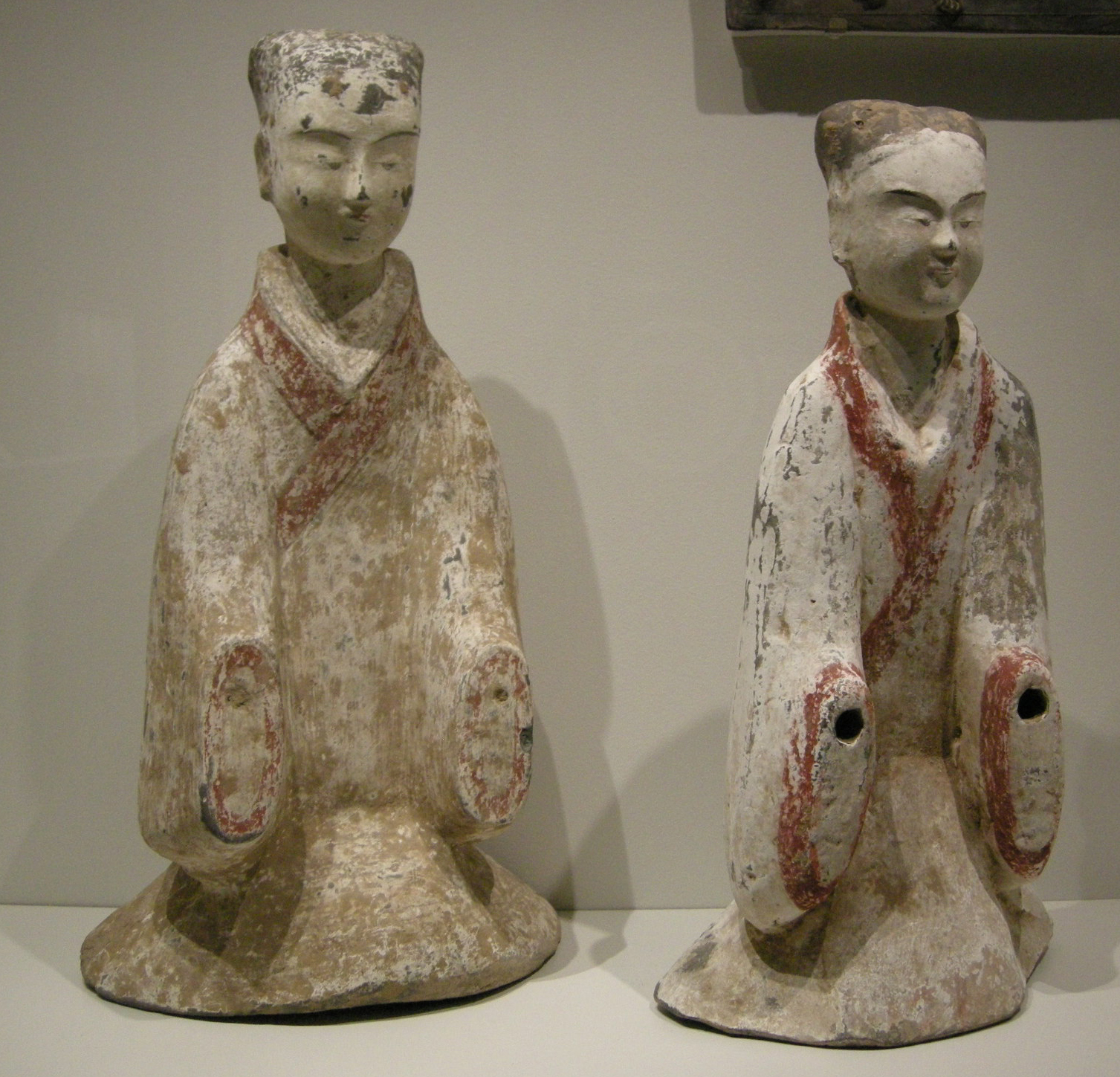
穿垂胡袖袍服的漢代俑
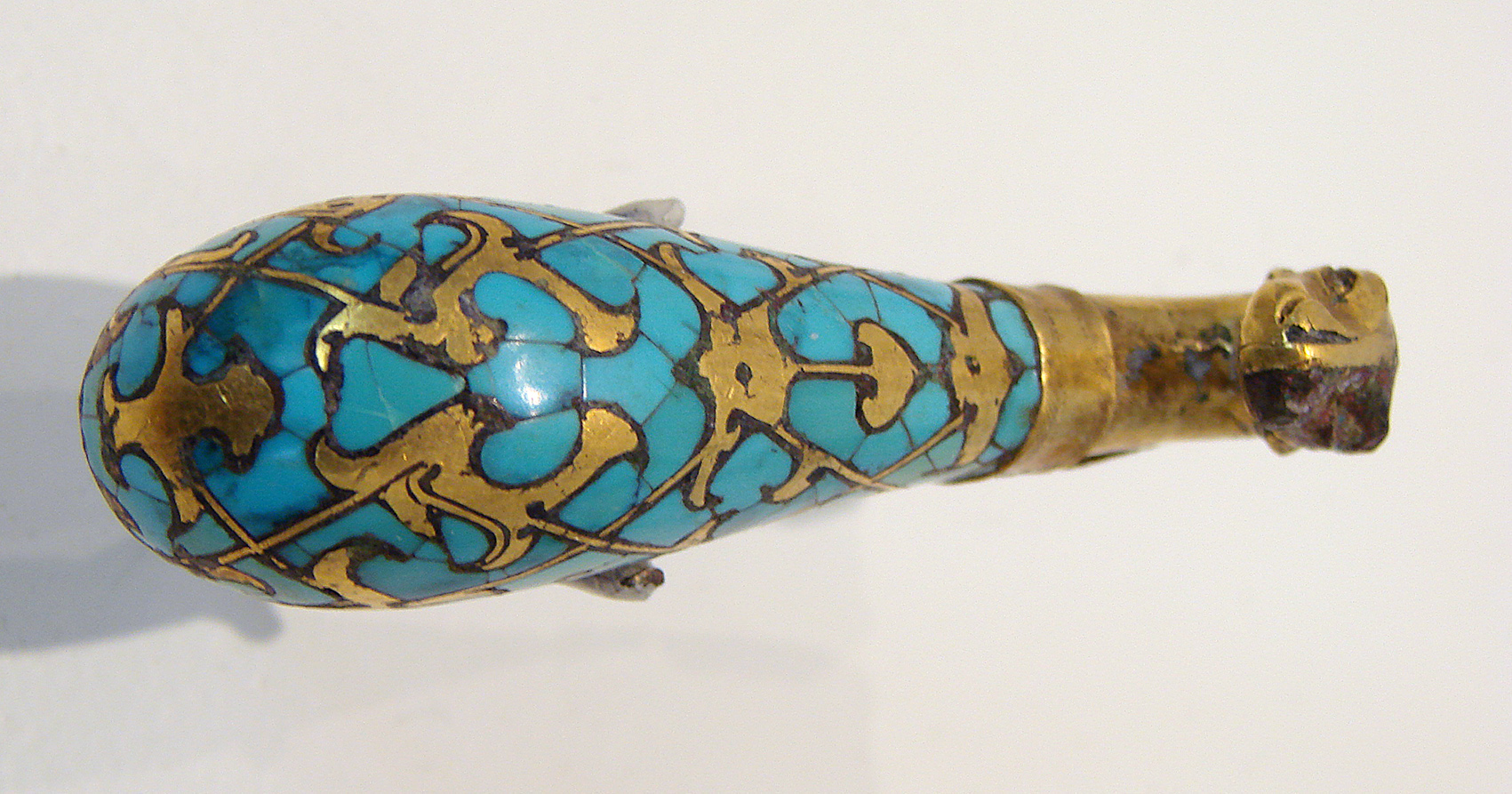
漢代帶鉤
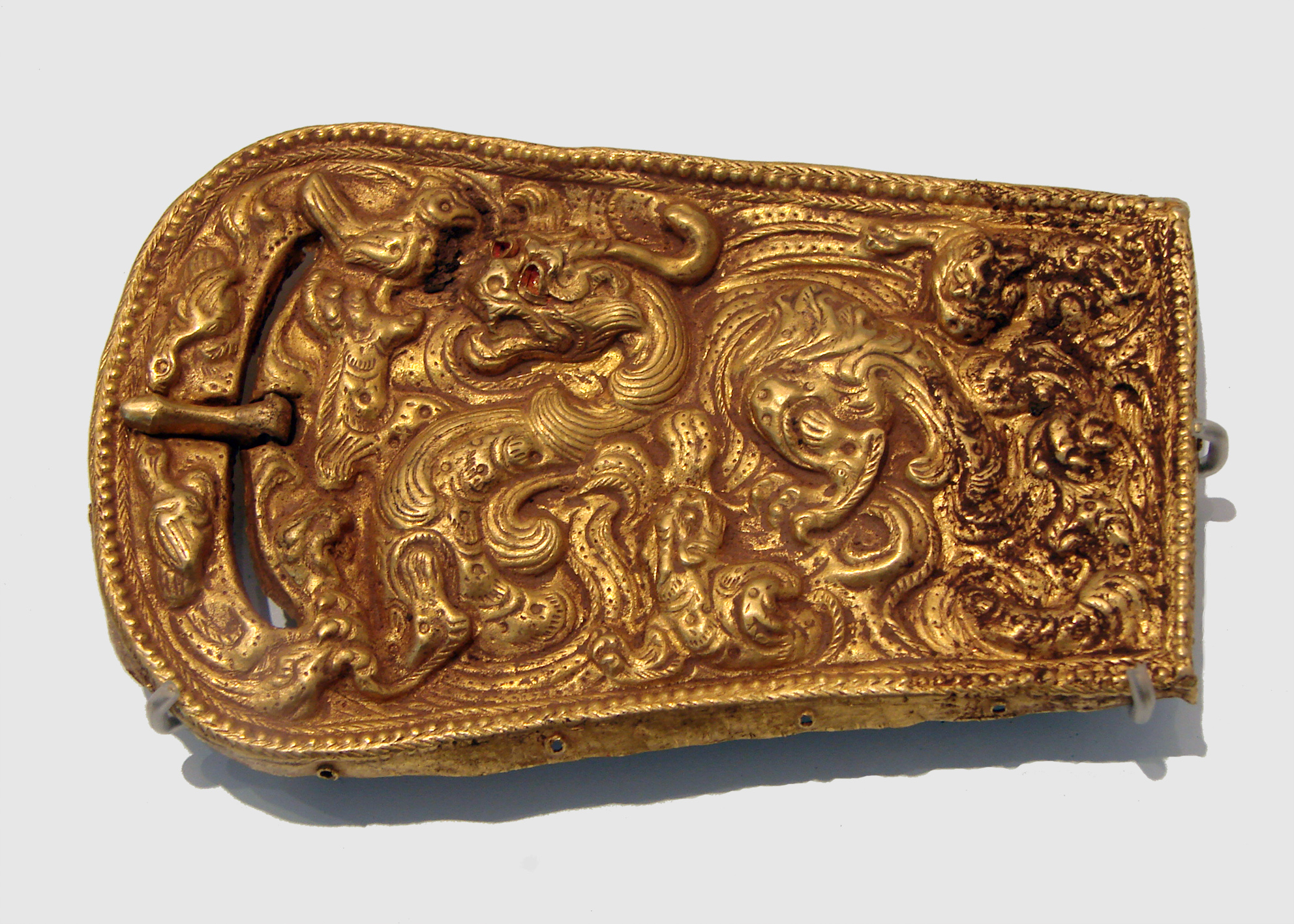
漢代帶鉤
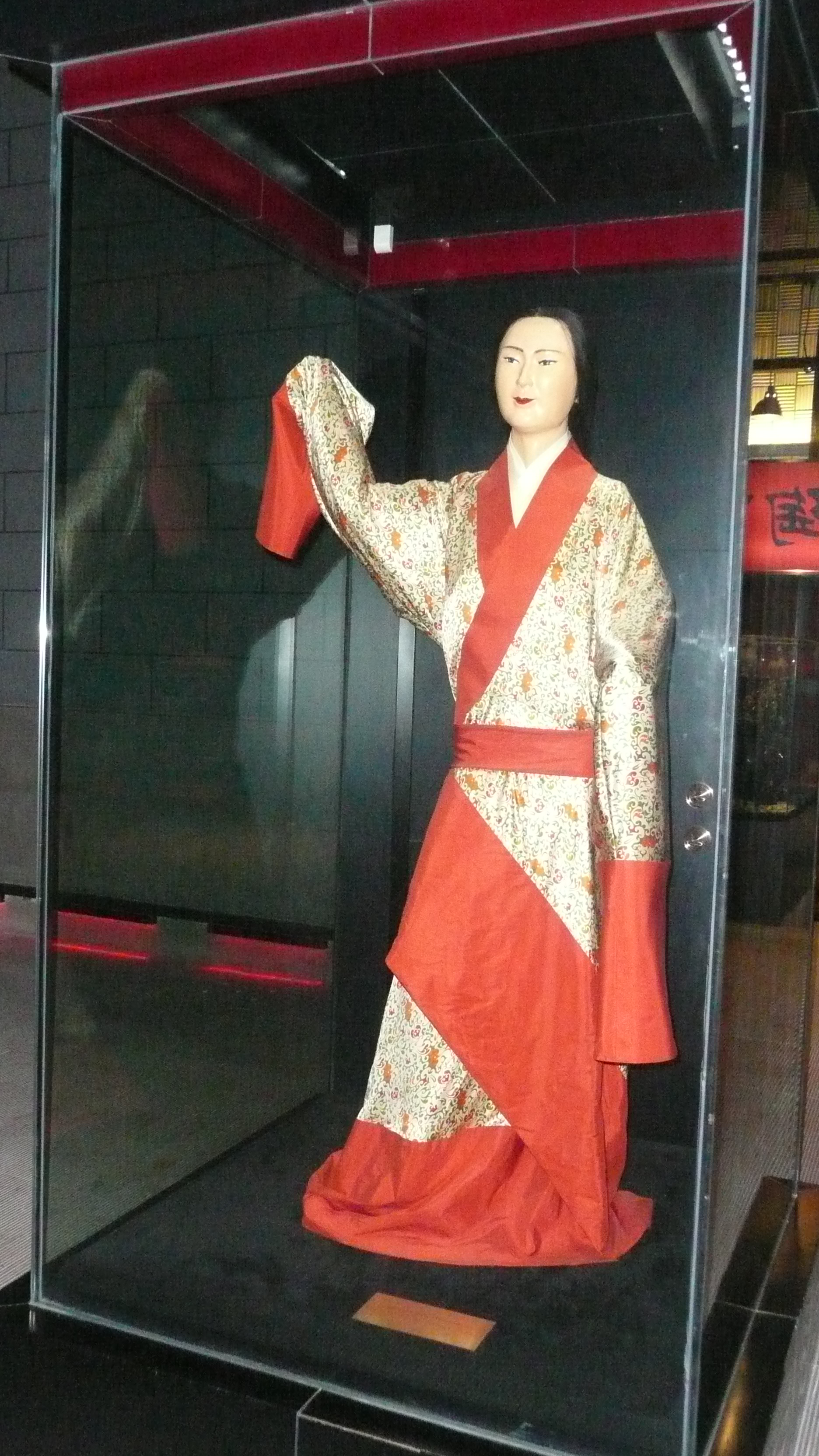
復原的繞襟袍
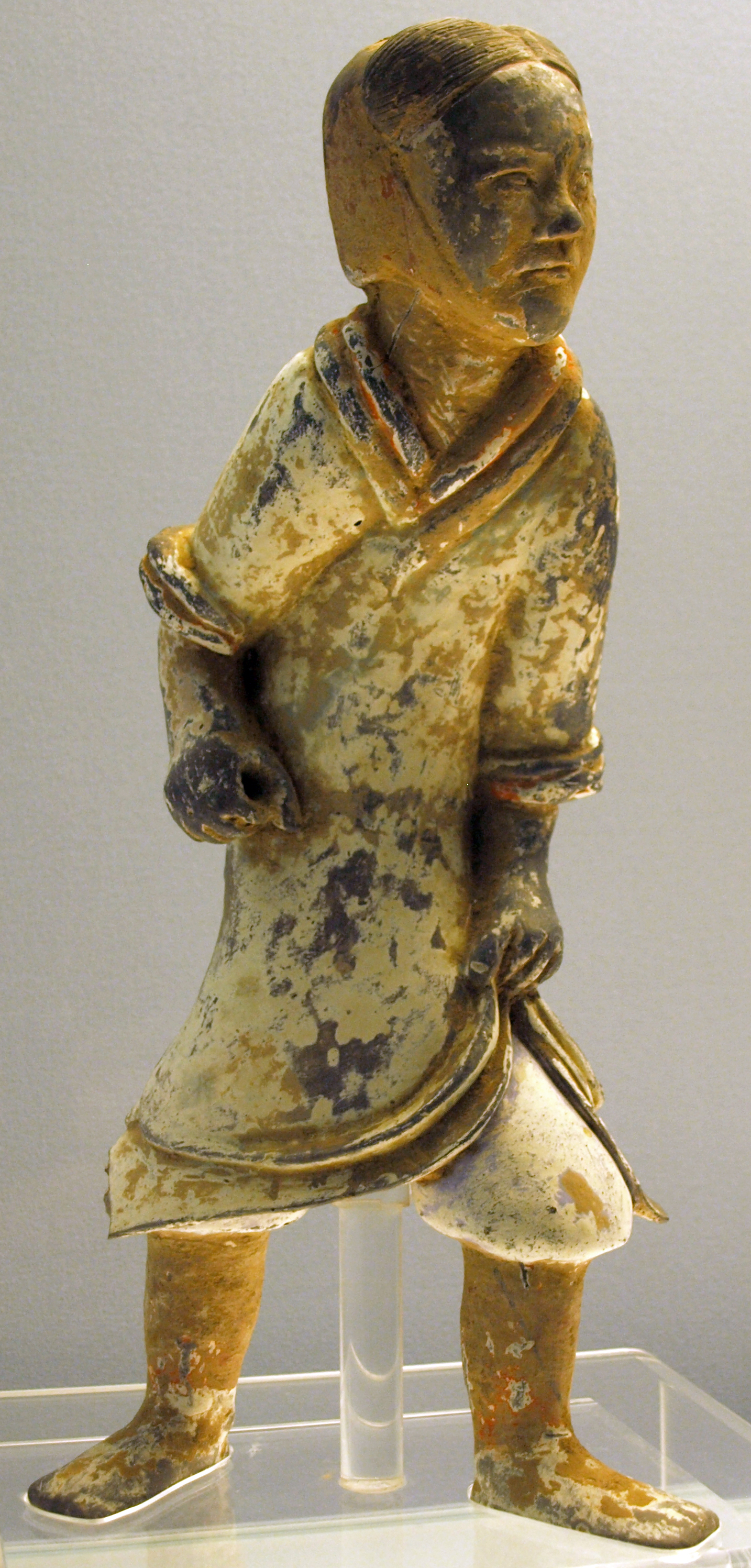
東漢武士俑
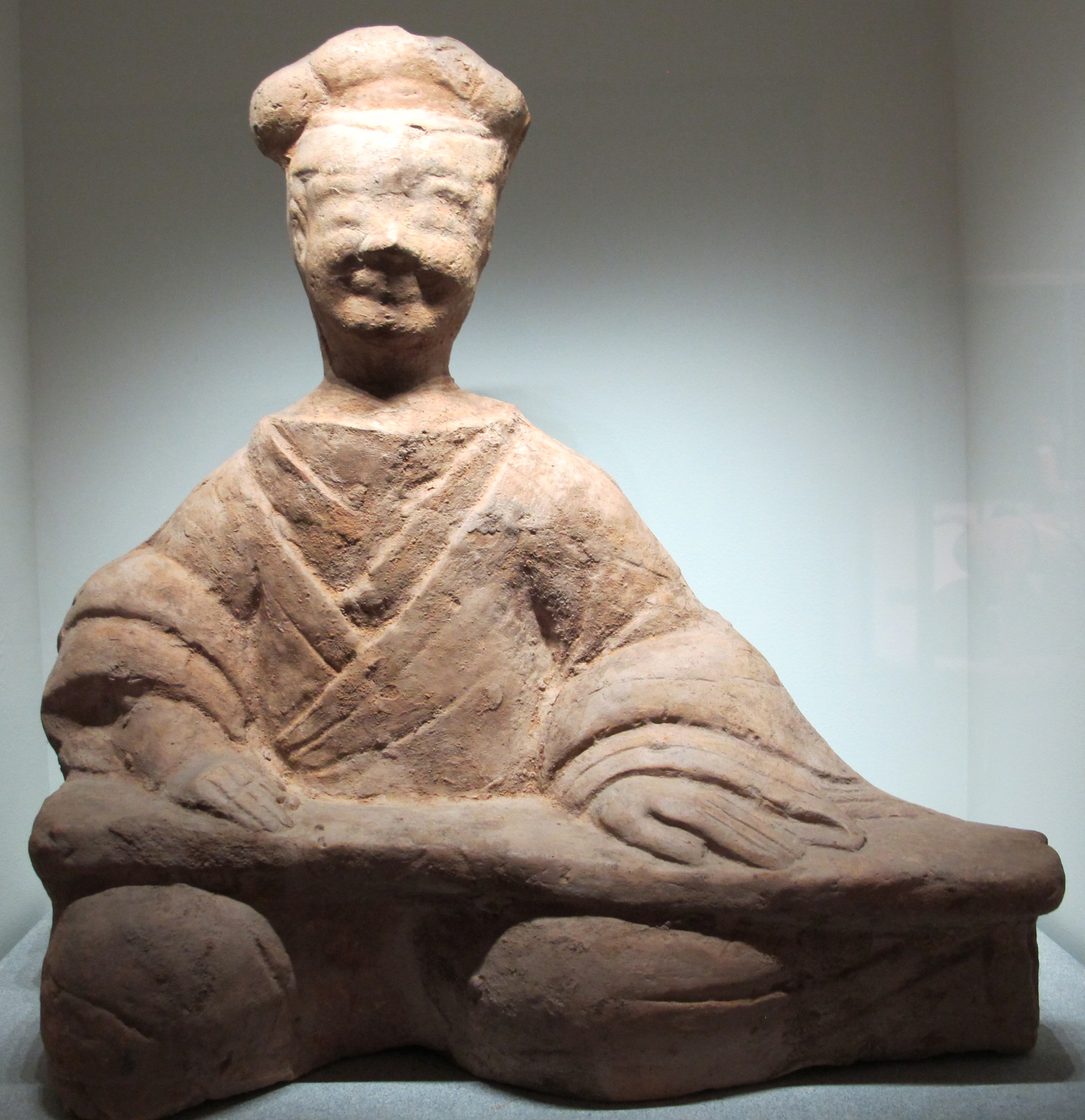
穿大袖三重衣的漢代彈琴俑
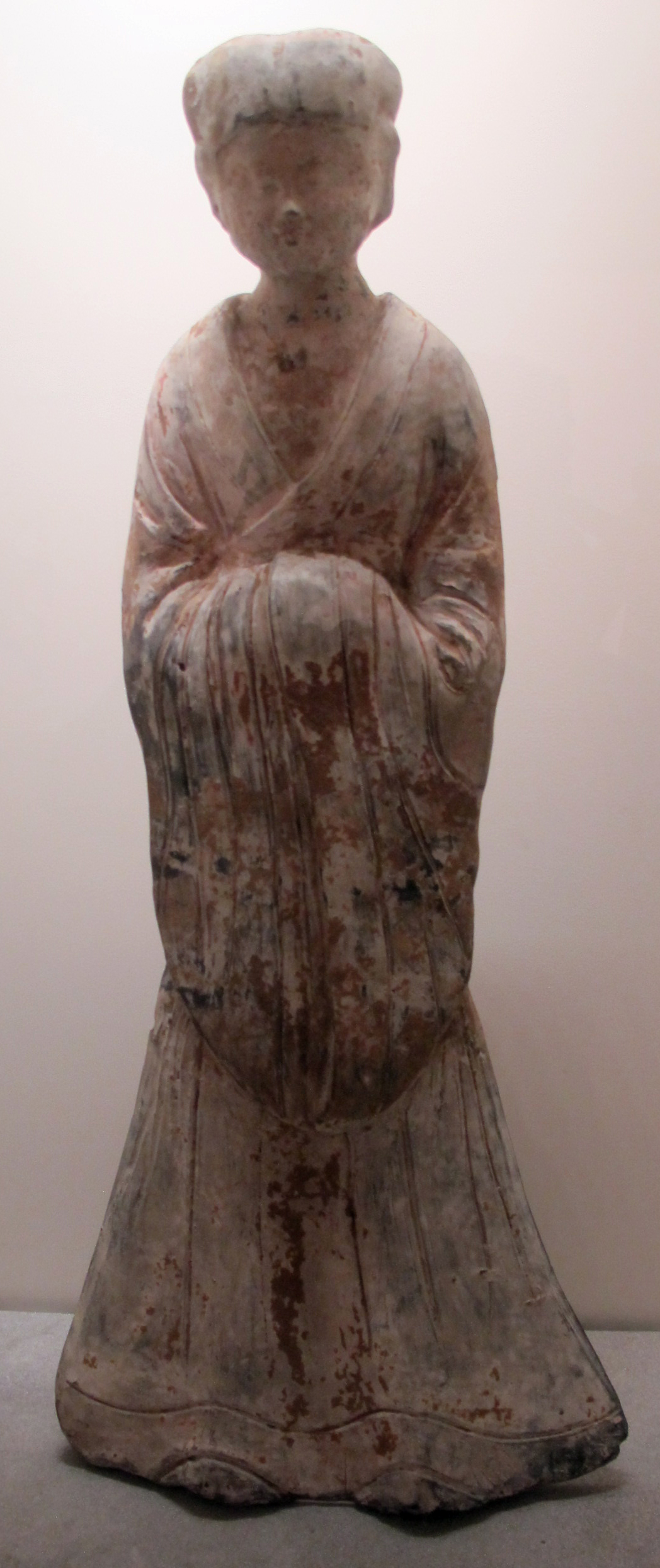
穿襦裙的漢代女俑

### 魏晋南北朝时期

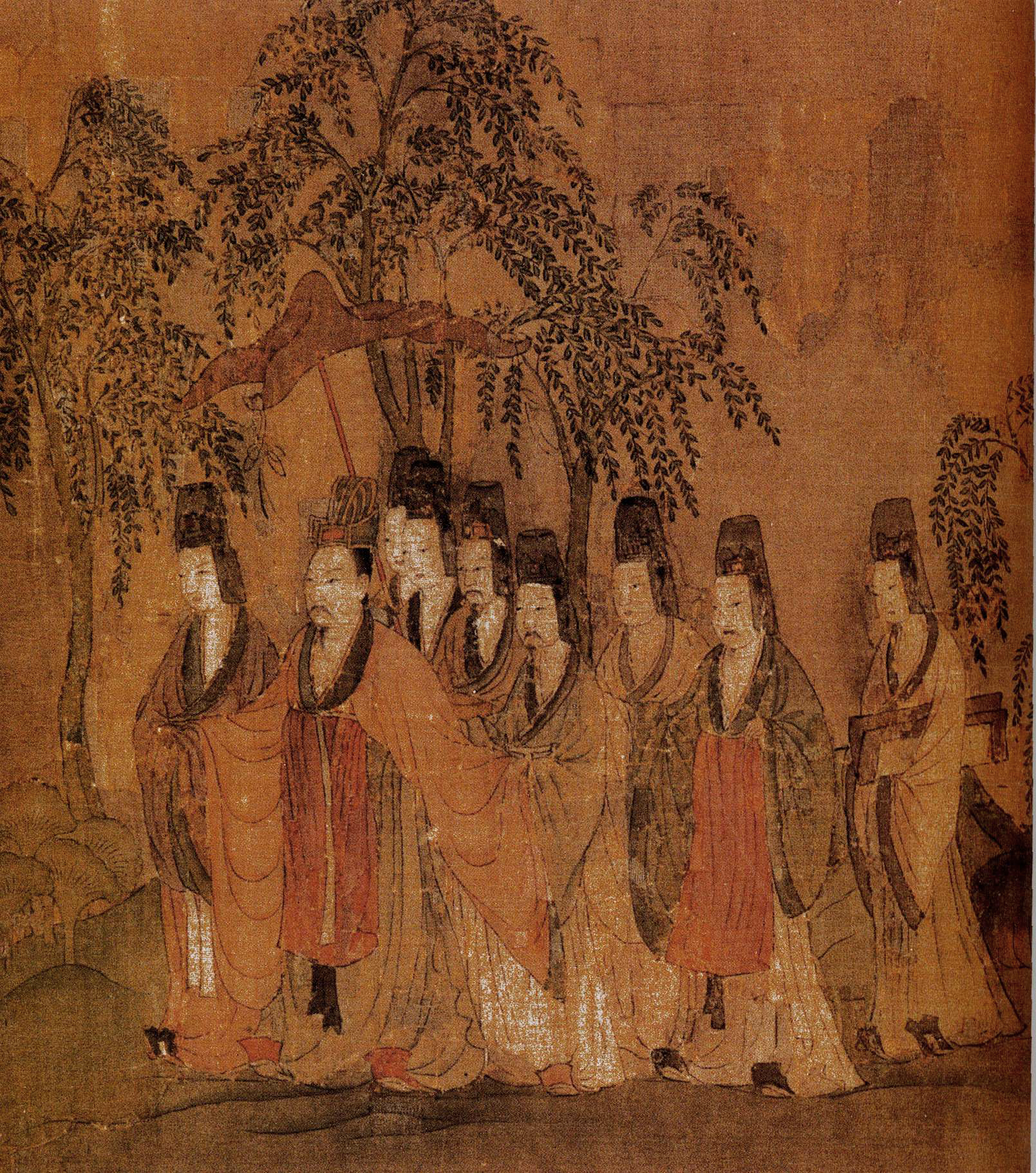
魏晉貴族男子及其侍從服飾

據古代學者的描述，漢人服飾在晉朝已經深受外族影響而「全用胡服」，並且「遂相承襲」：「中國（中原）衣冠，自北齊以來，乃全用胡服。窄袖、緋綠短衣、長靿靴、有蹀躞帶，皆胡服也。窄袖利於馳射,短衣、長靿皆便於涉草。」；「今世之服，大抵皆胡服，如上領衫、靴、鞋之屬。先王冠服，掃地盡矣。中國（中原）衣冠之亂，自晉五胡，後來遂相承襲，唐接隋，隋接週，週接元魏，大抵皆胡服」。

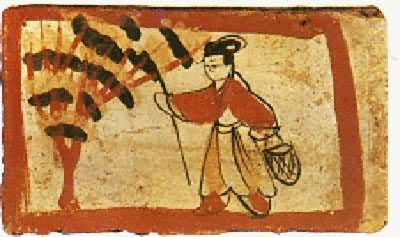
魏晋平民装束
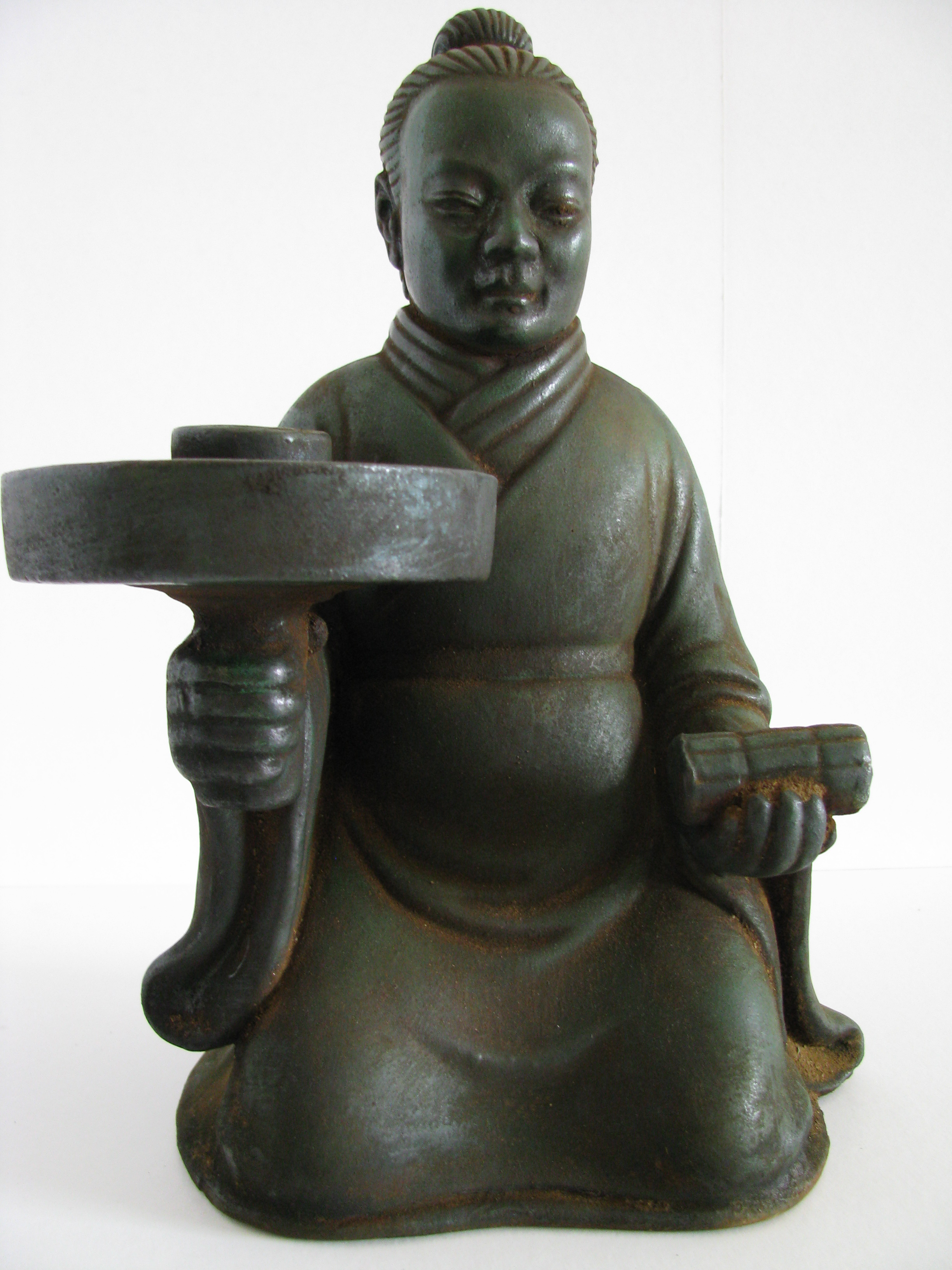
南朝穿交領袍男子造型的燭台
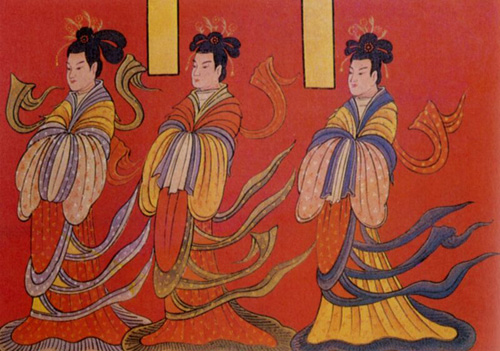
北魏彩繪人物故事漆屏中穿袿衣的人物
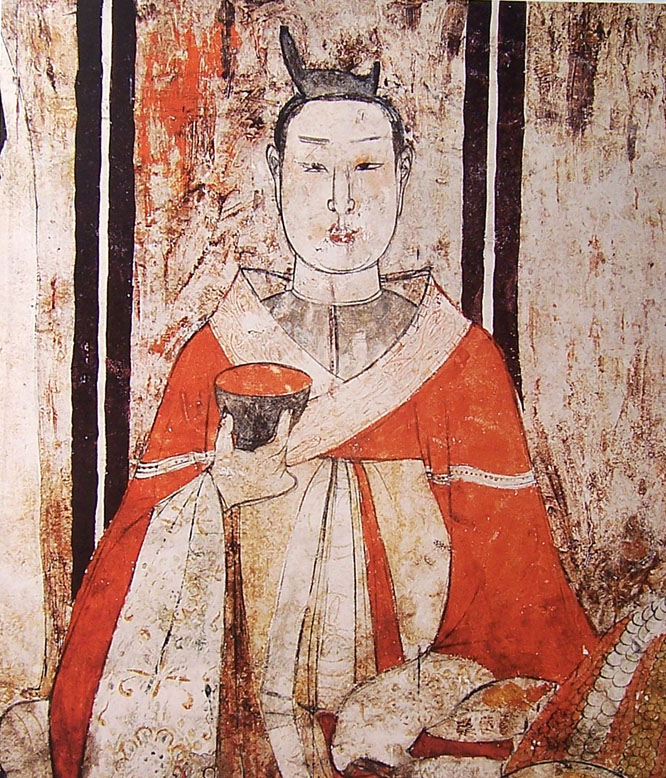
穿大交領襦裙（內有圓領中衣）的北齊女子
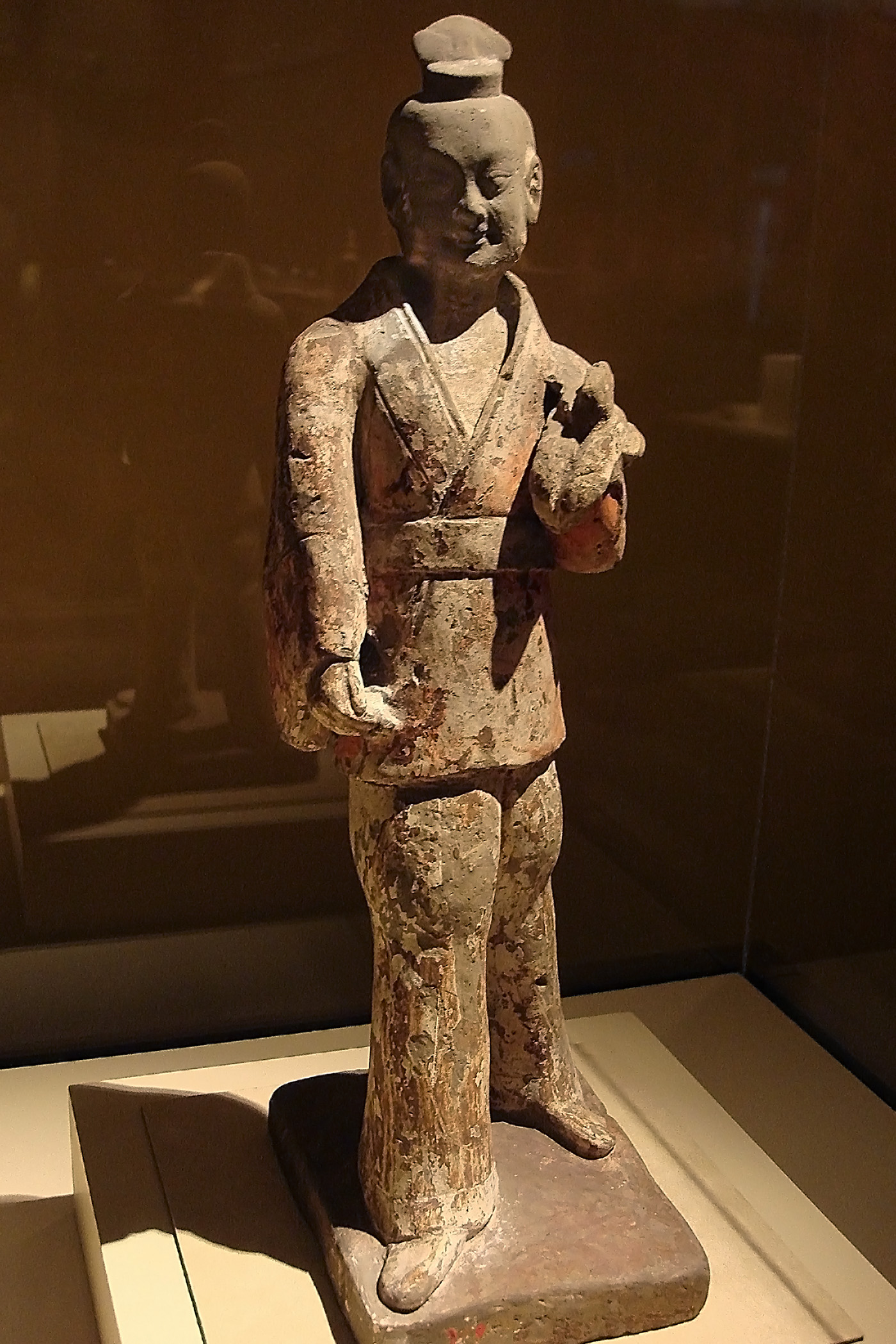
西魏穿上衣下褲的男俑
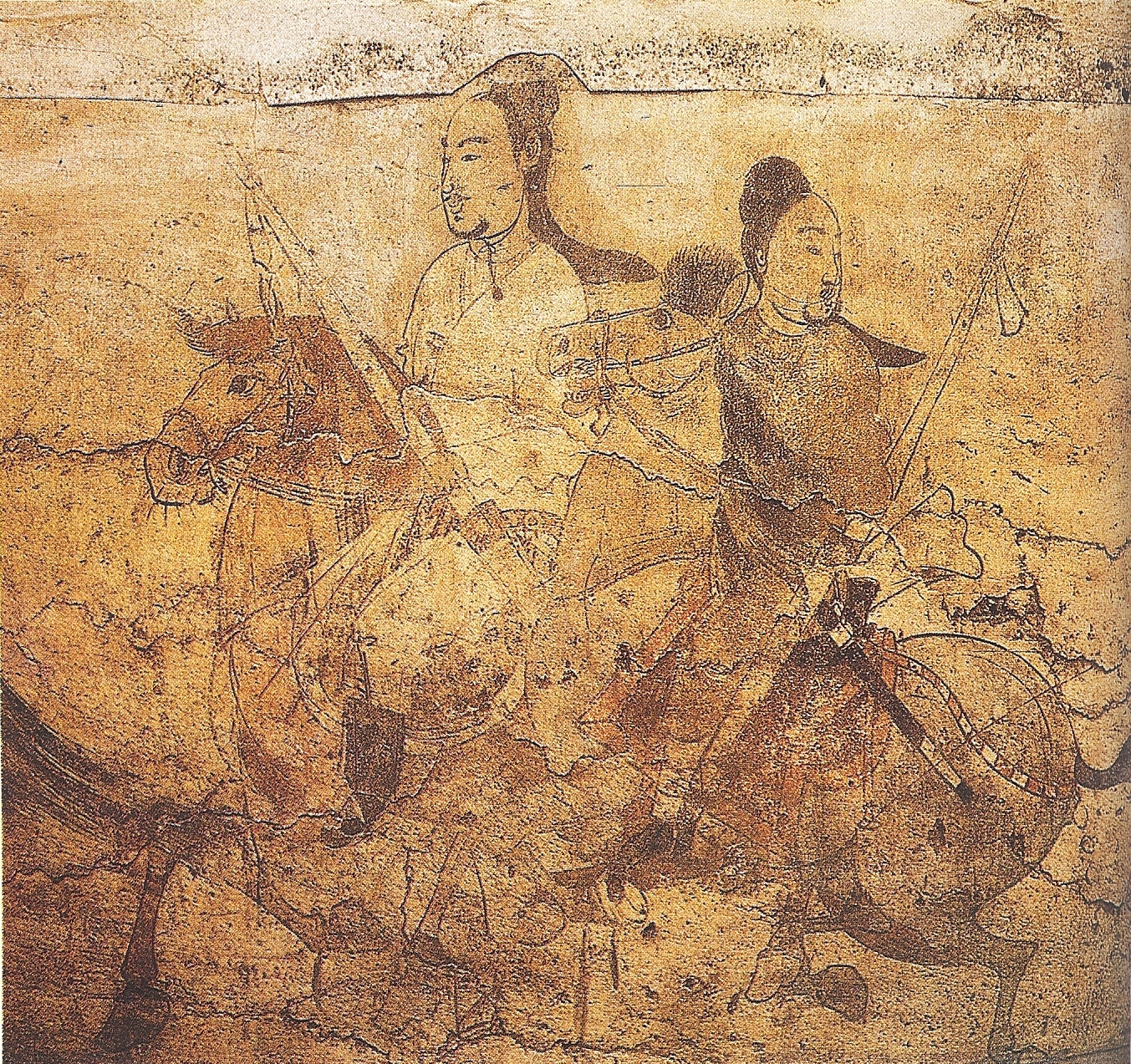
北齐骑兵

### 隋唐五代時期

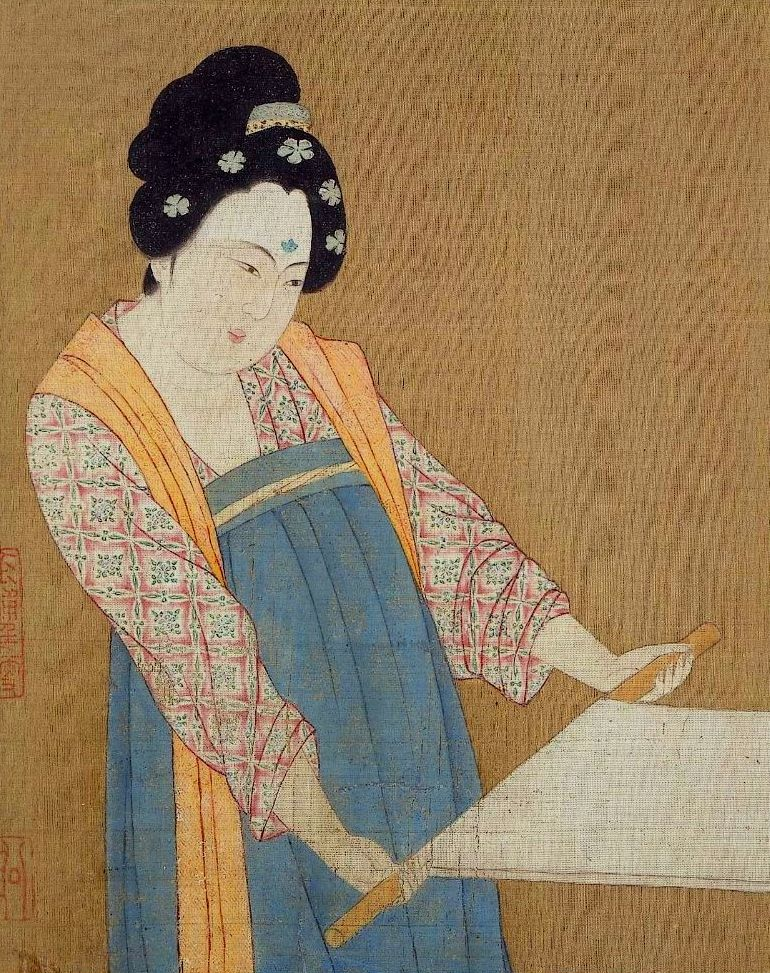
整個唐代皆流行的高腰長裙

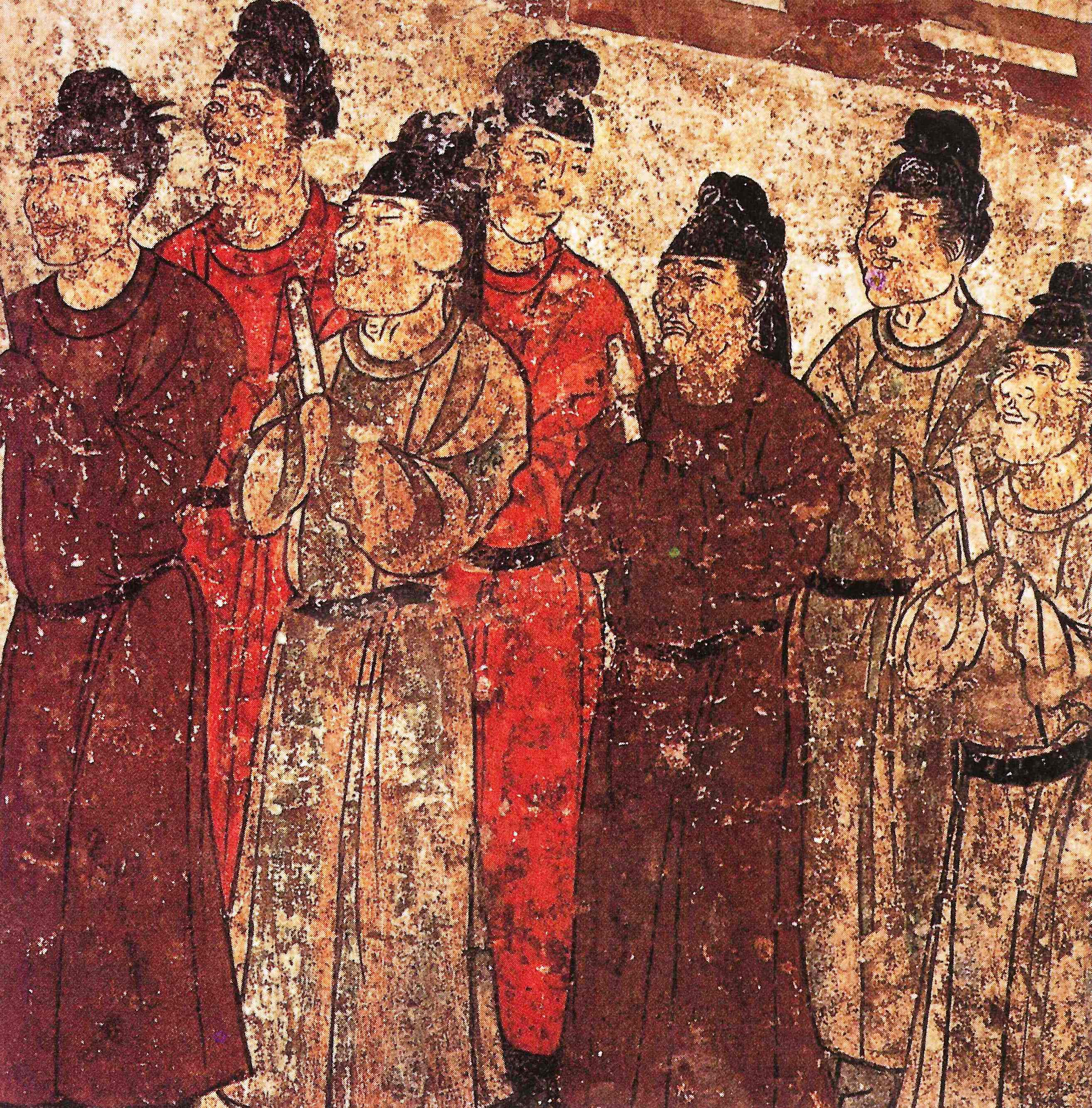
穿圓領袍的唐代宦官

唐朝對外來的衣冠服飾取兼收並蓄的態度，各種外來的服飾影響和改變了唐人的服飾文化。
唐代男子的常服以「幞头」袍衫为尚，幞头又称袱头，是在北朝汉魏幅巾基础上形成的一种首服。官吏除穿圆领窄袖袍衫之外，在一些重要场合，如祭祀典礼时仍穿礼服。礼服的样式，多承袭前朝旧制，头戴介帻或笼冠，身穿对襟大袖衫，下着围裳、玉佩组绶等。
“襆頭”的前身是東漢以來的幅巾，即方頭巾，由於是經鲜卑帽改進而成，屬於“胡服”的一種。在北周武帝的時代，幅巾被加以改造，在巾的四角縫綴上繫帶，同時發明了一種結系方式，將一對巾帶結在腦後，另一對巾帶反係向前，於頭頂的髻前綰結，因此也叫做“折上巾”。發明襆頭的目的，是“便武事者也”，用輕質的絹羅將頭髮束緊，頭頂上輕便利落，自然無礙馳射。大致在隋唐之間，為了追求造型的美觀，襆頭之內被加上硬質襯冠。自唐至宋，巾角也轉換成花樣翻新的帽翅，同時改用硬挺的漆紗當做面料，最終形成“烏紗帽”。
五代时期服饰基本沿袭了唐朝服饰。

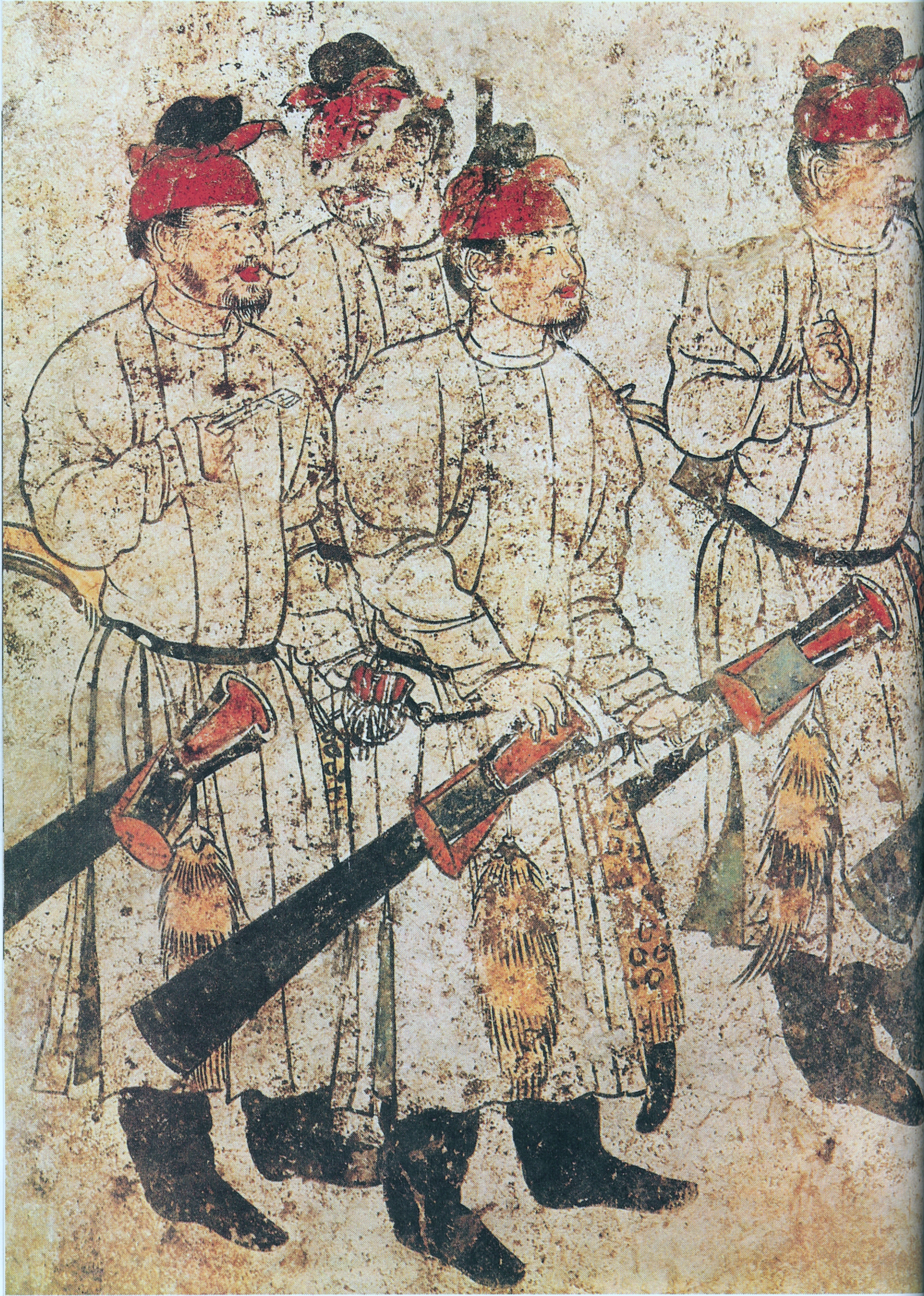
唐圓領袍
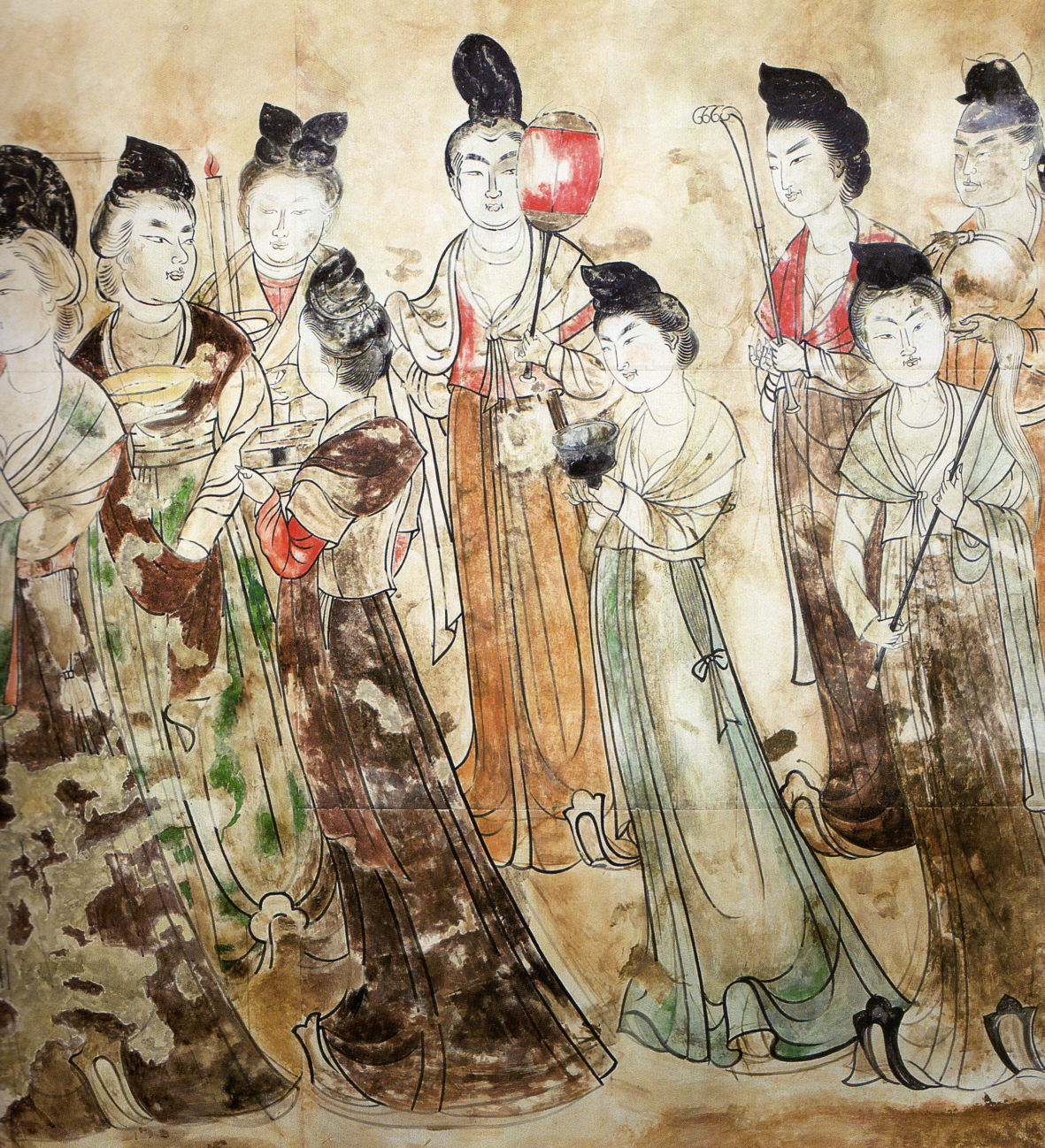
唐乾陵永泰公主墓壁画中的仕女衫裙，部份為低胸裝
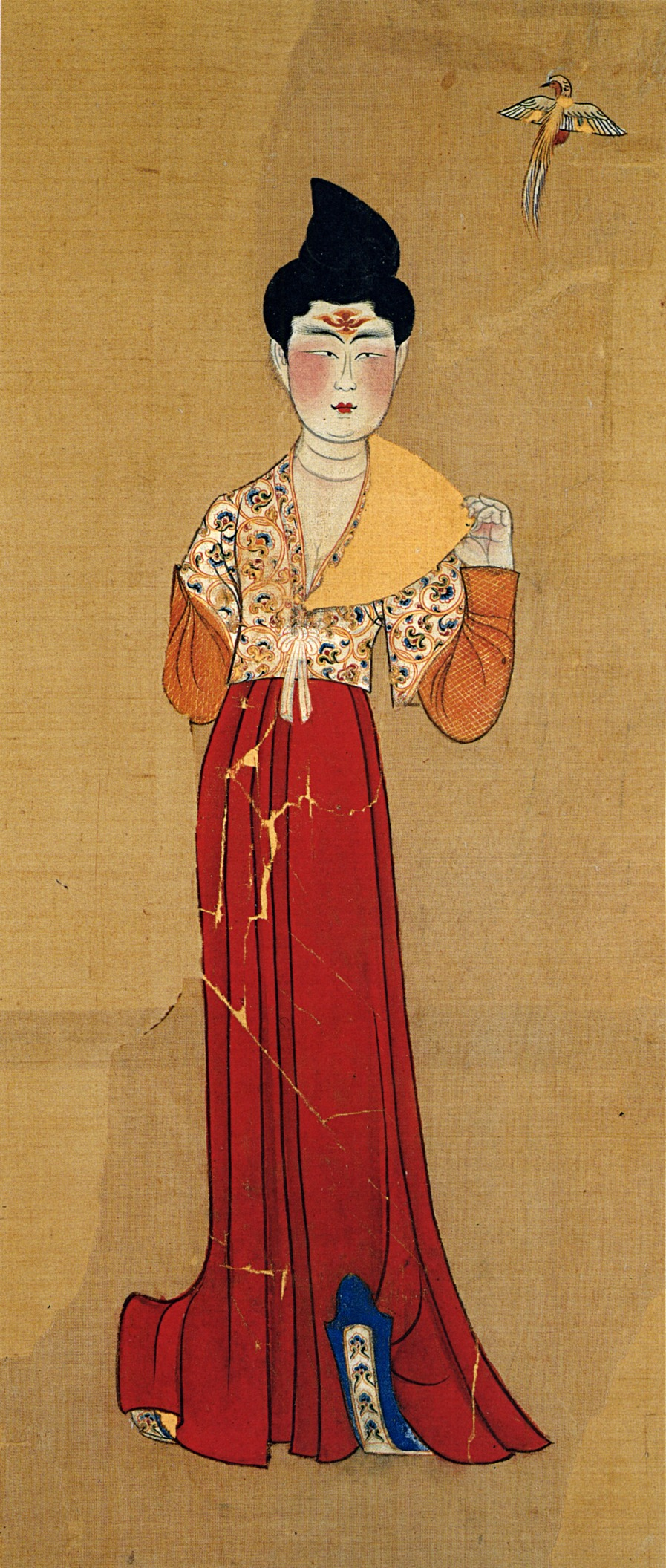
唐朝交領衫裙配披帛
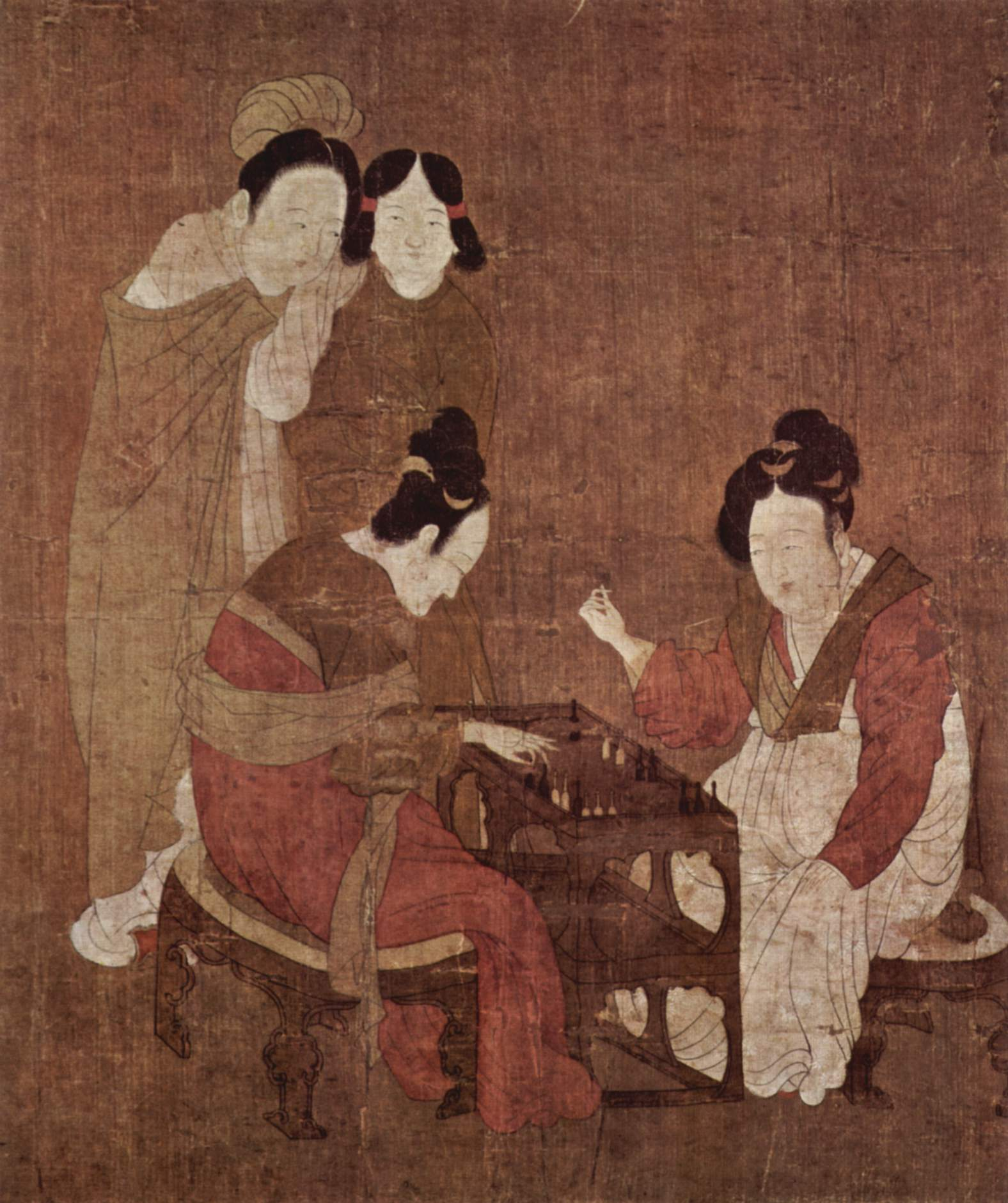
着裙衫下棋的宫女
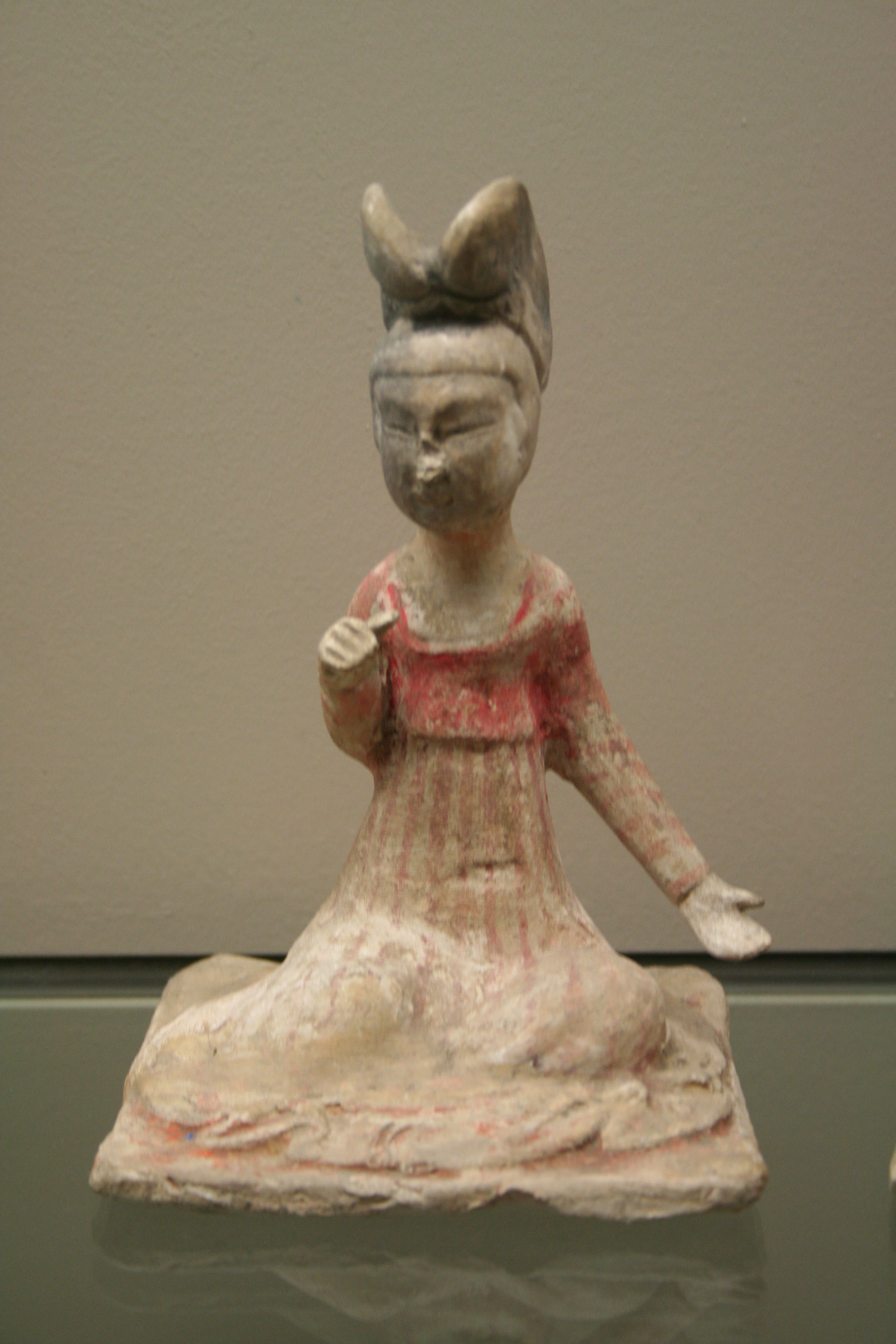
穿袒領半臂的唐代女俑
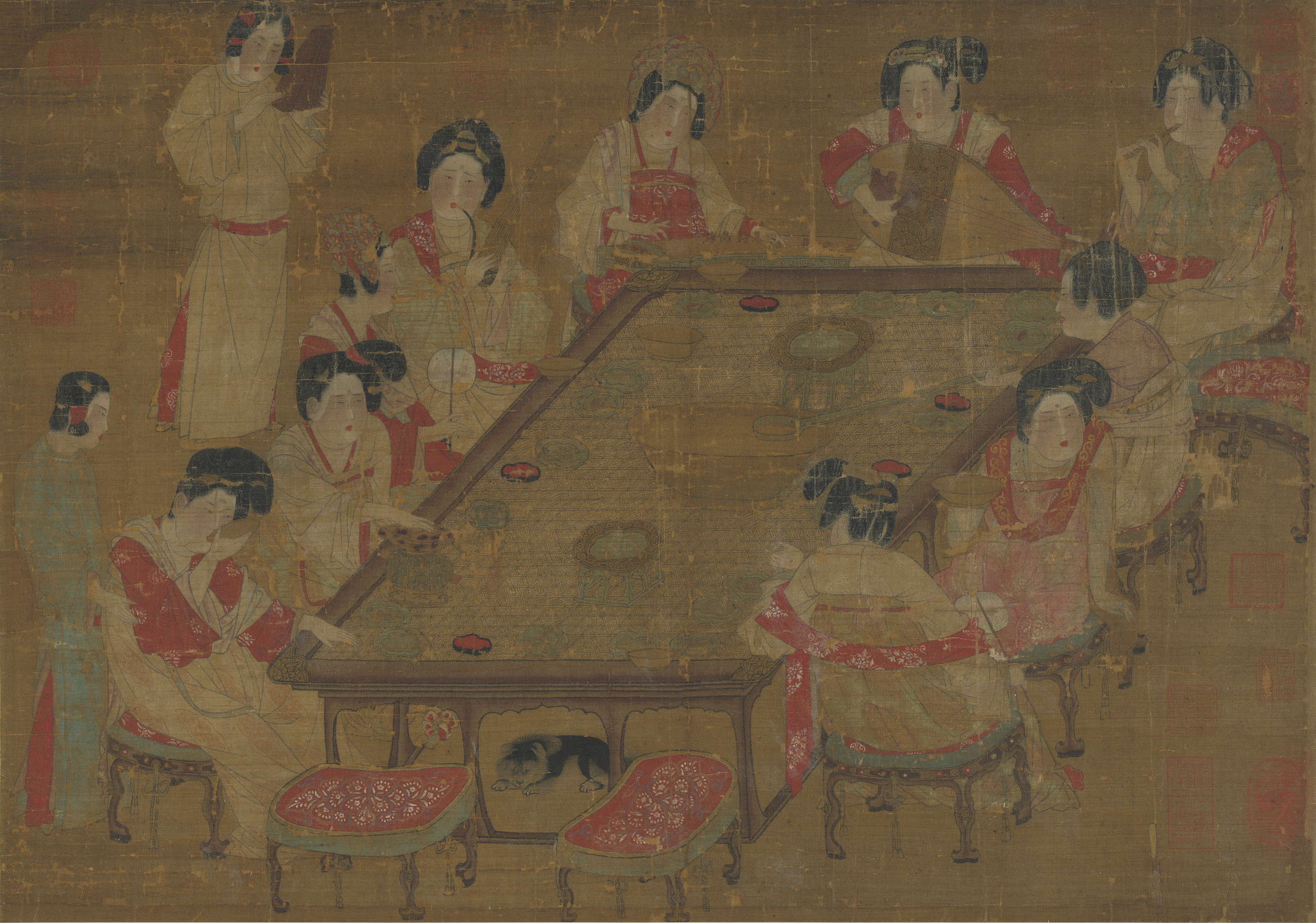
《宫乐图》
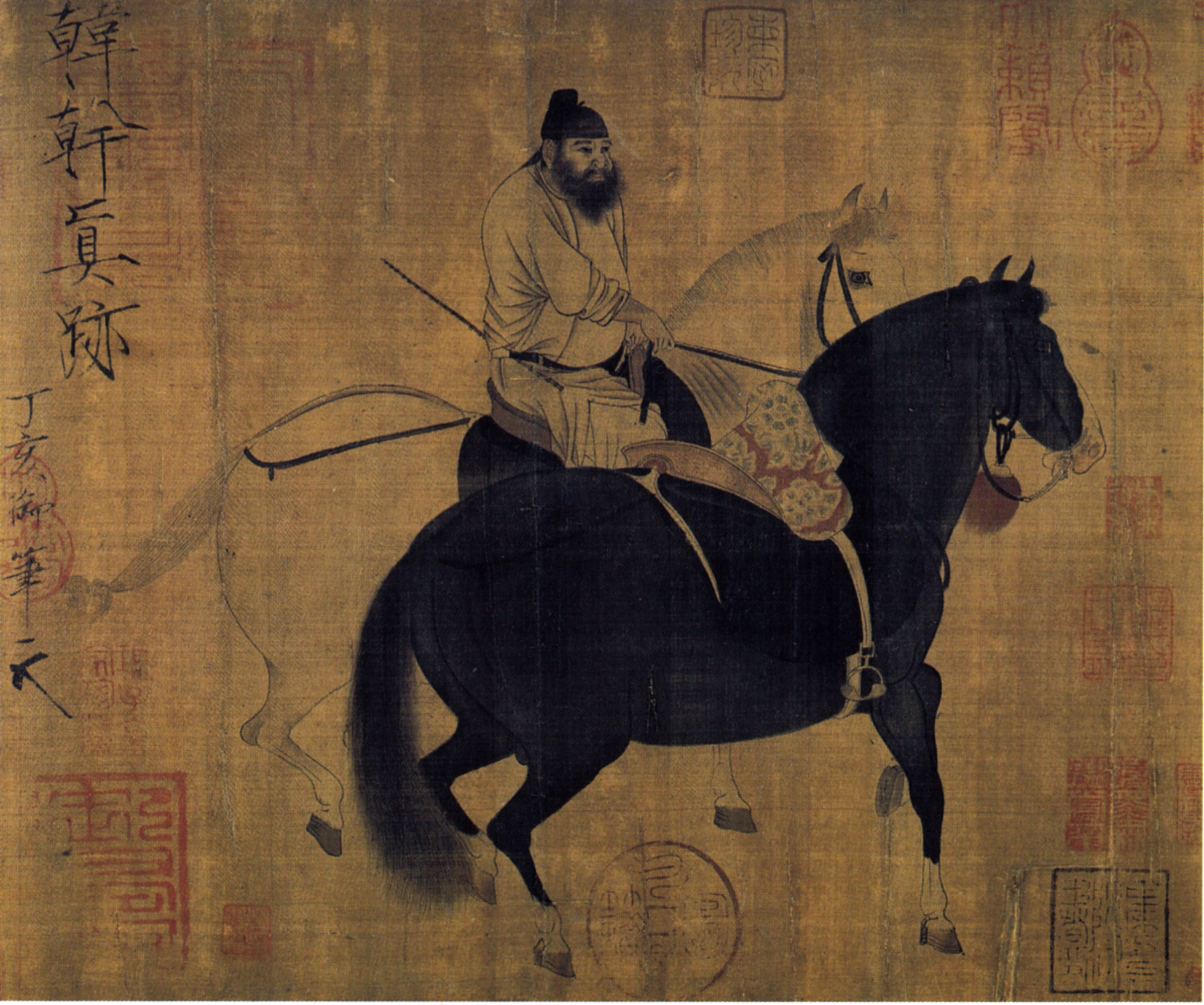
韓幹畫《牧馬圖》
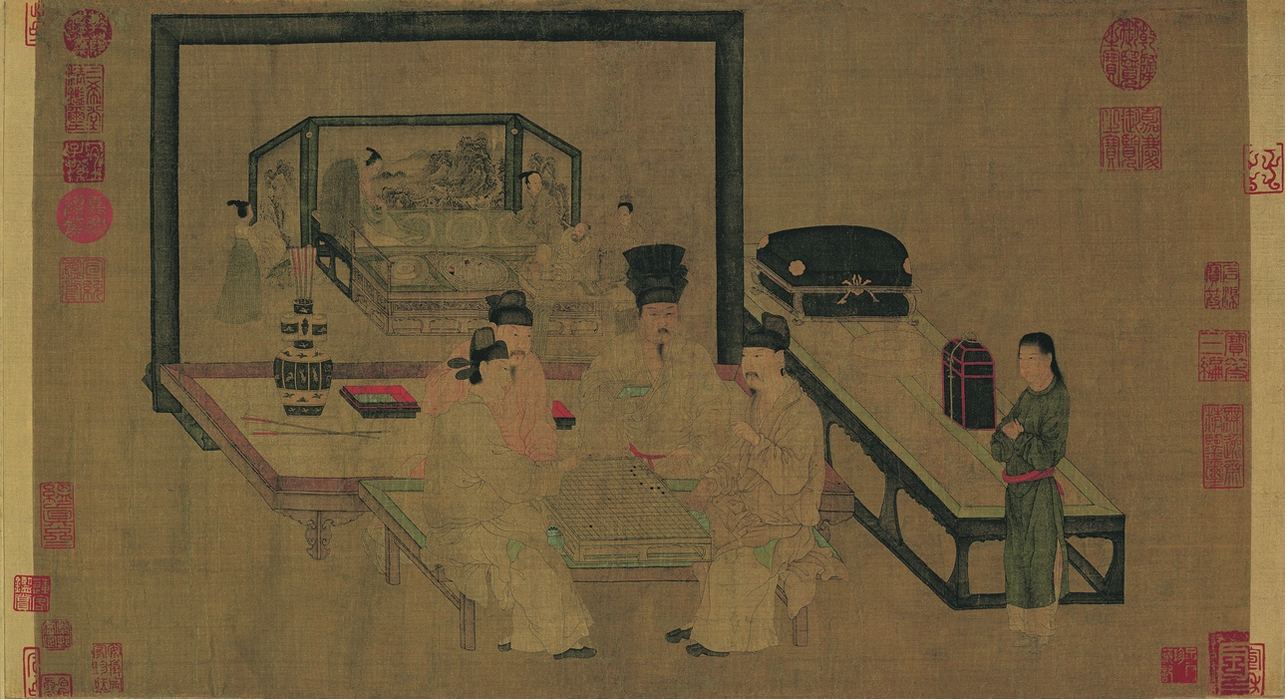
重屏会棋图
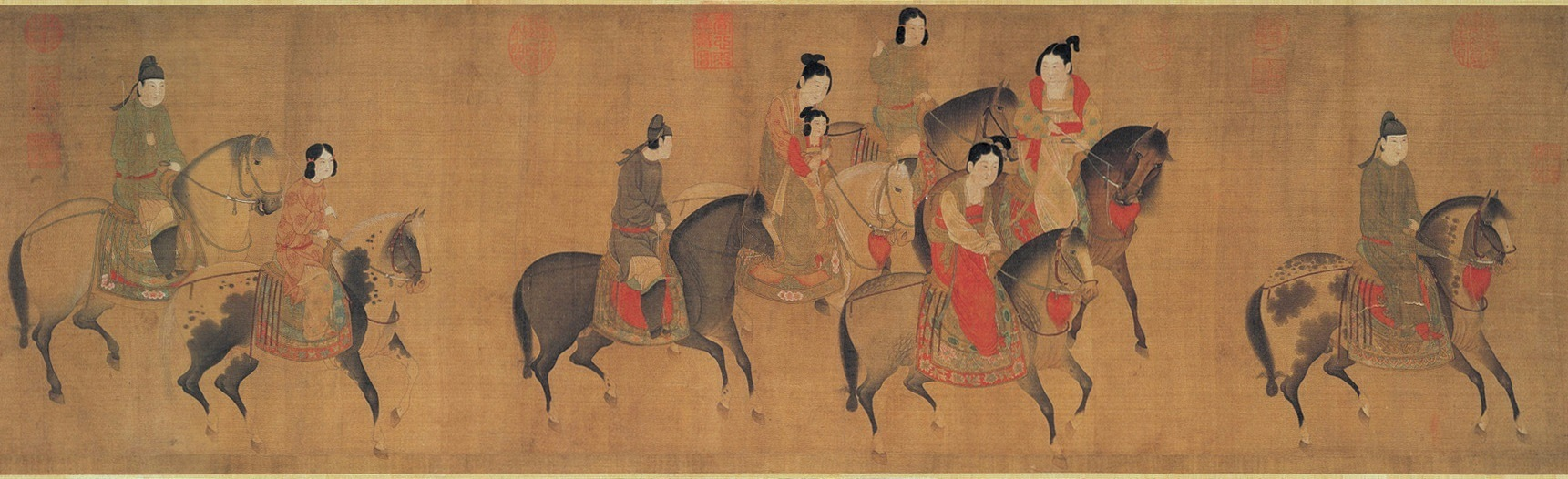
《麗人行》中貴族婦女穿齊胸衫裙
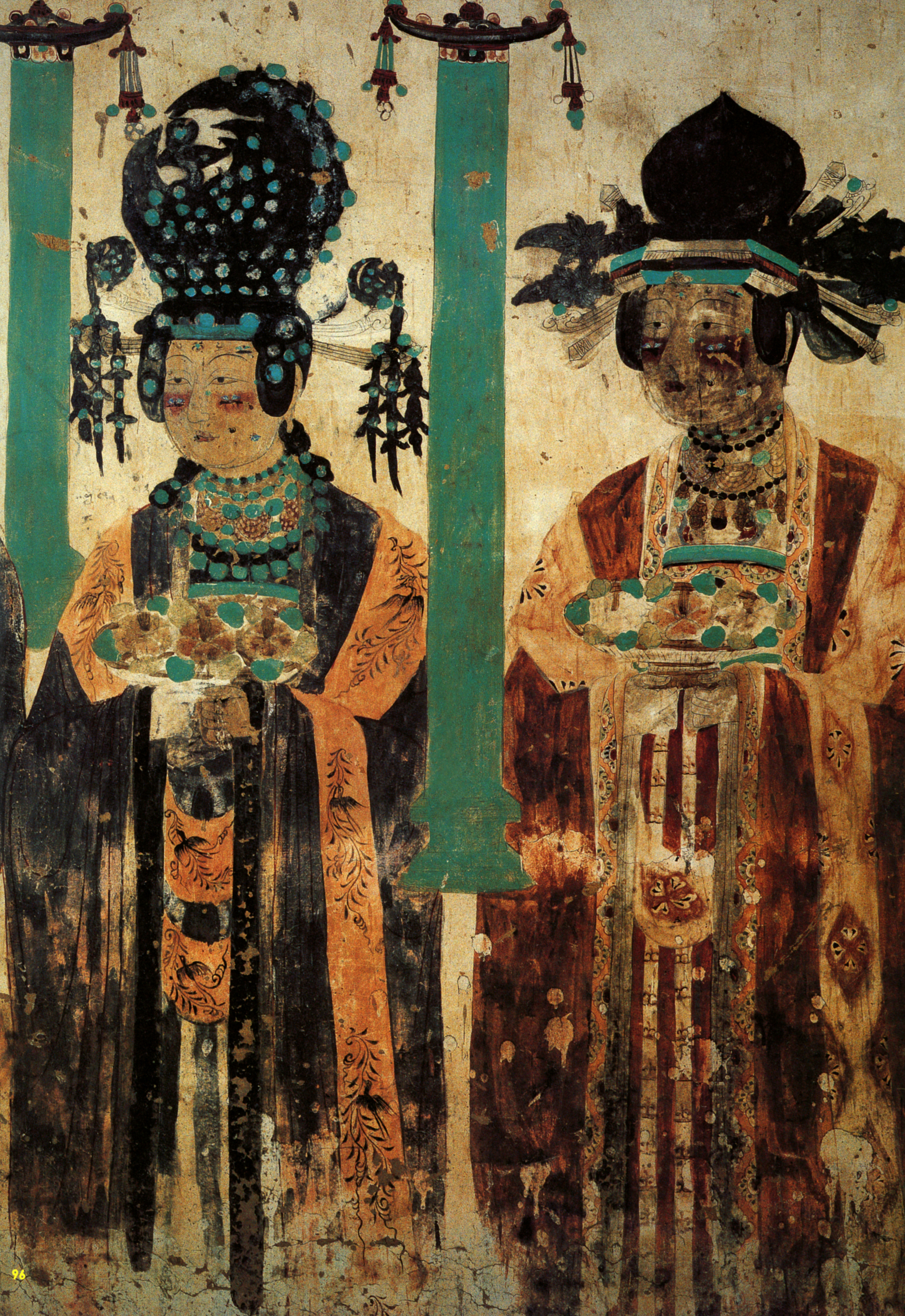
晚唐至五代貴族婦女
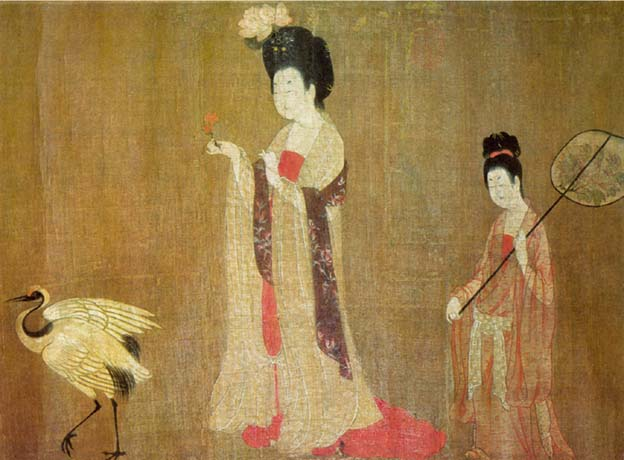
《簪花仕女圖》中的五代貴族婦女大袖衫配訶子裙
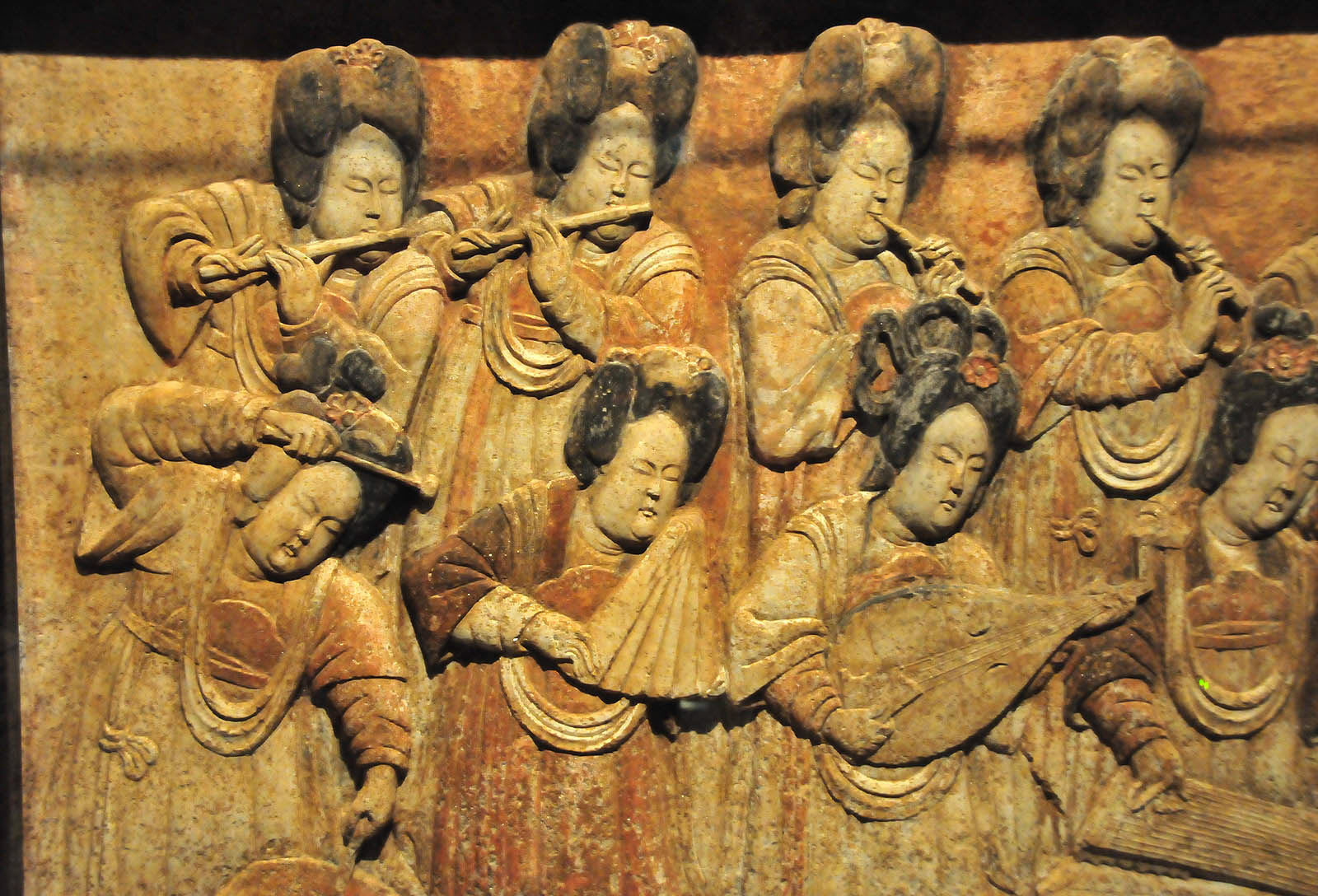
穿訶子裙、半臂的五代女子
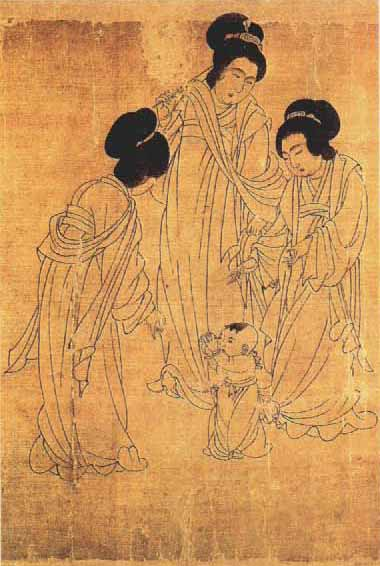
穿高腰衫裙、配披帛的南唐女子和穿褲的嬰兒

### 宋朝

穿褙子的宋代婦女

宋朝汉人男子野服沿袭了大襟右衽交领和圆领这两种服饰式样。宋朝汉族女服以衫裙為主，基本式样有两种：交领和对襟衫裙，女装相比男装要富于变化些，出現褙子。
深衣是一种記載於中國先秦時期、於漢代失傳後被宋朝學者朱熹重新設計或復原的中國古代服飾，深衣在《禮記》等中國文獻當中作為一種簡便的禮服而被記錄，到了漢代以降，深衣作為一種傳說被人時時想起，並沒有受到太大關注，到了北宋中期，一些學者如朱熹和司馬光根據古籍記載自製深衣，並且作為常服穿著。某天司馬光對學者邵雍說：「先生可衣此乎」，邵雍回答：「某為今人，當服今世之服。」司馬光認為其言合理。宋代以後的中國，深衣在特別的場合以外並不被使用，明代學者丘濬說：「按馬（端臨）氏此言（指馬端臨在《文獻通考》的考究），則深衣次在宋服之者，固已鮮矣。況今又數百年後哉！」表示明代士人通常不穿深衣。1644年，明代學者朱舜水在日本被問及深衣是如何製作時，他回答他從未親眼見過深衣。
宋元歷史學家马端临在《文献通考》中提到，夏商周三代可考的服制中虽然有所變化，但是除了冕服之外，只有玄端（端衣）和深衣两者最廣為流传。玄端是自天子至士人均可穿着的，而深衣则是自天子至平民百姓均可穿着的。也是古代士人未得功名时所穿衣服。深衣裁制时加长了衣襟，穿着符合礼法，因此不论贵贱，不论身份地位均可以穿着，而没有等级之分。然而隨著衣裳形式的失傳，到了後代卻被視為怪異，穿著者往往被認為是腐儒，即使是北宋理學家紹雍也對該服飾有所保留，司馬光、呂希哲和朱熹等人則只在私底下穿著。

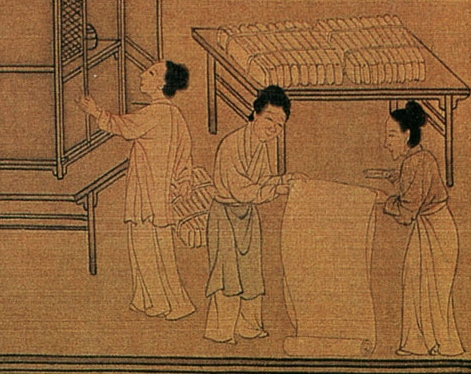
宋代庶民婦女服飾
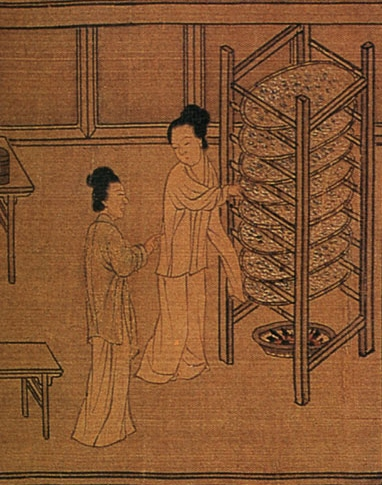
穿短褙子和褲的宋代婦女
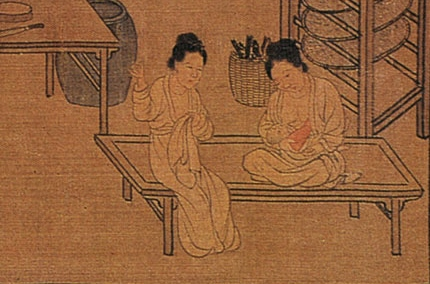
穿對襟衫裙的宋代婦女
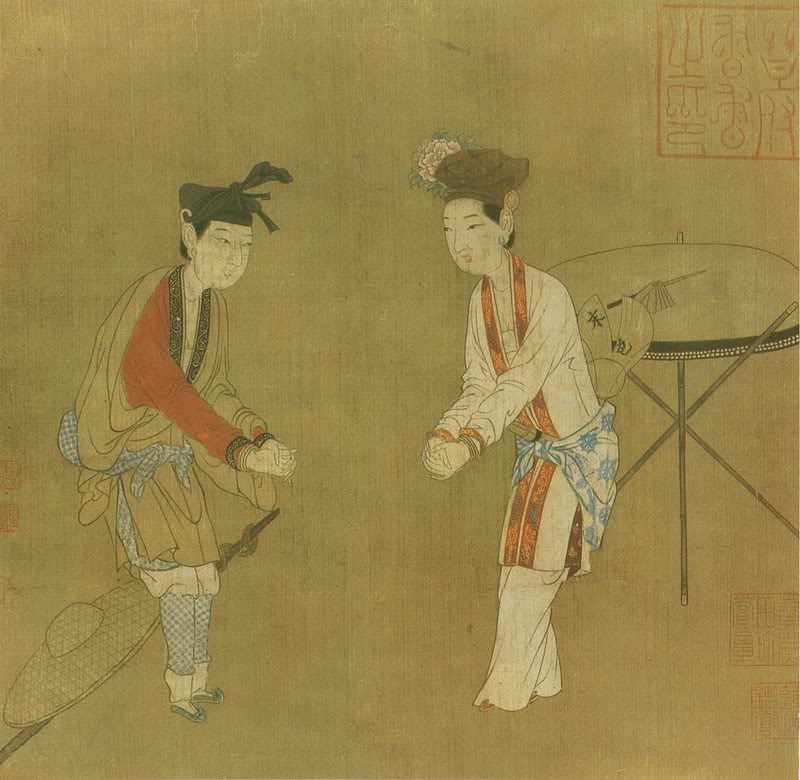
穿褙子的雜劇演員
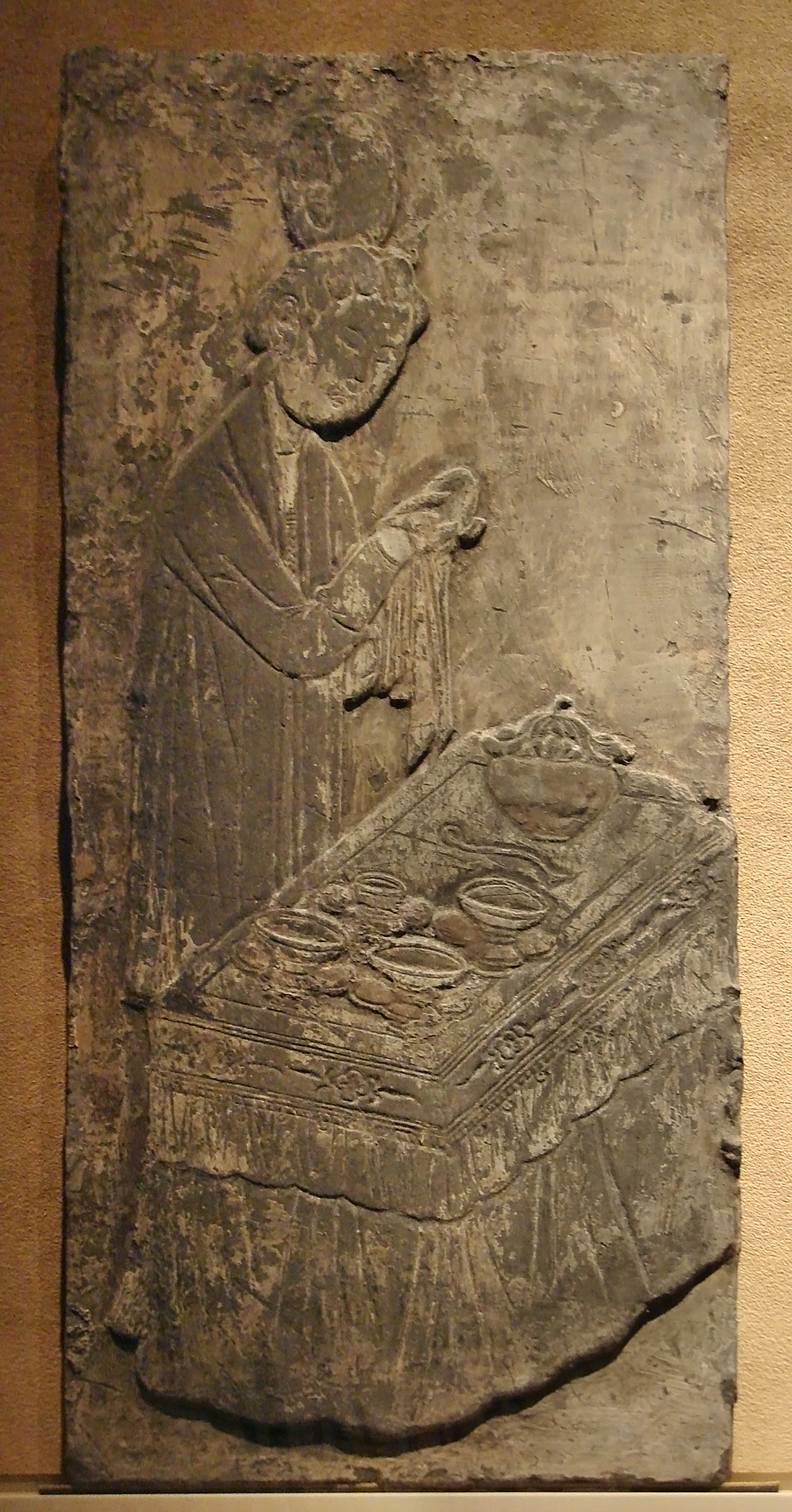
穿褙子的宋代婦女

### 元朝

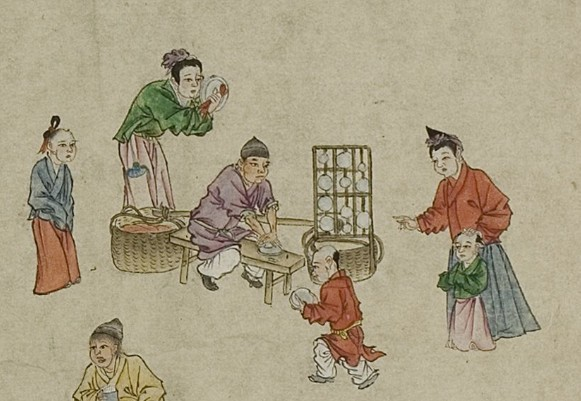
元代汉族百姓服飾

元朝時期漢人服飾也受到了外族服飾文化的影響，例如明代流行的曳撒就是繼承於元代的腰線襖。

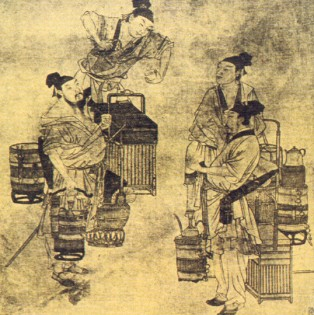
元代汉族男子的装束
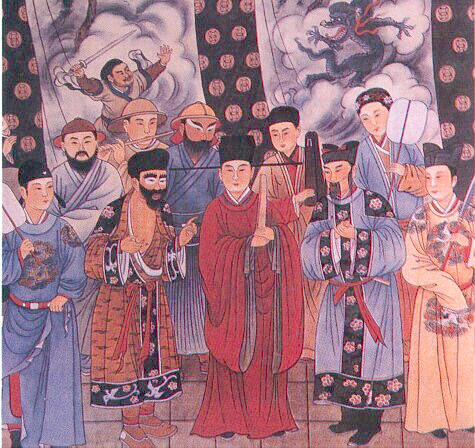
元曲演出壁画
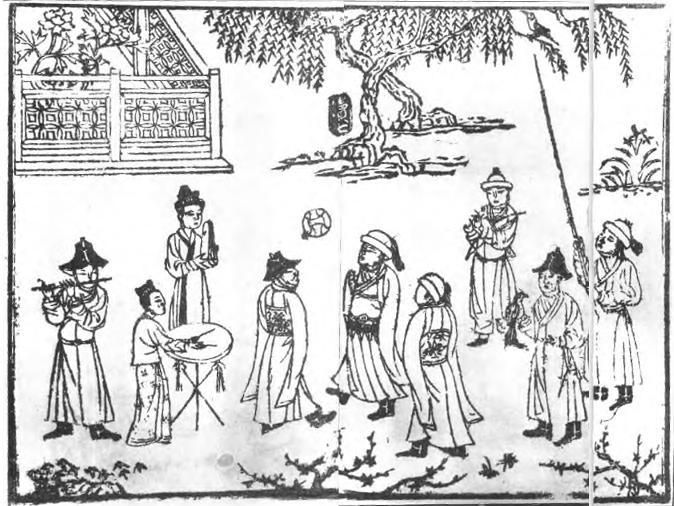
元代版畫中的人物服飾

### 明朝

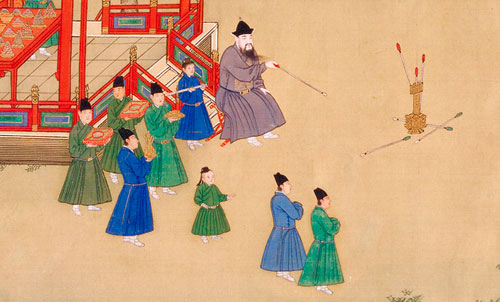
穿曳撒投壺

明太祖朱元璋推翻元朝后，诏令“衣冠制度悉如唐宋之旧”，以圓領袍服等唐宋服飾為「正統衣冠」，又连续颁布多项旨令，从面料、样式、尺寸、颜色等方面确立了明代服饰制度，其中心内容是贵贱有别、服饰有等，不同阶级不同等次的人，都只能享用本等级的服饰，不能混同，更不能僭越。随后，朱元璋又屡次申述服饰禁例，有犯者，立刻严厉制裁。史载当时有百姓不许穿靴之禁，有三十八位南京人即因违禁而被充军。
明代男子服饰基本沿袭了大襟右衽交领和圆领这两种传统服饰式样，但又吸收了一些元代服饰特点，发展出曳撒等特色服饰。明代妇女的服装以襖裙或衫裙为主，型制不變,單層為衫,雙層為襖。與前代衫裙的主要差異在於上衣並不束在裙子內。除了一直流傳的衫、袄及裙子外，还流行霞帔、褙子、比甲等新鲜样式，衣服的多变与款式做工达到一个高峰。明代開始於顯眼處使用纽扣，在部分常服及軍服中使用较多，禮服、官服則仍然沿用交領及盤領款式，不在顯眼處用扣子。
在經過了金元時代大規模北方民族內遷洗禮之後，明代的服飾狀況已與唐宋有很大不同。雖然明政府多次重申胡服禁令，但蒙元服飾的影響在整個明代一直存在，並且於北方地區顯得更加強烈，晚明文學家王同軌記載：「然常見河以北帽猶深簷, 服猶腰褶, 婦女衣窄袖短衫……習久而難變，甘陋而相忘耳」。其中一個例子，就是從明代前中期開始，流行於元朝的曳撒就成為了明朝社會上層的「燕閑之服」。從皇帝到太子、內臣以及百官都穿著此服。史載明憲宗於後苑遊賞時身穿「大紅織金龍紗曳撒」, 而明孝宗更是「早則翼善冠、袞繡圓領，食後則服曳撒、玉鉤絛」，可見其燕居時穿曳撒的時間更多。

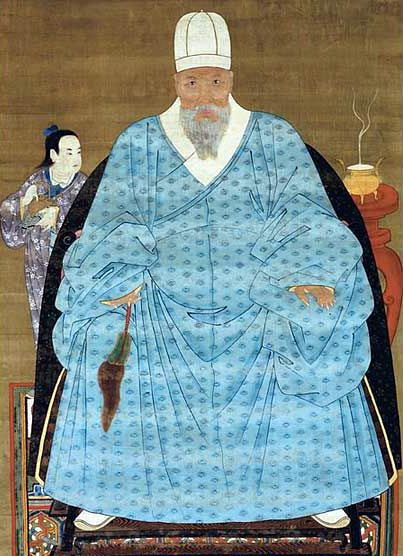
六合一統帽男子
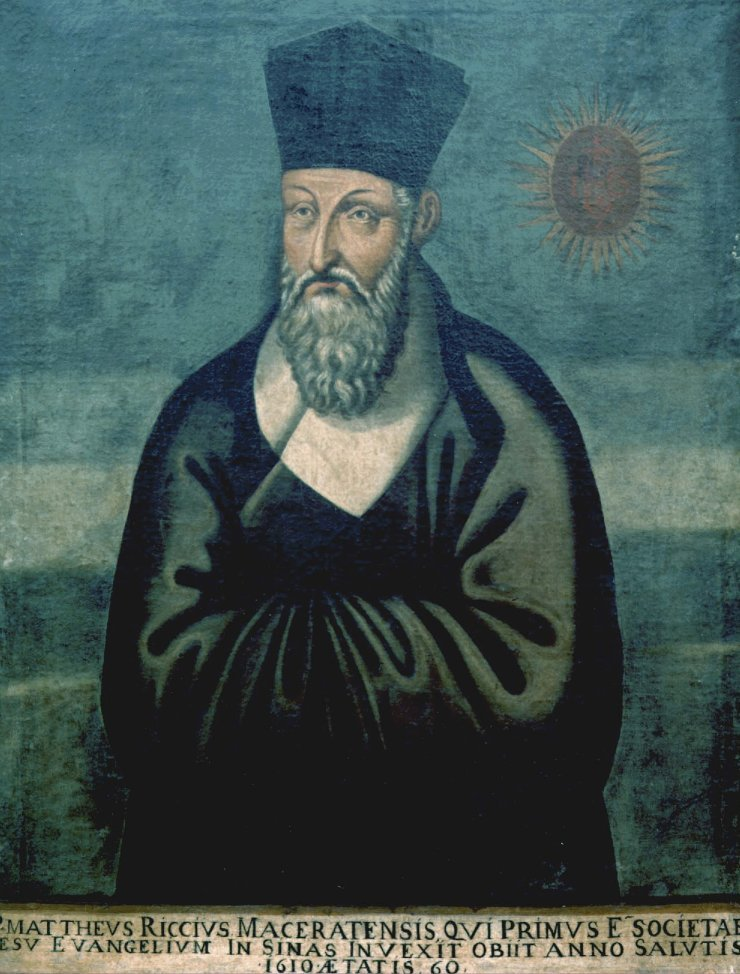
身穿道袍的利玛窦
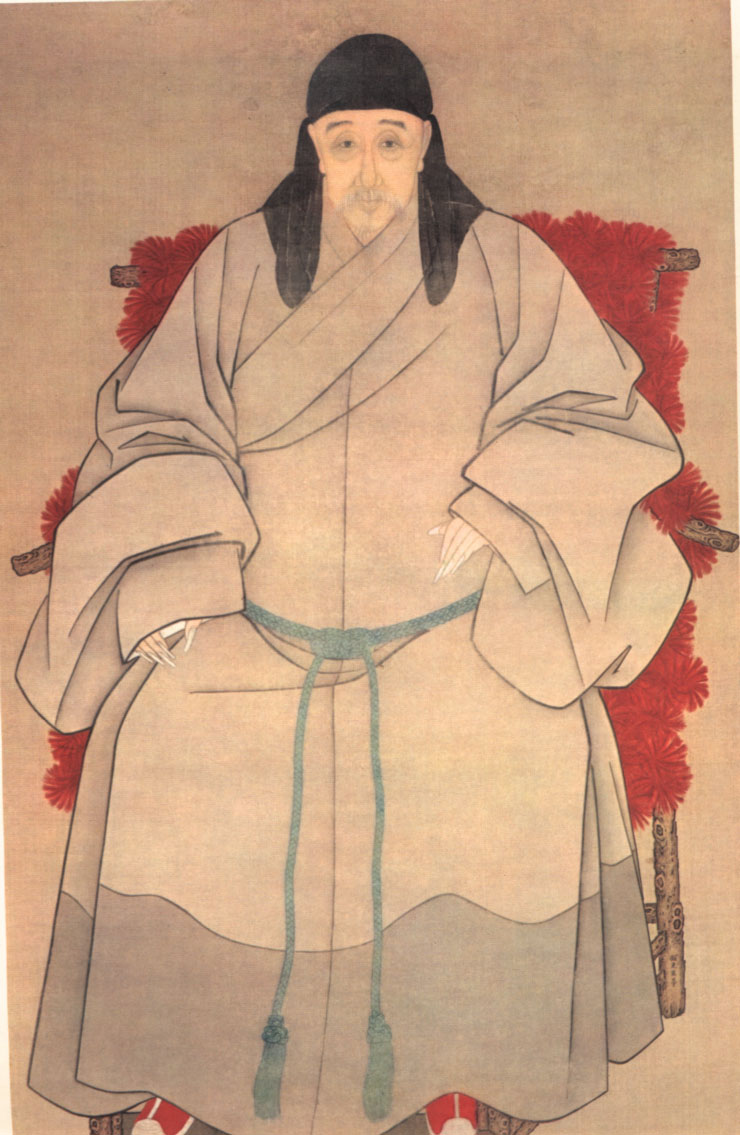
穿行衣的吴伟业像
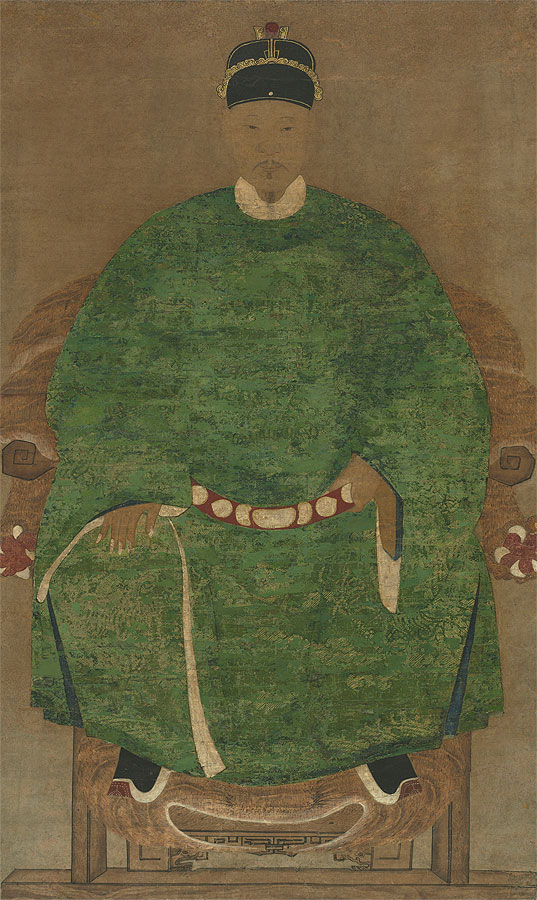
穿圓領袍鄭成功畫像
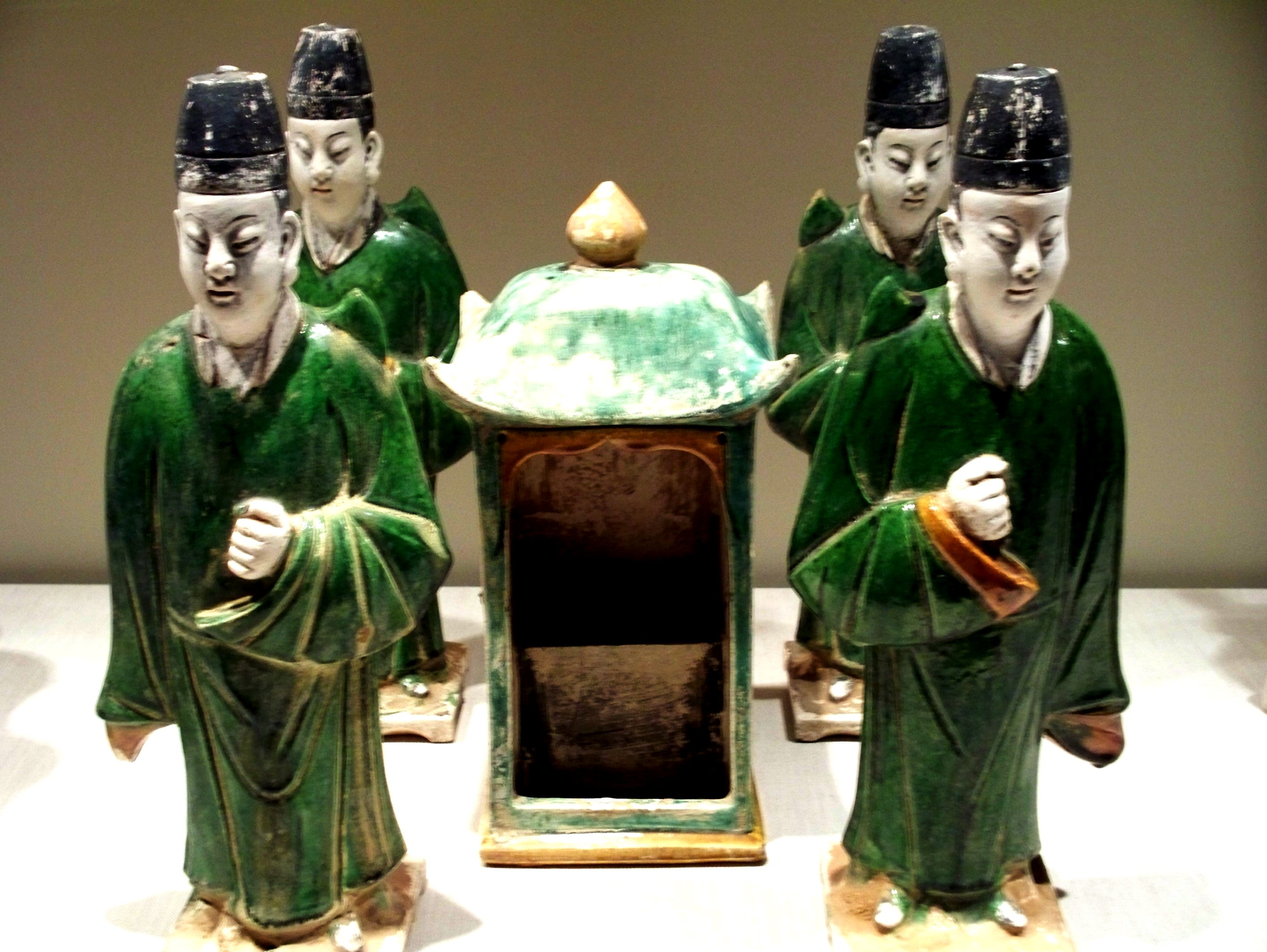
明代小厮
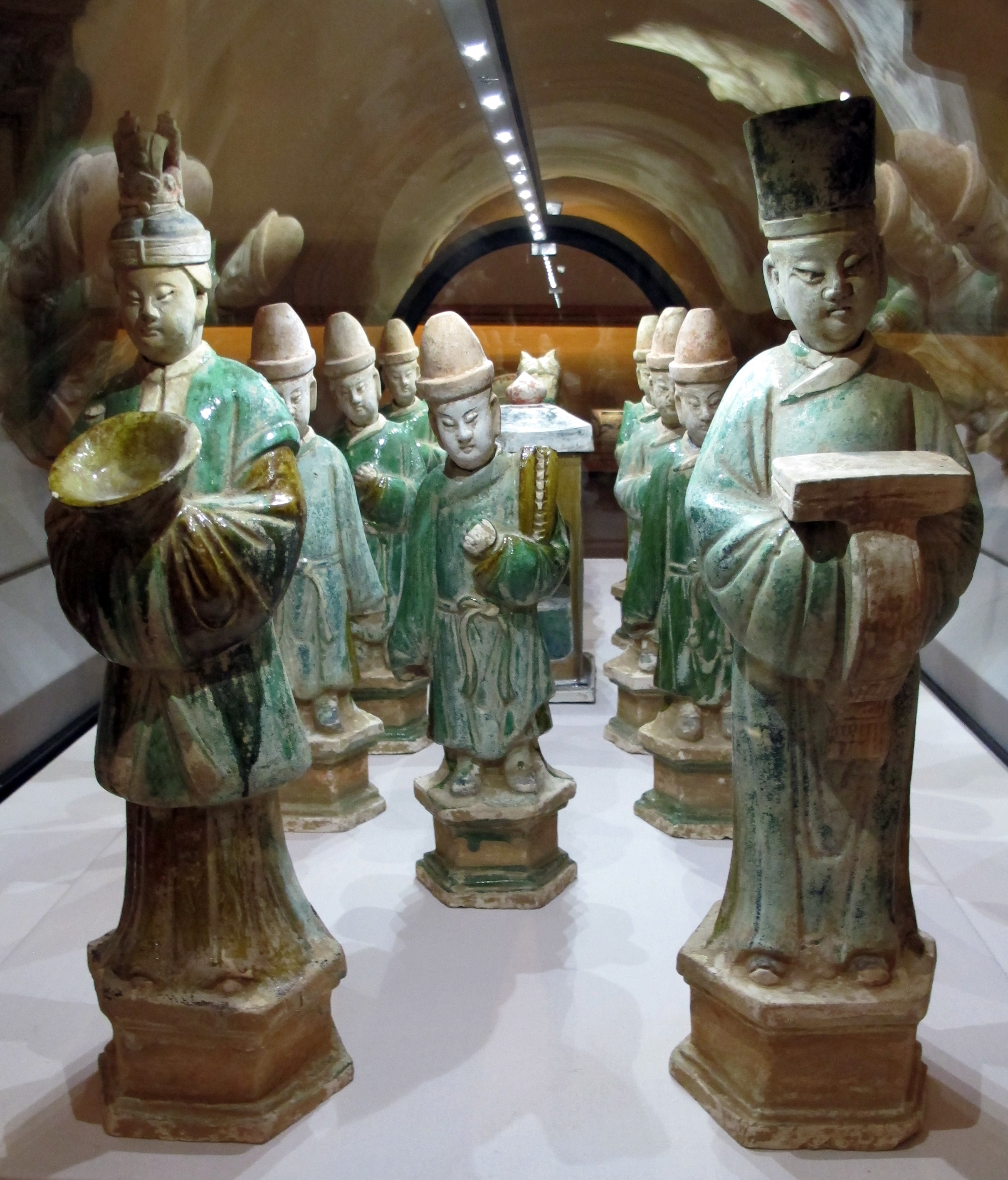
明代僕役服飾
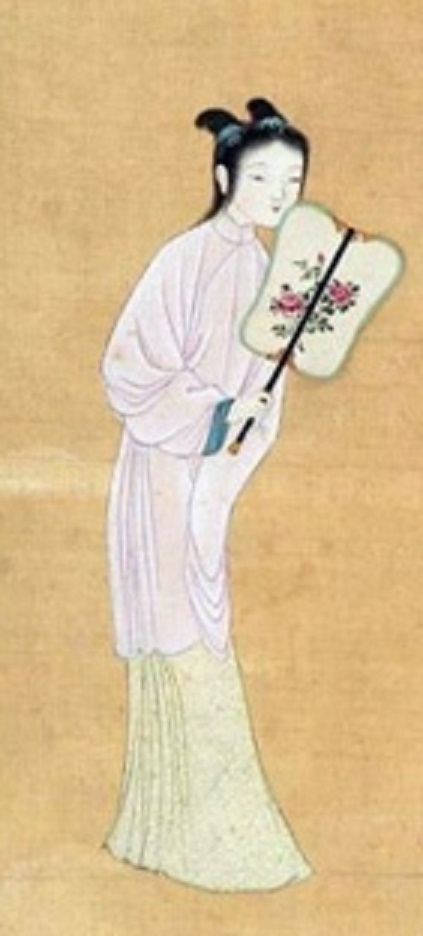
穿立領長衫/襖裙的明代少女
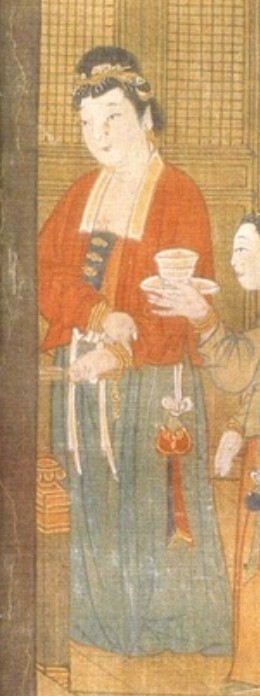
穿主腰、合領短衣的明代婦女
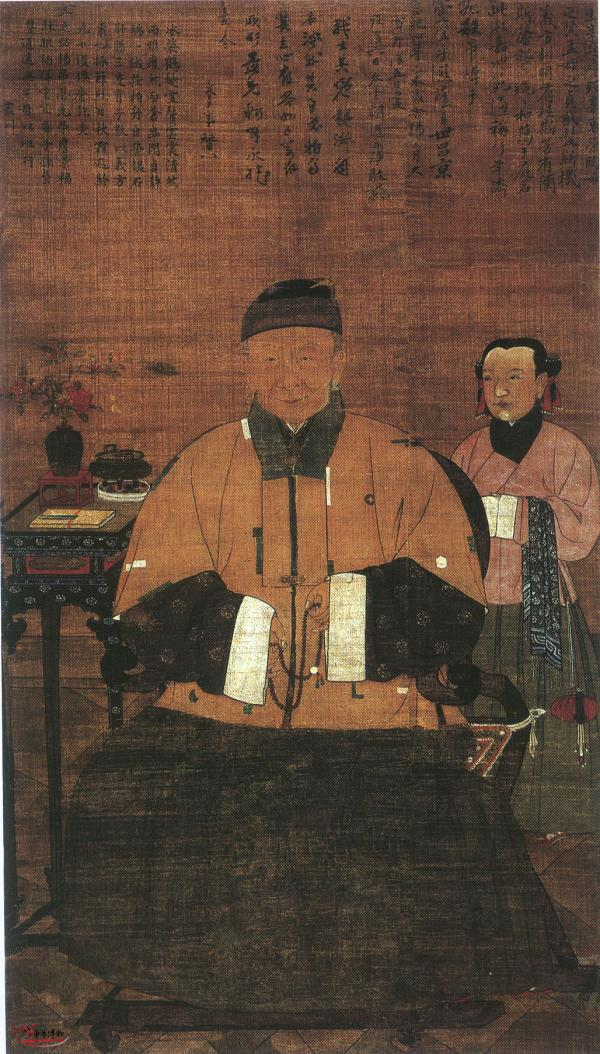
穿襖裙、半臂的明代老婦及穿襖裙的侍女

### 清朝

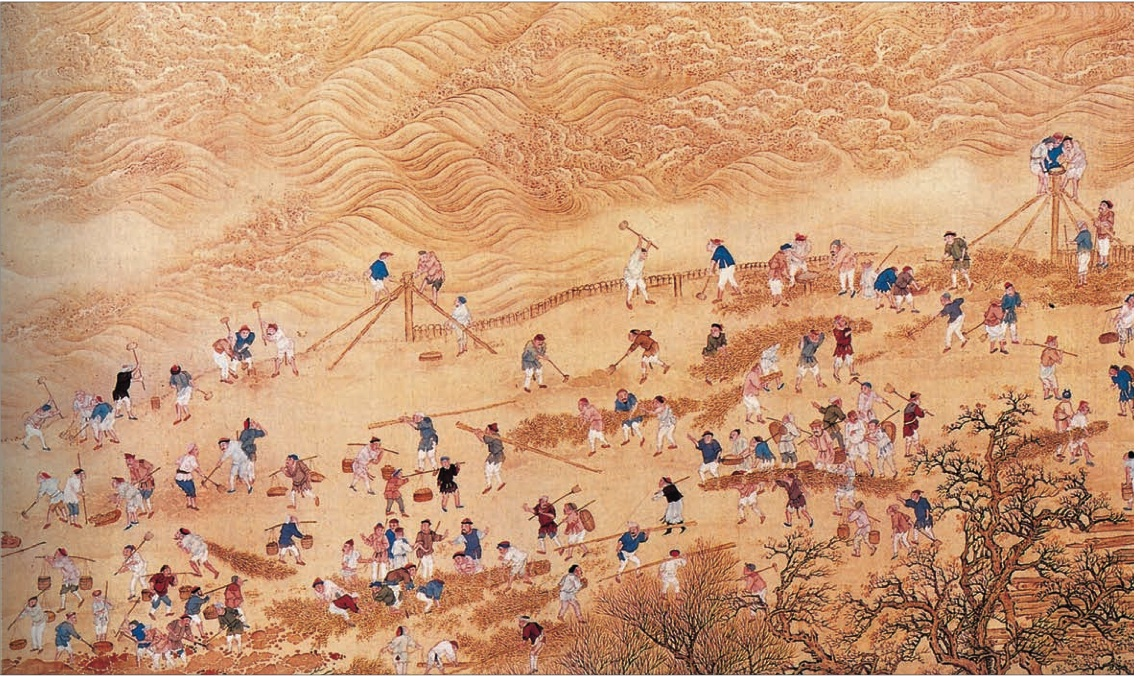
清初滿漢服飾

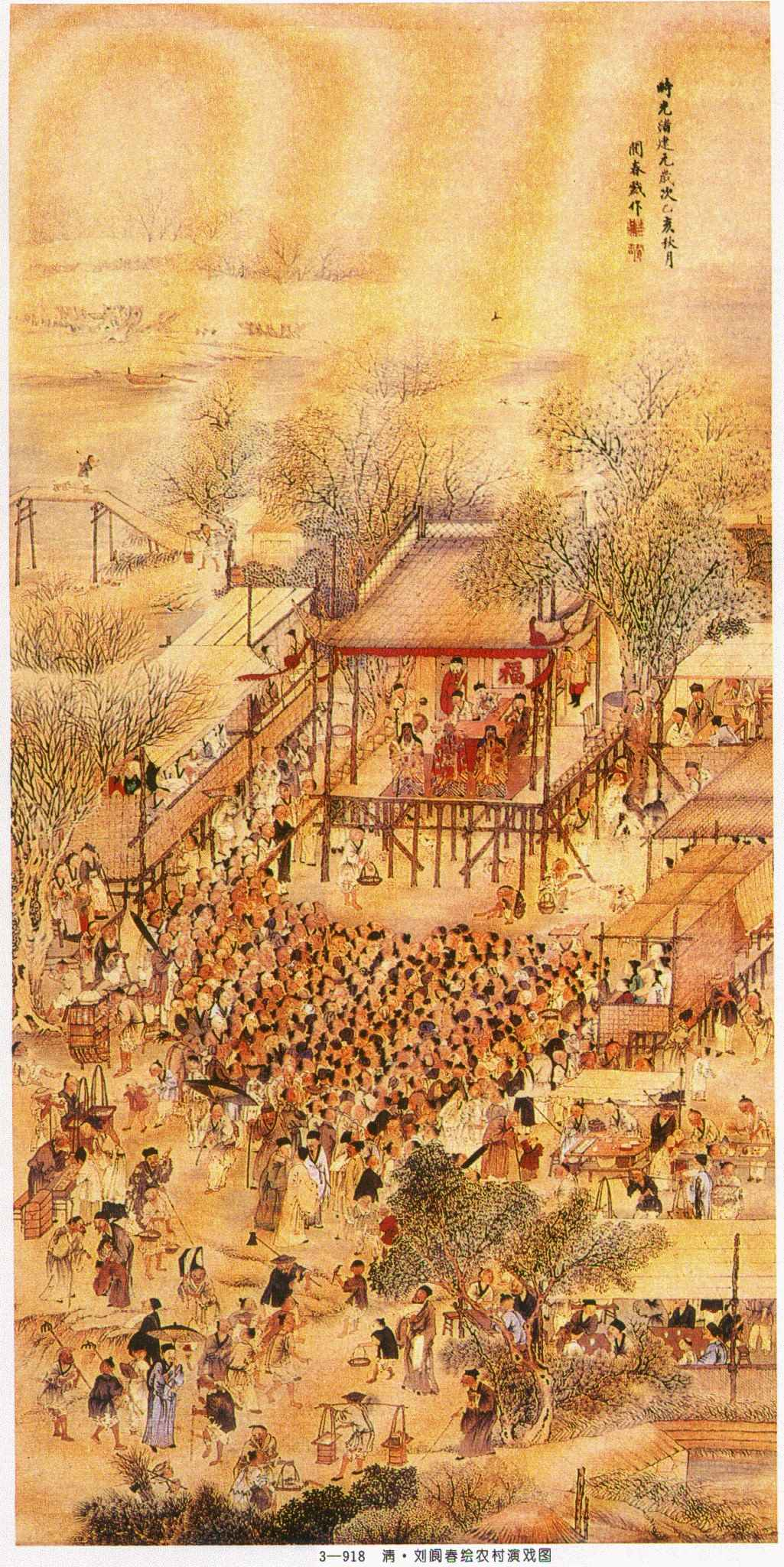
清初民間服飾

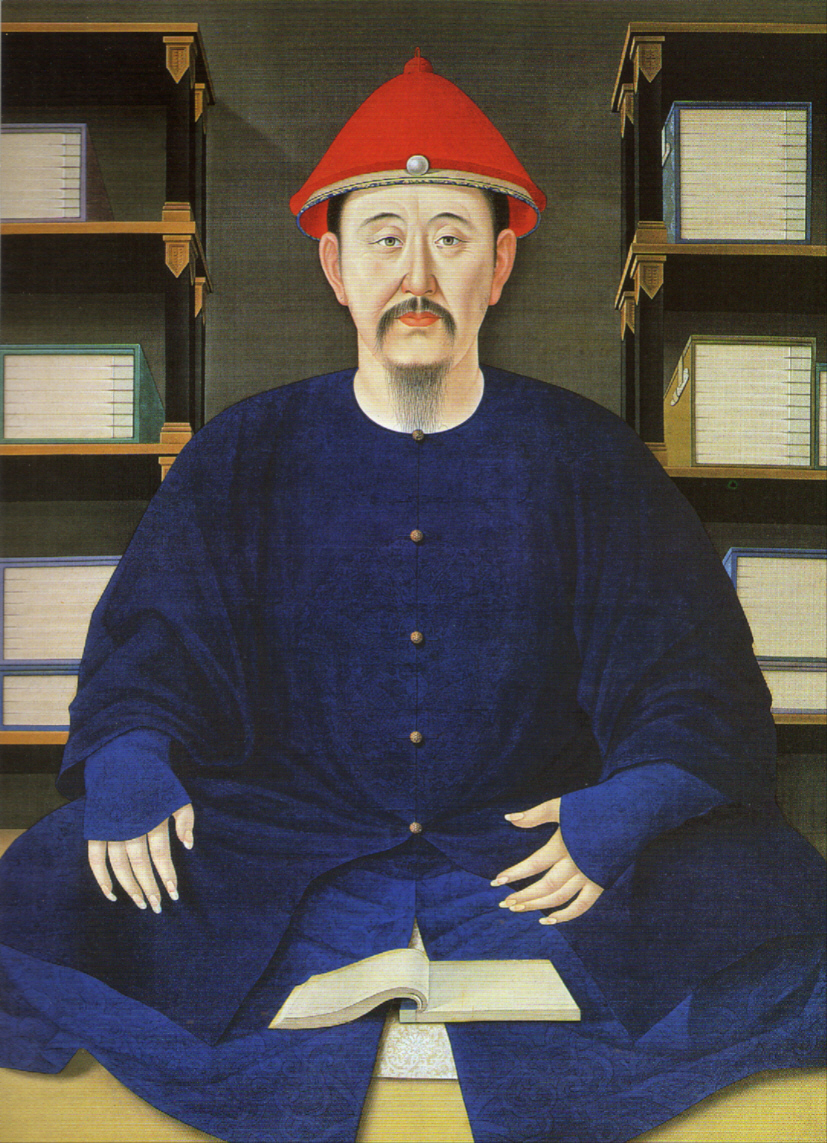
康熙讀書圖，從圖中可見其留有明顯的鬢髮。

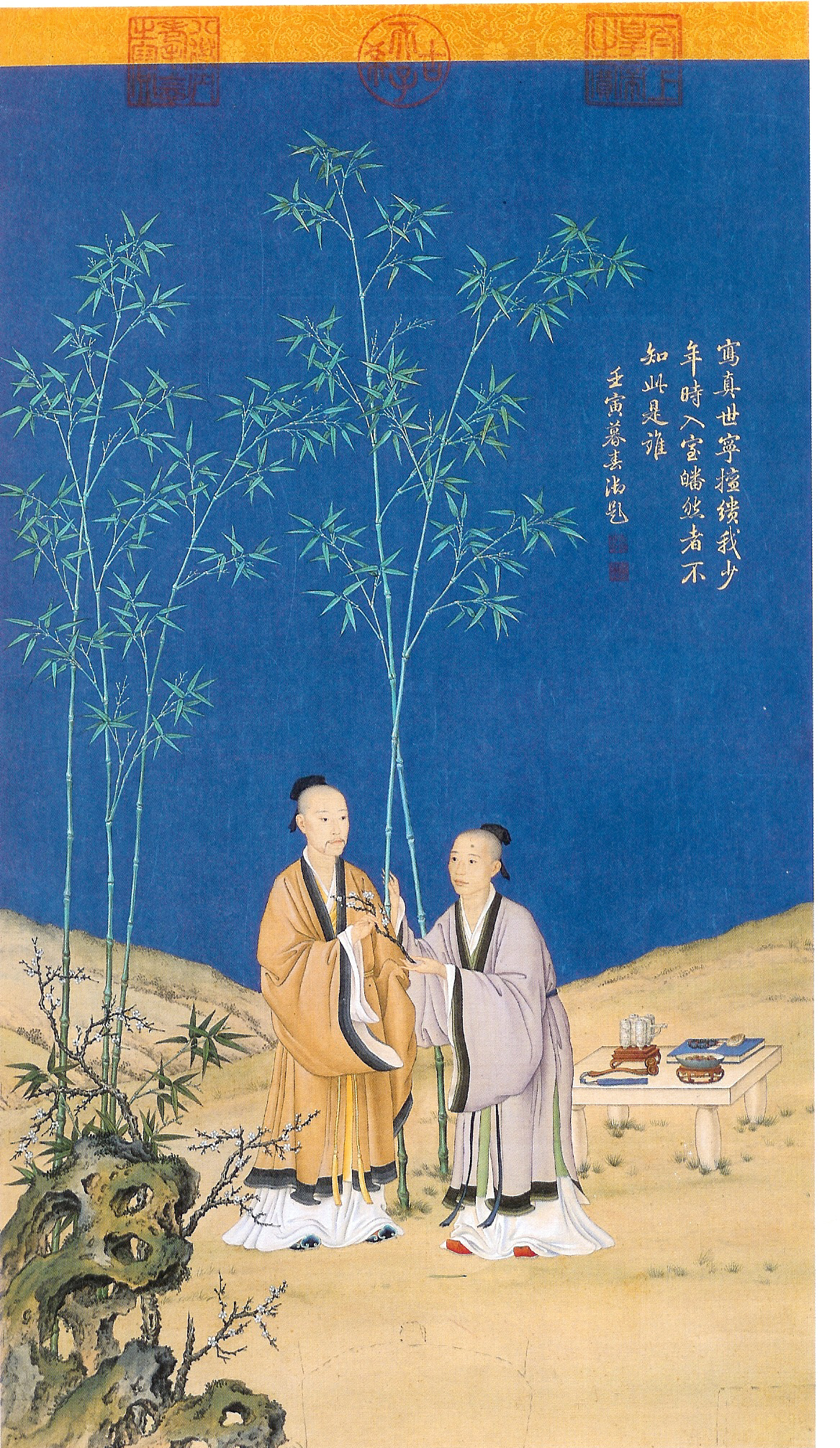
宫廷画师郎世宁绘画的《平安春信图》。

1644年清兵入關，推行剃髮易服政策，為了易於辨識順逆，故強迫被征服或投效的漢人剃髮易服，導致明代官服等服飾在清朝社會中逐漸消失，然而清朝時期兒童、僧侶、道士以及女性仍可穿著明代服飾。由於剃髮易服令難以實行，故在清朝期間亦有廣大百姓的服飾依然為明制的情況，康熙年間的江南亦有很多平民依然穿著明朝的服飾，甚至於辛亥革命年間在某些地區也同時保留了明代式樣的服飾。
为保护服制及髮飾傳統，孔子的后裔孔闻謤上书攝政王多尔衮请求保存孔府服饰；郑成功的儿子明郑郑经以繼承明朝為號召，將剃发易服作为拒絕投降的原因之一。
中國皇帝的朝服有着悠久历史，歷來統治者认为衣冠冠制关系国家兴衰，为了巩固其统治，清朝皇帝便組織群臣學習《金世宗本紀》，告誡群臣不要學習漢人「陋习」，從北魏至遼金元“凡改漢衣冠者，無一不再世而亡……凡一朝所用原各自有法程，所謂禮不忘其本也。自北魏始有易服之說，至遼金元諸君浮慕好名”；若致满洲衣冠，效汉人服饰制度，宽衣大袖，左佩矢，右挟弓，就好像把左手交给他人，「待他人割肉而后食」，故創建了一套既符合民族特色，又利于骑射的冠服制度。
作為皇帝重要象徵的朝服，清代朝服大部份遵循滿洲習俗，再加入草原民族的因素，以玉草編織而成的笠狀朝冠、長垂及腰的朝珠和繫佩刀、火鎌石等的腰帶等，都包含了多元文化的因素，展現其作為多民族統治者的政權特質。
清朝据传有「十从十不从」之民谣，譬如：「生从死不从」，指男子生前要穿清朝衣裝，死後則可服明朝衣冠；「男从女不从」、「老从少不从」，指女子及少年儿童可以不剃发易服。一般认为，“十从十不从”是出于明降臣金之俊或洪承畴的建议而制定的政策，雖未見有正式文書宣告，但在其後清代服飾審美文化現象形態中，成了有目共睹的事實：
順治二年既許「衣帽裝束，從容更易」 ，故民間仍服明朝衣冠，即令清朝在嚴厲執行剃髮及易服令時，其能確實掌握的對象也只限於漢人官吏，而廣大的農村地區則為清朝勢力所不能及，故清初亦流行「官降民不降」之說。台北故宮博物院所藏焦秉貞於康熙三十五年所繪四十六幅《耕織圖》中的人物髮式與衣冠，全係明朝之舊。焦氏於康熙時供奉內廷，與布道於中國的西洋傳教士日相濡染，習西洋素描畫法。故其所繪山水人物，樓台之位置，自近而遠，自大而小，不爽毫髮。其耕織圖中的村落風景，田家耕作，人物衣冠髮飾，應相當真實。而且《耕織圖》經康熙皇帝看過、「稱旨」後才令刊刻，表示康熙皇帝對圖中人物衣冠之認可，可見康熙年間中國農村士紳農民的髮式與衣冠，已復明朝之舊。西方學者亦指出，官員以外的一般漢人百姓都被允許穿著前朝服飾，然而到了晚清时期，絕大多數漢人都自願地改穿了滿化的服飾。
顺治元年六月多爾袞頒布薙髮令时，對於汉人之衣冠服飾，也要求更换，但未严令实施期限，「許從容更易」。然而没过多久，在七月初九日时，又下谕「官民既已剃发，衣冠皆宜遵本朝之制」，于是衣冠之禁也与剃发同样严厉，有學者指出因为不改衣冠而遭屠戮者也同样多。然而由於抵制剃髮的鬥爭已經持續多年，加上強迫穿滿服這一命令的難以推行，以致後來在服飾和髮式上推行的法令更加不了了之，後期形成了以漢文化為主幹、以滿族代為接枝的混合型文化。甚至於辛亥革命年間在某些地區依然保留了明代式樣的服飾。
1645年（順治二年）十月，原任陕西河西道孔闻謤（孔子后人）上书表示：孔子家族衣冠已经延续了三千年，希望能够保持不变，免受剃发易服。多尔衮回应：剃发严旨，违者无赦。孔闻謤疏求蓄发，已犯不赦之条，姑念圣裔免死。况孔子圣之时，似此违制，有玷伊祖时中之道。著革职永不叙用。
1648年（顺治五年）金声桓与李成栋以反对剃发為理由之一而反清重投南明。然而一度效忠清朝其且實行剃髮令的李成棟在點兵時依然穿著「烏紗玉帶」（明代服飾），當時亦有人穿著「儒冠」觀賞李成棟點兵，而楊漣的長子「時雖剃髮，猶漢人衣冠，烏紗大帶，不改舊服」。
1654年（顺治十一年），針對「剃髮易服」引起社會矛盾、各地漢人抗爭此起彼伏的这种情況，時任大学士的陳名夏說：「留髮復衣冠，天下即可太平」，後來陳名夏在南北黨爭中失勢，此話便成為其被处以绞刑的罪名之一。
漢滿婦女的髮式在清朝初期還保留著原有的樣式，後來隨著相互之間的影響，令各自的髮式都有了明顯的變化，在“十从十不从”下，清代的漢族婦女依然可以穿著明代時期的裝飾，更影響了滿族婦女的審美觀。另外，清朝時期的道士以及僧侶也能繼續保持他們傳統的髮型和穿著。

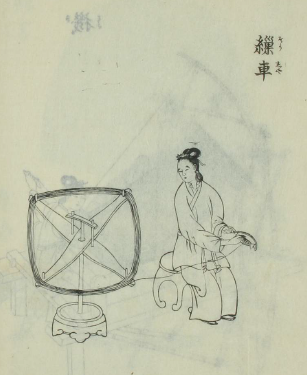
清代婦女服飾（一）
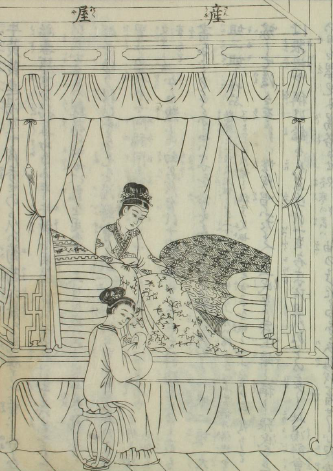
清代婦女服飾（二）
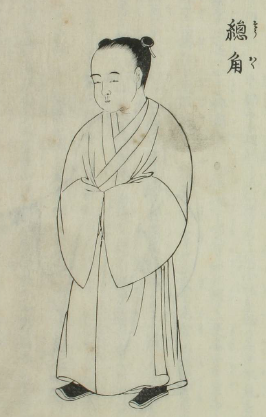
清代兒童服飾
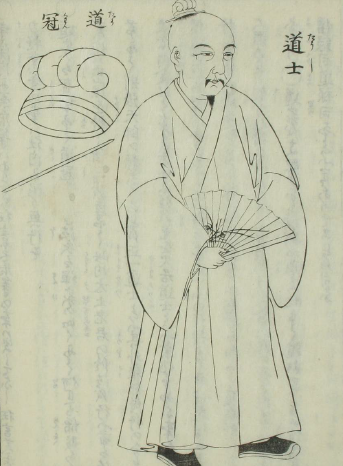
清代道士服飾
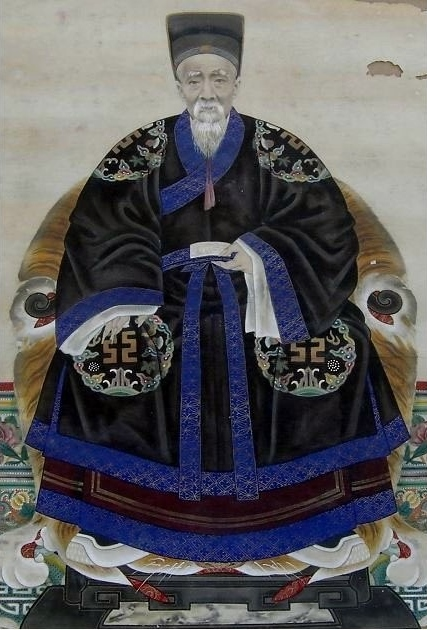
清代的祖宗畫像
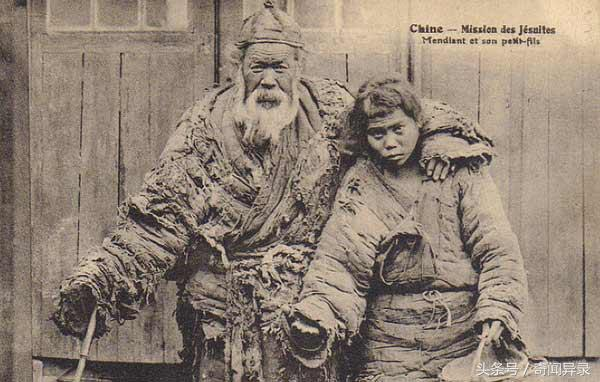
晚清時期的一對祖孫乞丐的服飾和髮飾

### 近現代
近現代中國流行的基本服飾主要有中山裝、唐裝、旗袍等。
旗袍是一種華人女子的傳統服裝，始於中華民國大陸時期上海女校的制服，當時的上海女學生是旗袍最早的主要使用者。旗袍因其代表新时代知识女性的形象而受到欢迎，並由上海开始流行到全中国，成为當時中國都市婦女的主要服装，至今仍为上海代表性的符号之一。中華民國建立后，旗袍在上海上流社會非常風行，這股風潮還傳到了香港，最終成為代表中國女性的現代服飾。中華人民共和國建立后，中國共產黨認為旗袍代表著資產階級、違反了共產主義的理念，所以旗袍在很長一段時間內被禁止，1980年代改革開放后，旗袍重新流行於中國大陸。
中山装是近現代汉族男子最基本的服装之一，且一度是中華人民共和國的国家领导人，以及出国進行访问和考察学习的工程技术人员普遍穿著的服飾。
唐裝又稱漢衫，是一種從明代對襟衣、罩甲以及清代馬褂發展而來的服飾，其淵源可推至漢魏時期。
2002年，中國出現了延續至今的漢服運動，該運動是一個以都市漢族男女青年為主體，以互聯網為媒介和舞台，以「漢服」為主軸和符號，旨在建構漢人的民族服飾和復興漢文化及中國傳統文化的社會文化運動。

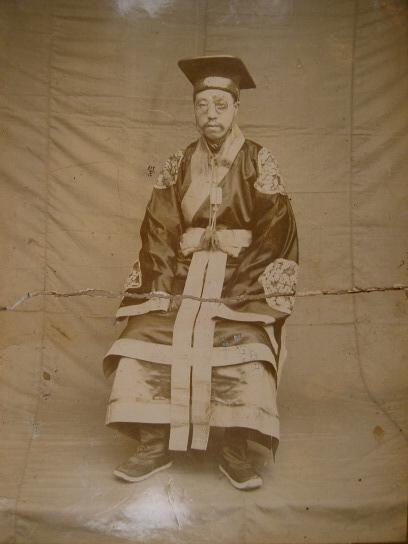
一位穿祭服的福建籍民國官員
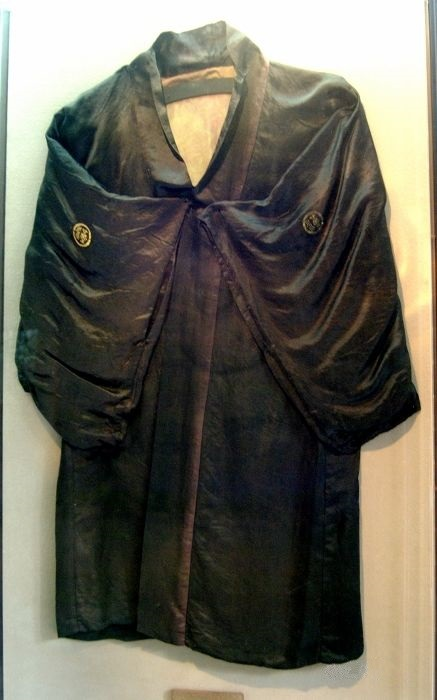
章太炎參照和服製作的衣服
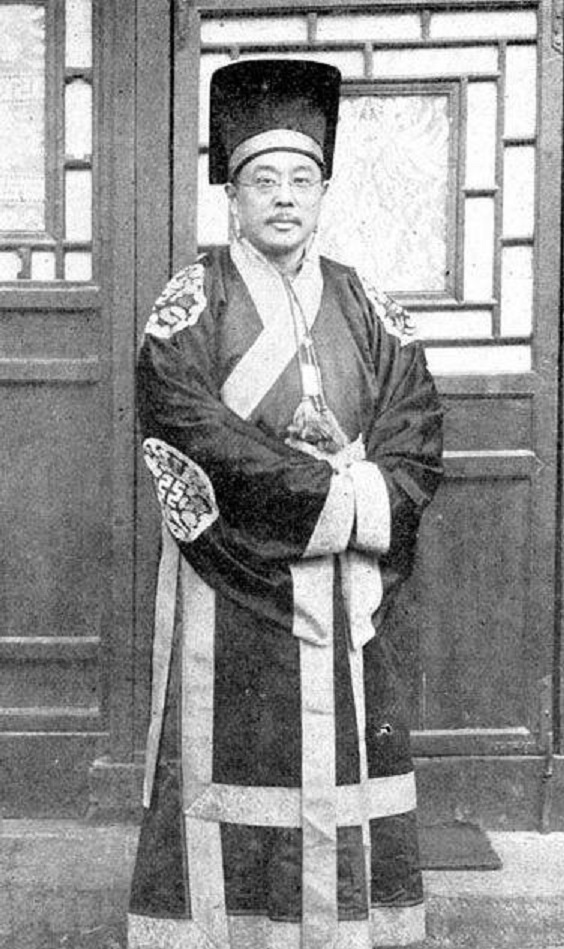
穿交領右衽祭服的民國官員
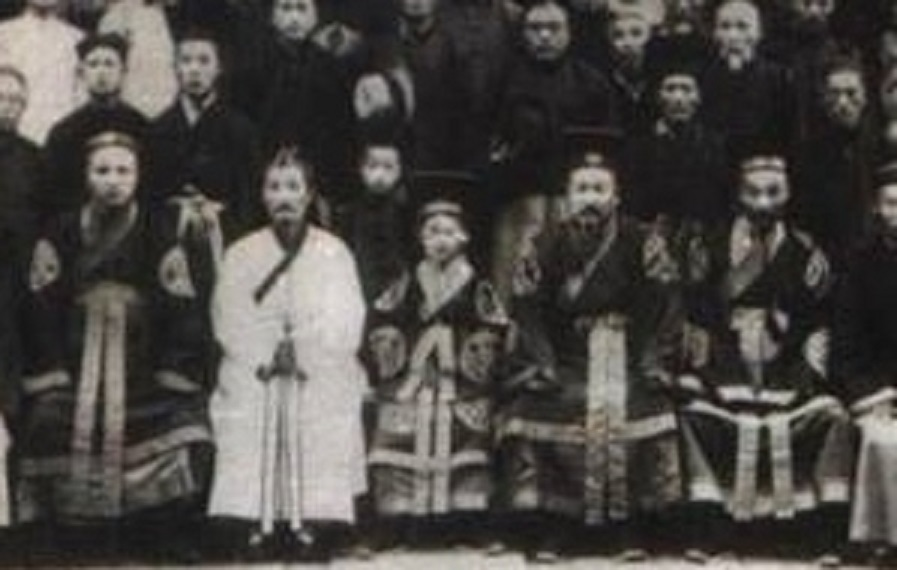
第十七屆孔教大會部份參加者穿交領袍服
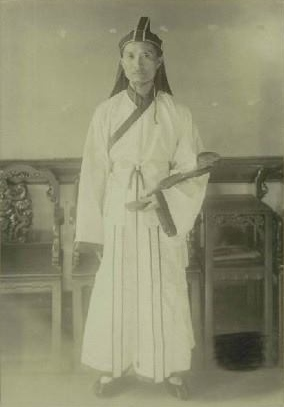
陳煥章深衣照
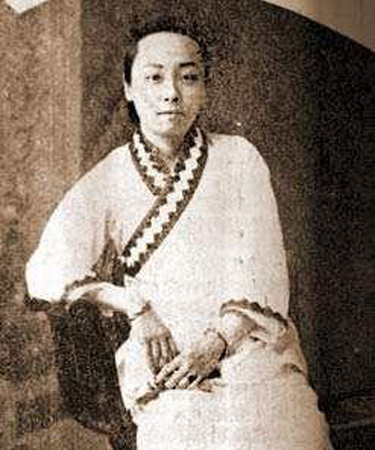
賽金花交領袍照
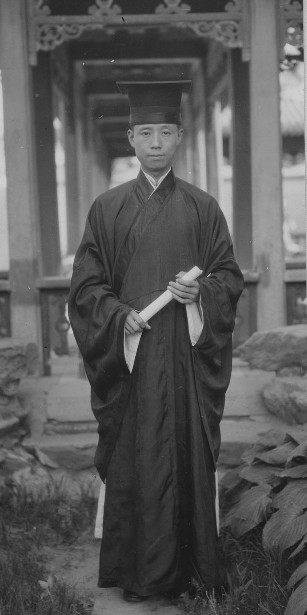
1930年燕京大學一位畢業生
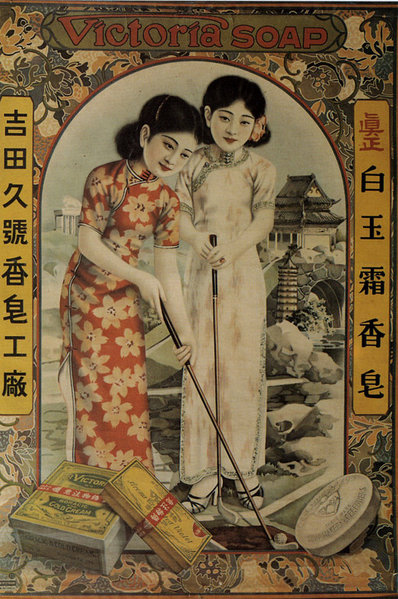
中華民国初期广告上穿著旗袍的女子
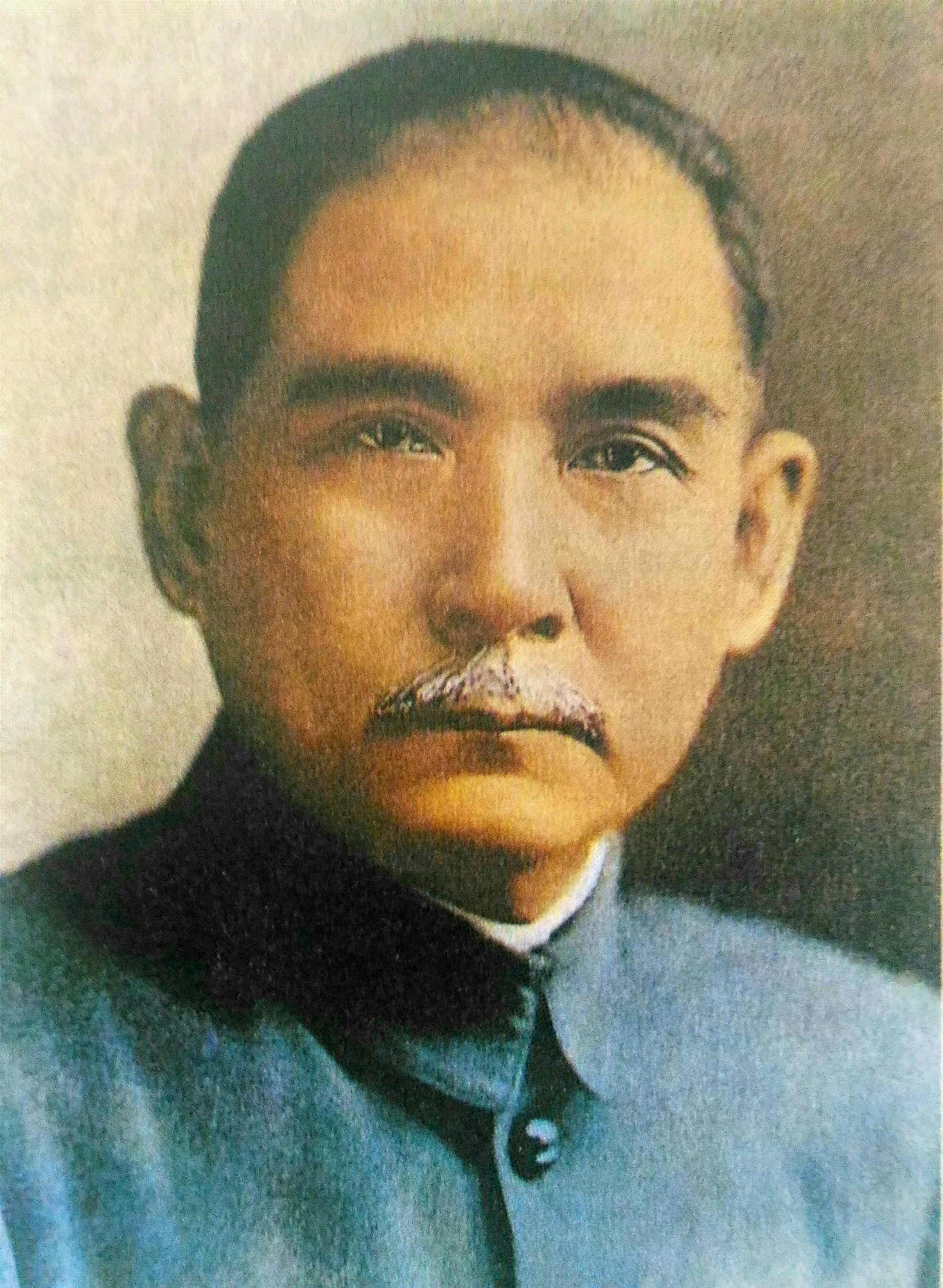
穿著中山裝的中華民國國父孫文

### 表演藝術的服飾

#### 舞蹈服飾

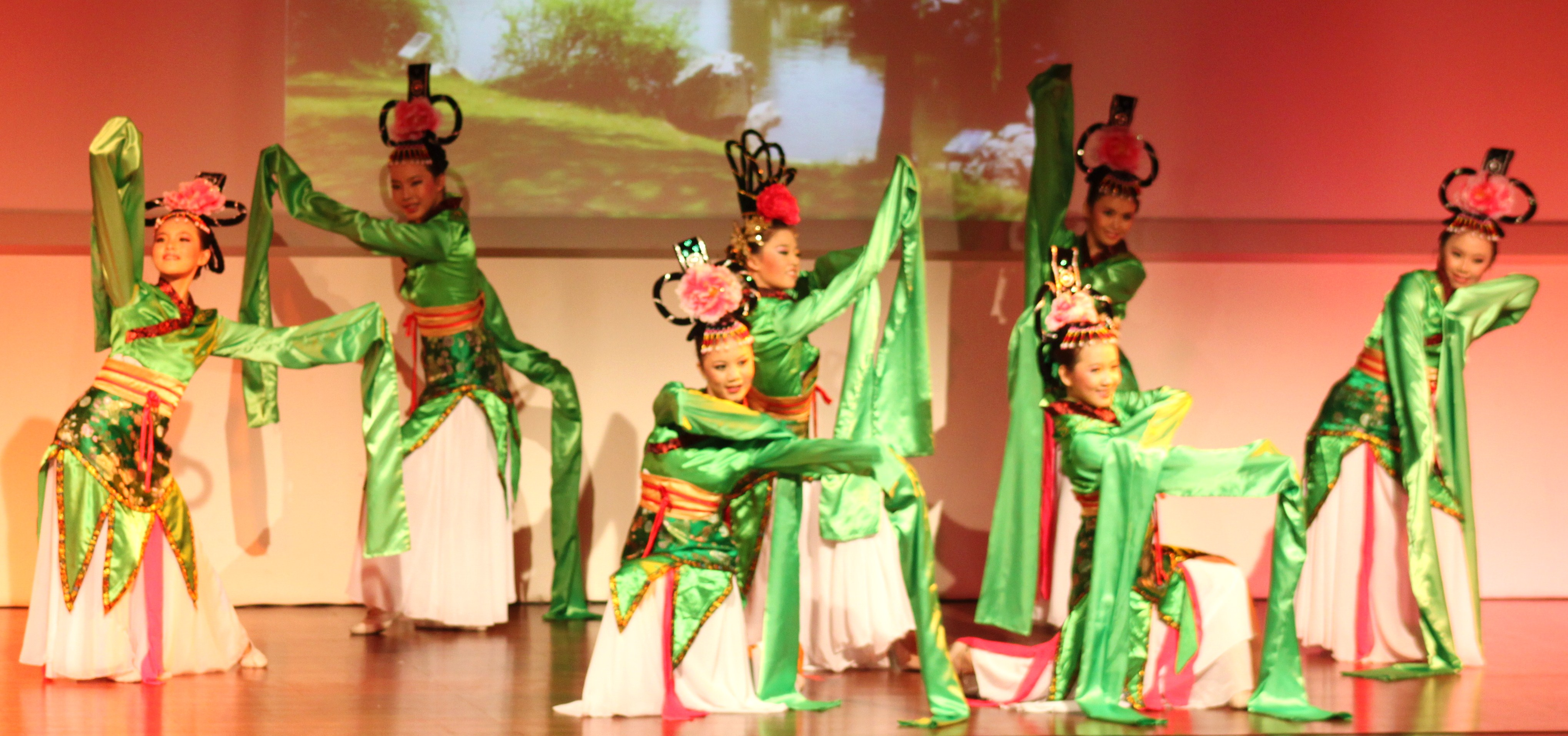
作為舞蹈之用的服裝較生活上的服裝富有裝飾性，袖子亦較長

舞蹈是儒教郊祀和朝会仪式中的重要环节。”《三辅黄图》卷五记载：“[汉]武帝时祭泰乙，上通天台，舞八岁童男女三百人，祠祀招仙人。”例如，唐代舞蹈，有文武之分。武舞又称“健舞”，文舞又称“软舞”，两种风格截然不同；前者威武激越，后者飘然若仙。两种不同的舞蹈采用两种不同的服饰。总的看来，健舞的舞服以小袖为多，以便腾越旋转。而软舞的服装则多用長袖，以表现出婉转、舒展的姿态。郊庙雅乐的重要乐器是编钟，味淡声希，伶官口耳相传，其音韵曲折、恬淡高雅。民間的民俗舞蹈則採用加以裝飾的士庶日常服飾或吉服。
舞蹈时所穿的服装往往更富有装饰性，袖子较长，便于舞动时表现出各种不同的姿态。

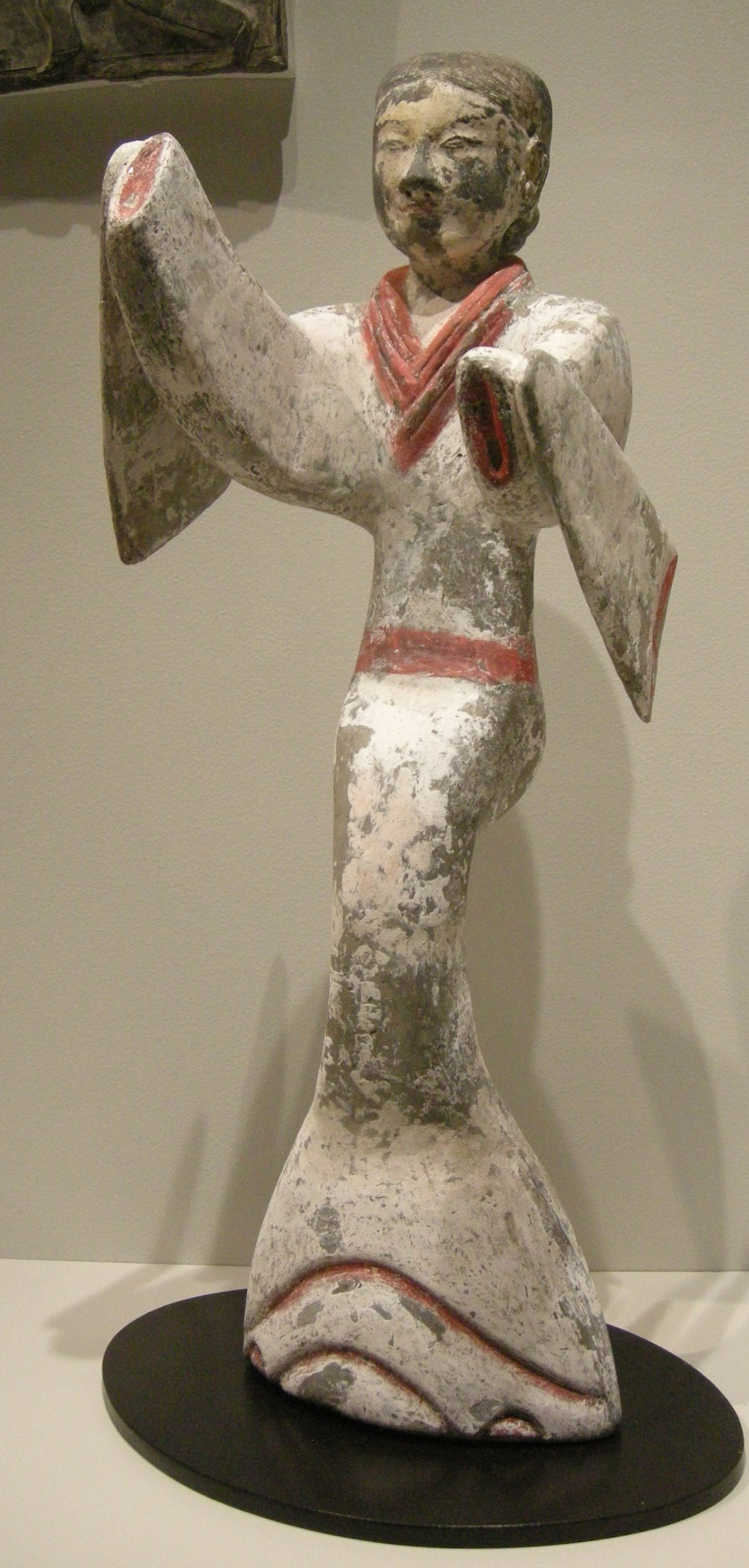
穿長袖舞衣的漢代舞俑
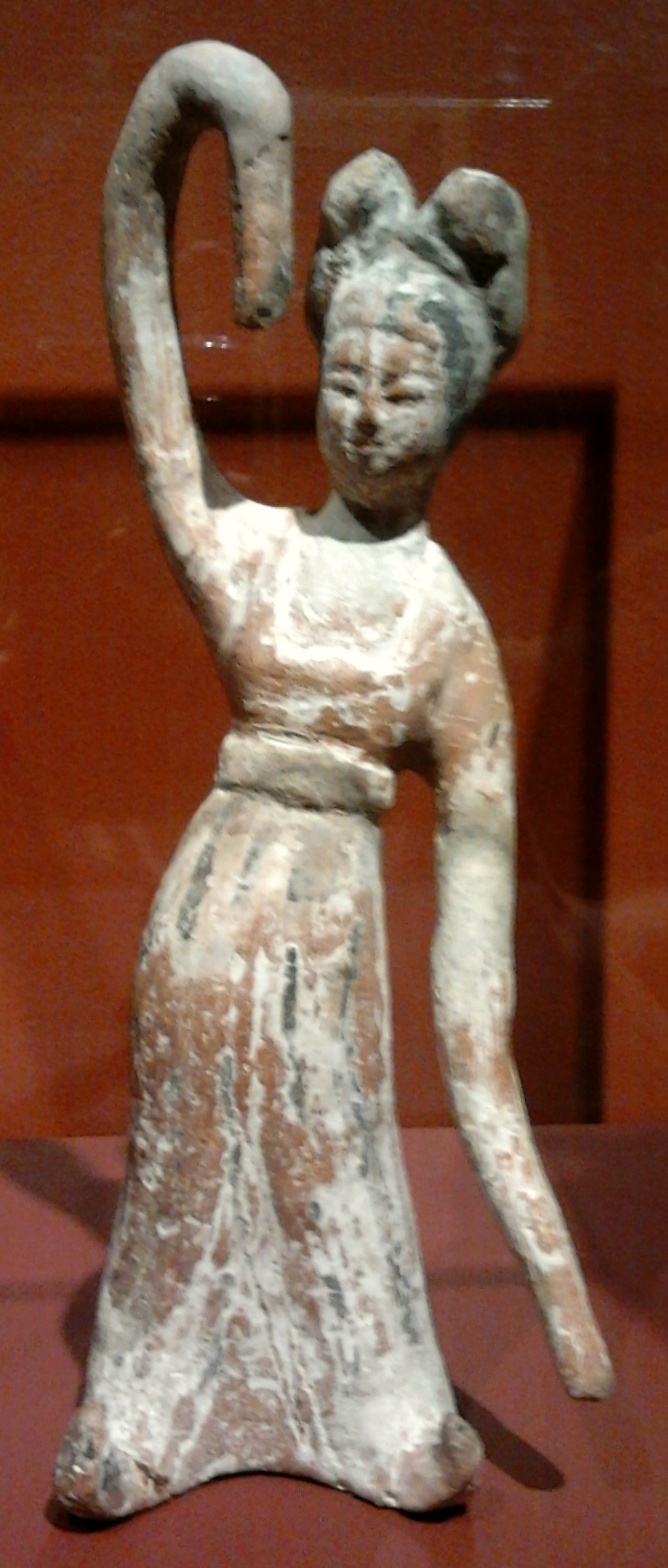
穿長袖舞衣的唐代舞俑
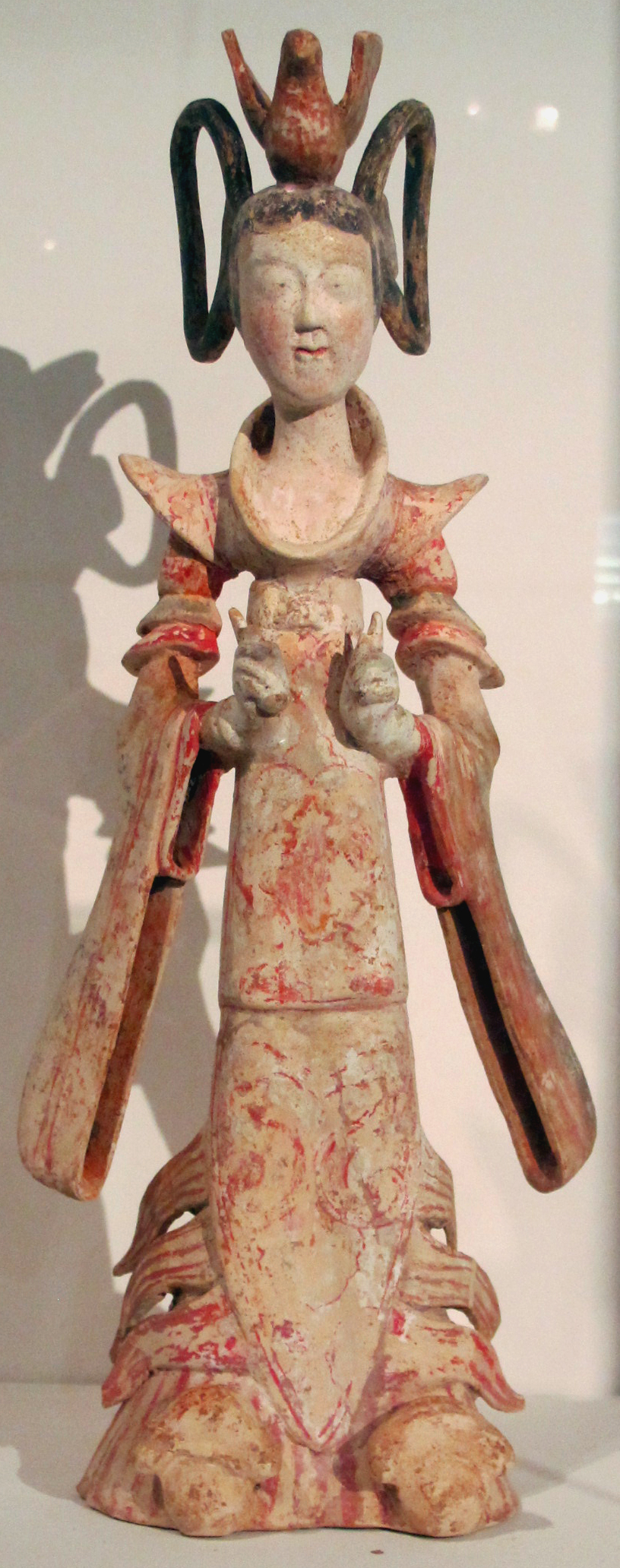
穿特別款式舞衣的唐代舞俑
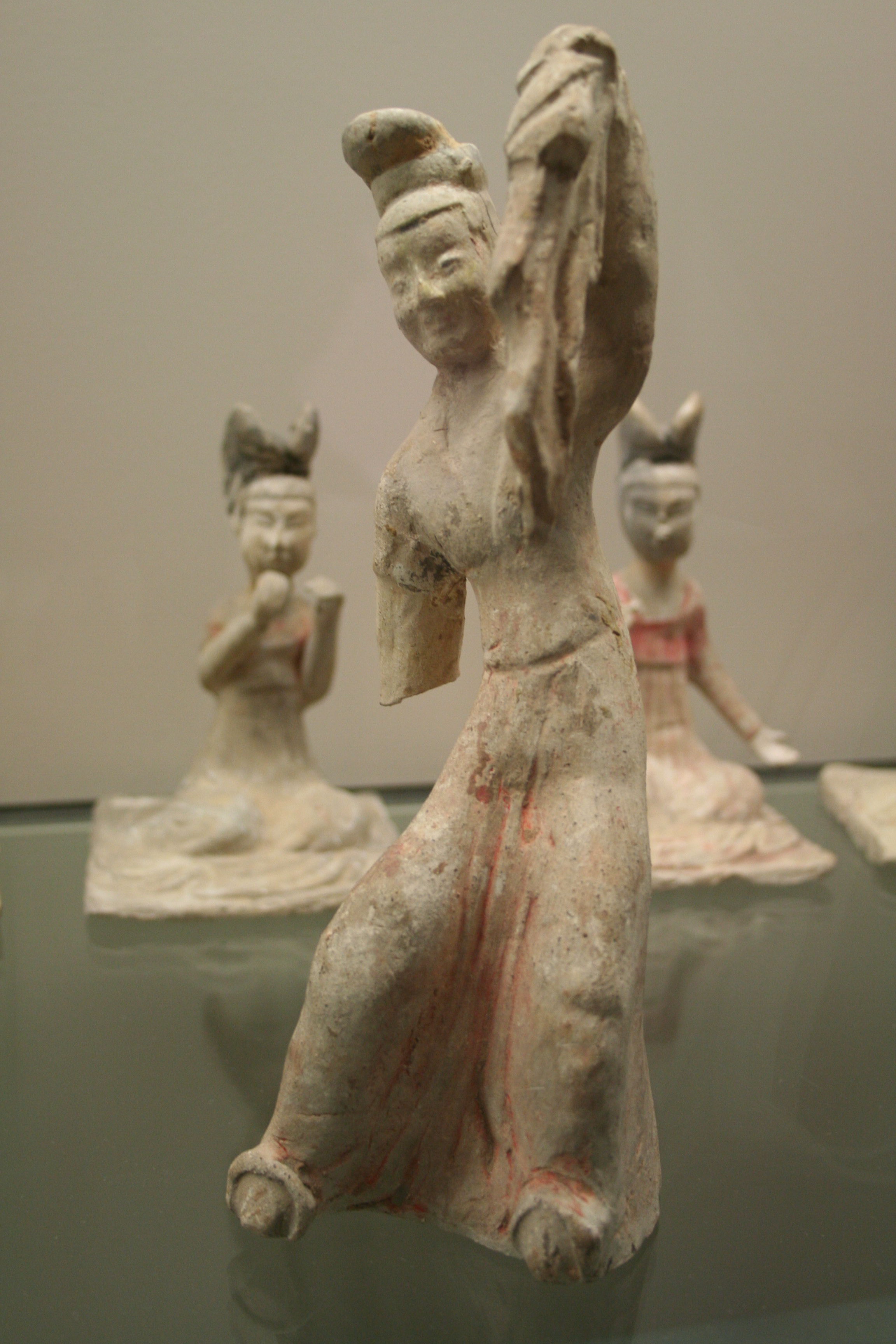
穿舞衣的唐代舞俑
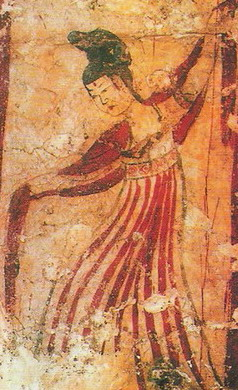
穿舞衣、披帛的唐代舞姬
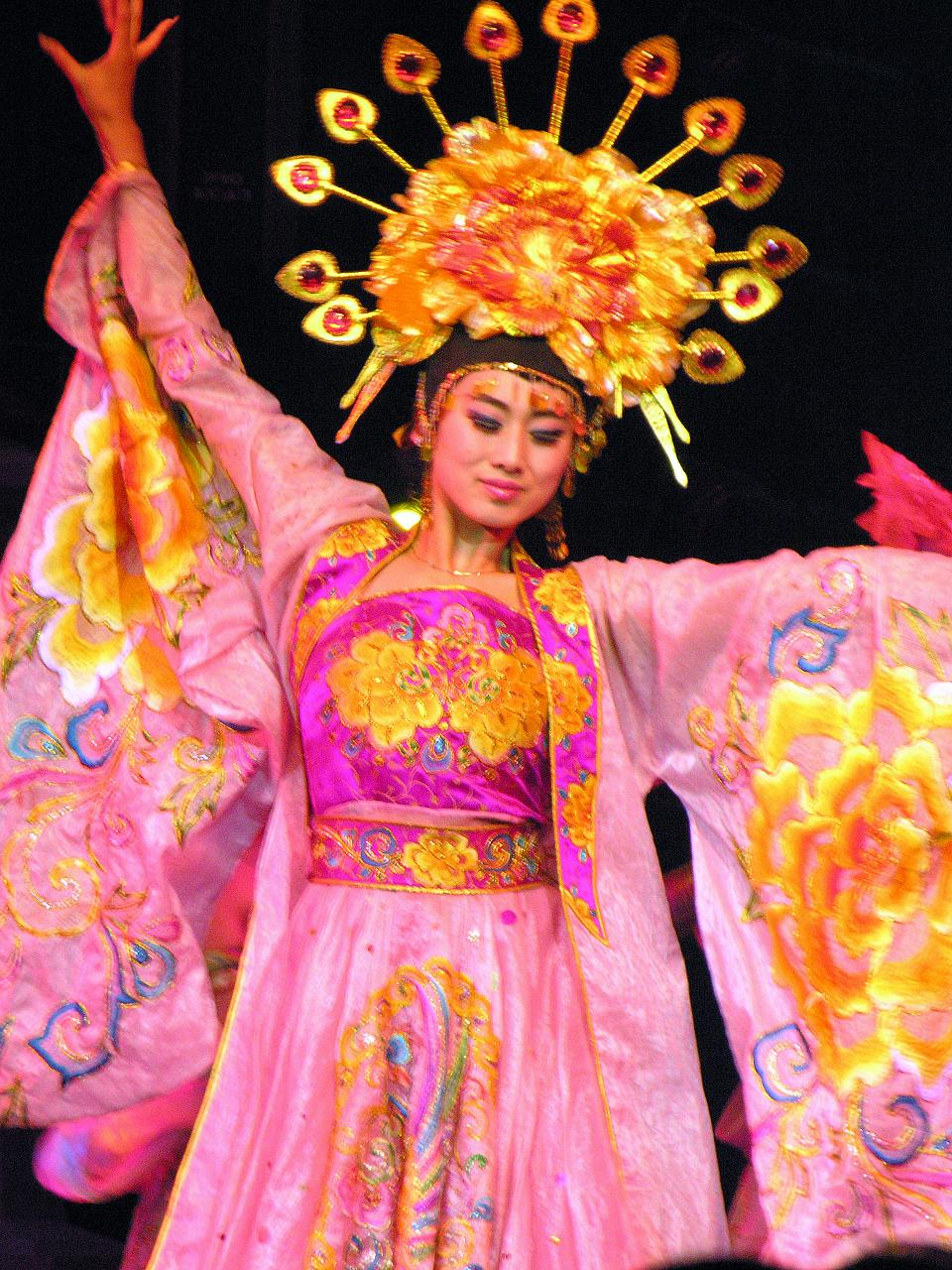
現代以晚唐至五代大袖裙襦設計的舞衣

#### 戏曲服飾
戏曲服装较通常的服装更具有装饰性。传统戏曲服装虽不是现实或历史服饰的照搬，服饰的色彩、纹饰及着法又必然要展示舞台人物的尊卑贵贱和遇到一些难以“僭越”的禁例。戏曲服装大致可分为小生褶子、帔风、老生蟒袍、官生官衣、武生靠衣五大类。宋代初年之后，黑色则和白色一起。为庶人所服。戏曲舞台以黄、紫、 朱(红)、绿、蓝的次序来标明人物的社会地位，显然不是随心所欲，而是有充分生活依据的。以尊贵者服用的“上色”褒扬善士，以卑贱者服用的“贱色”貶抑恶行，是古代色彩习俗。

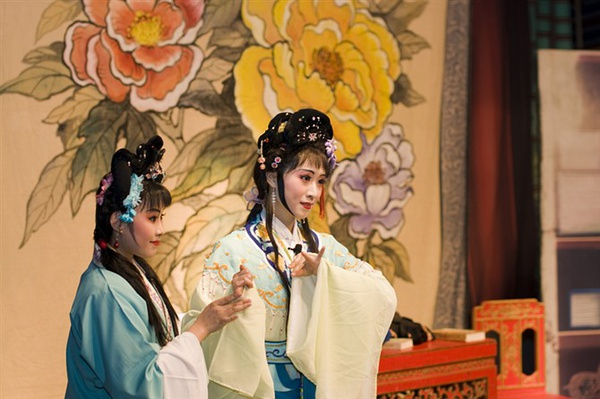
潮剧服饰
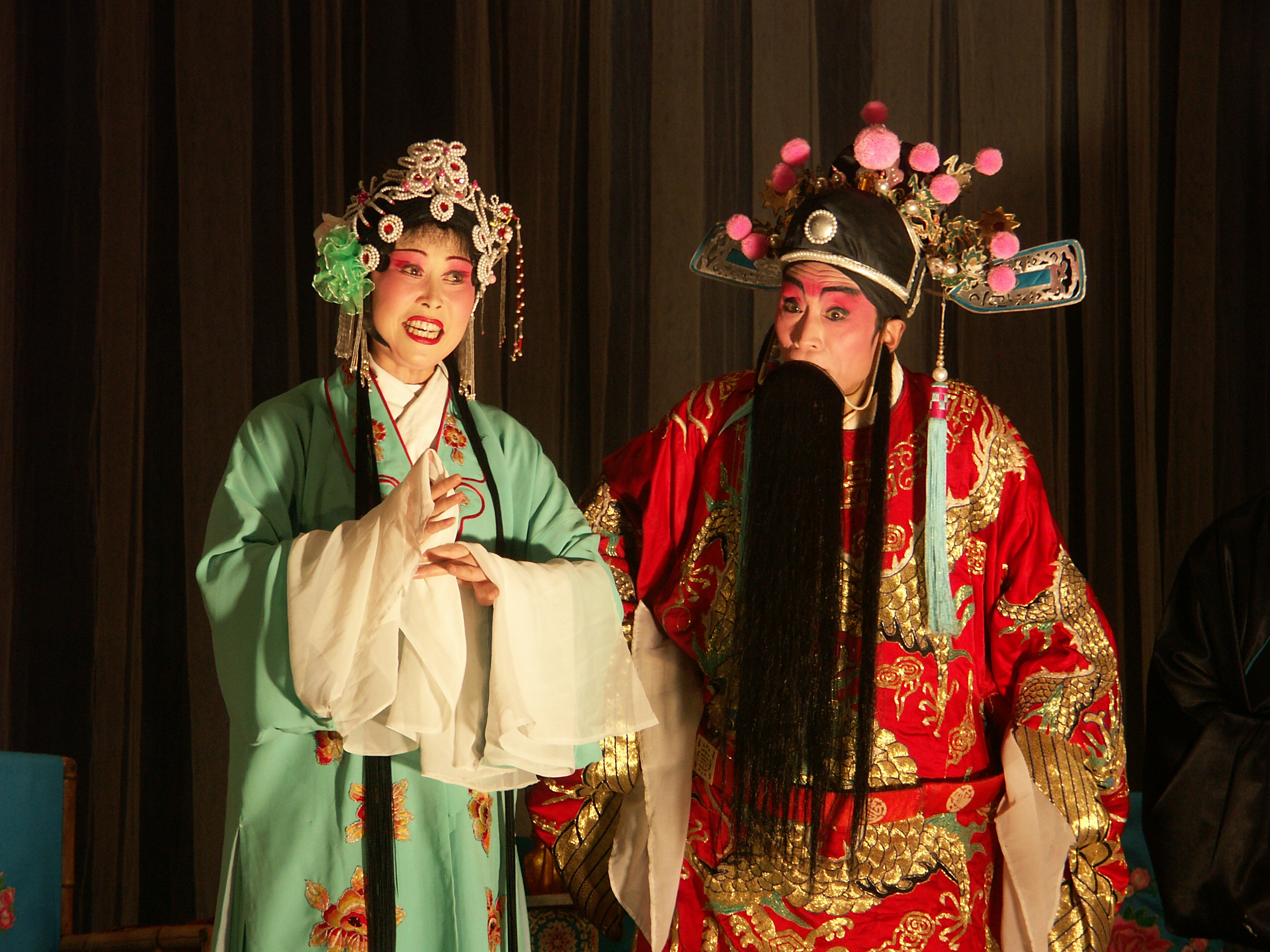
川剧老生蟒袍
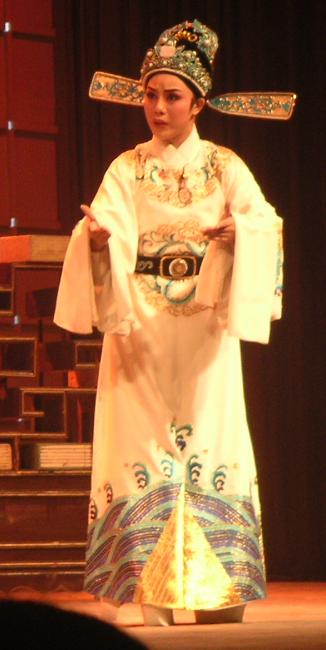
越剧小生褶子
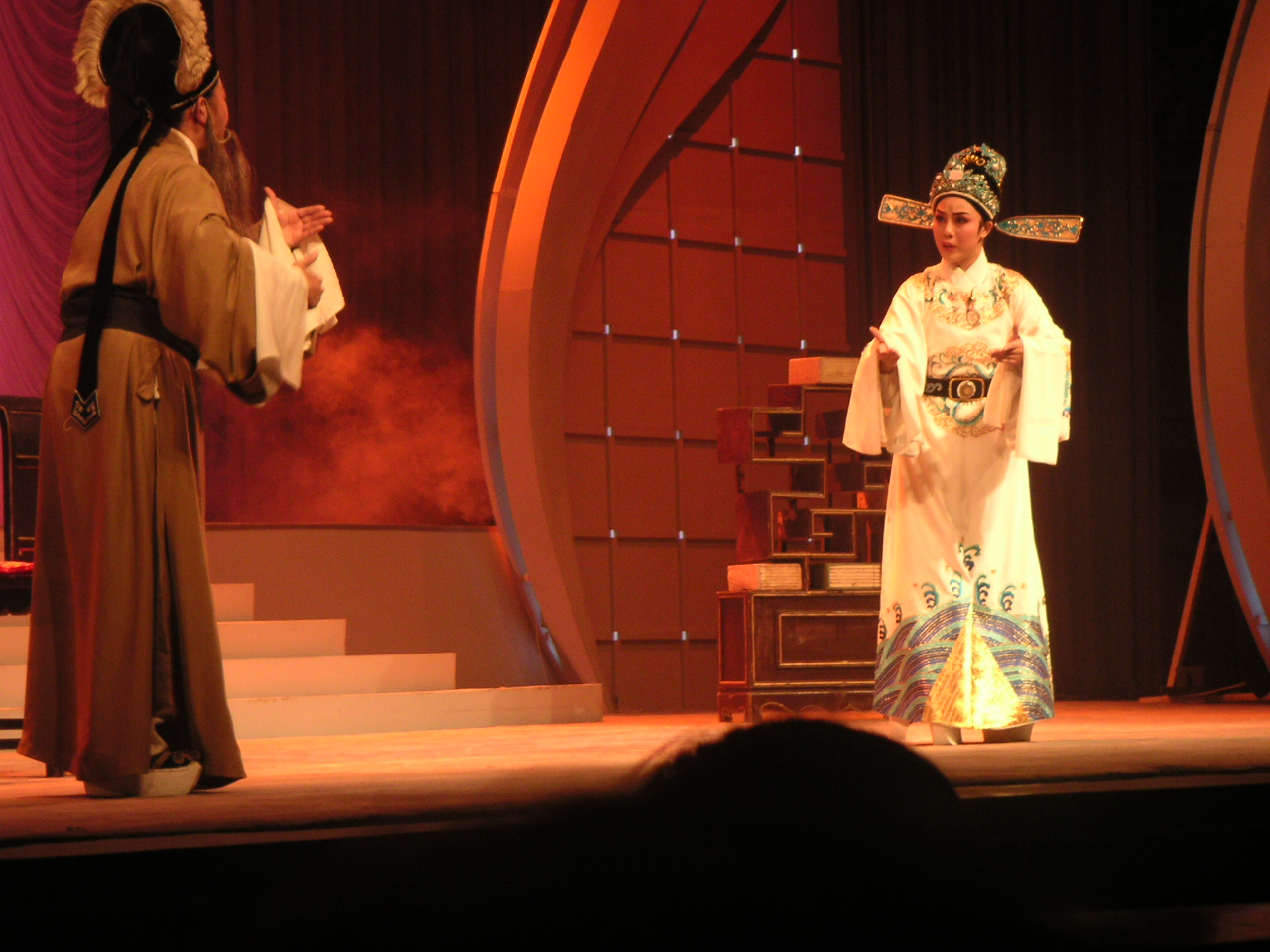
越剧
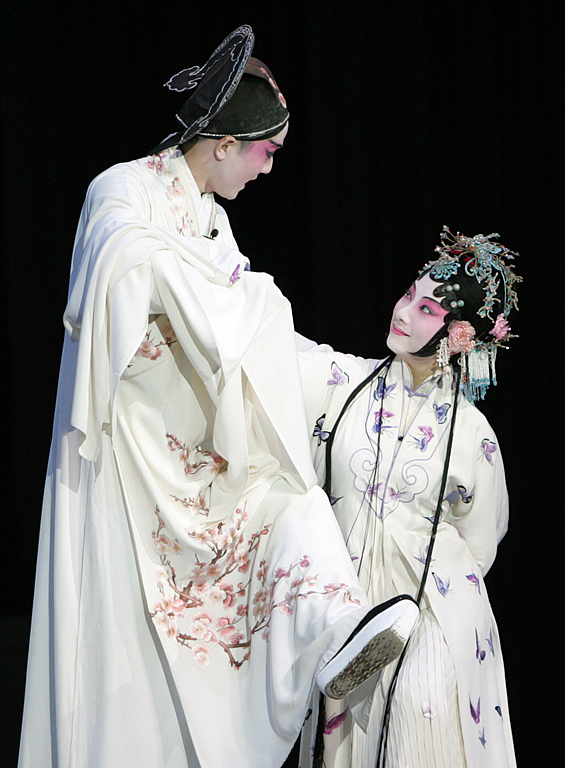
昆曲
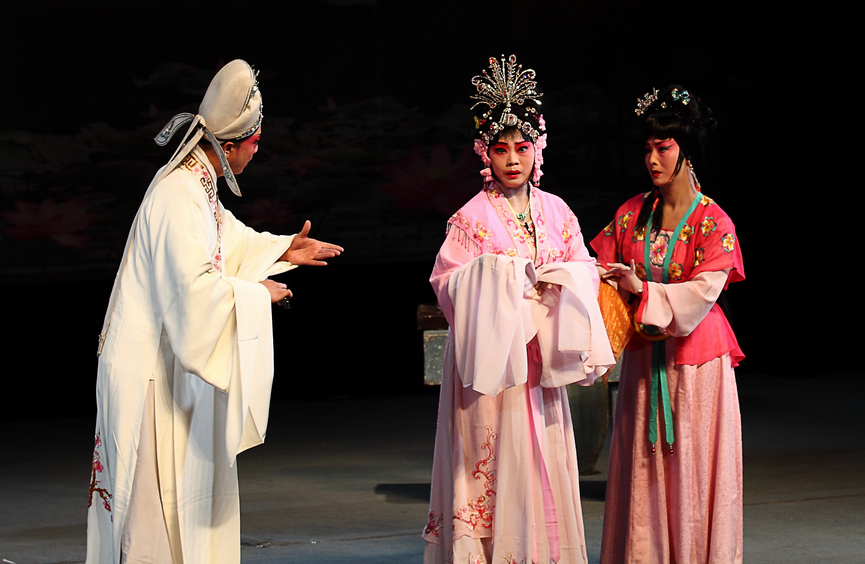
豫剧
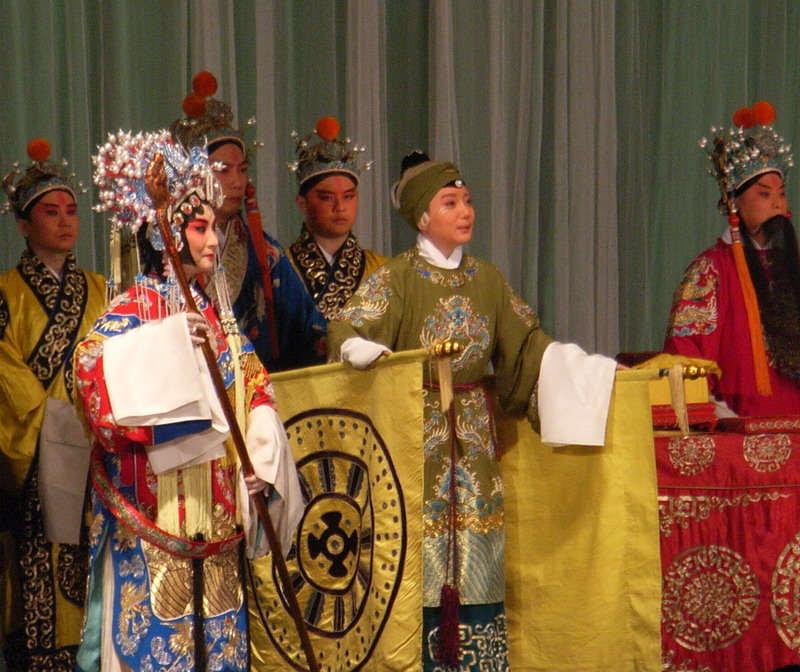
京剧
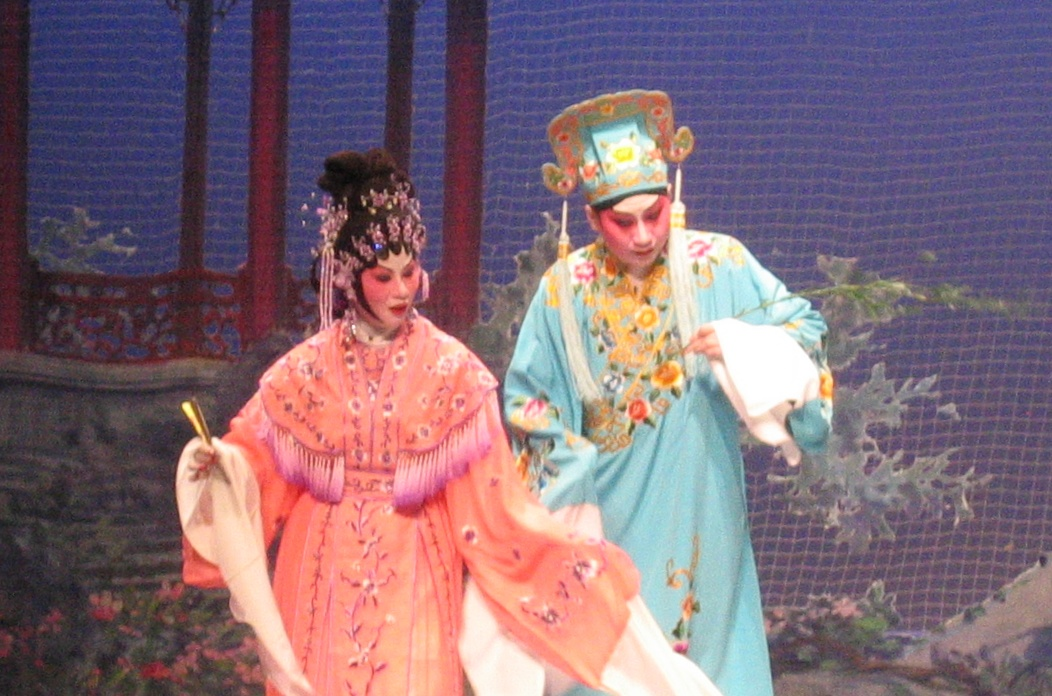
粵劇戲服
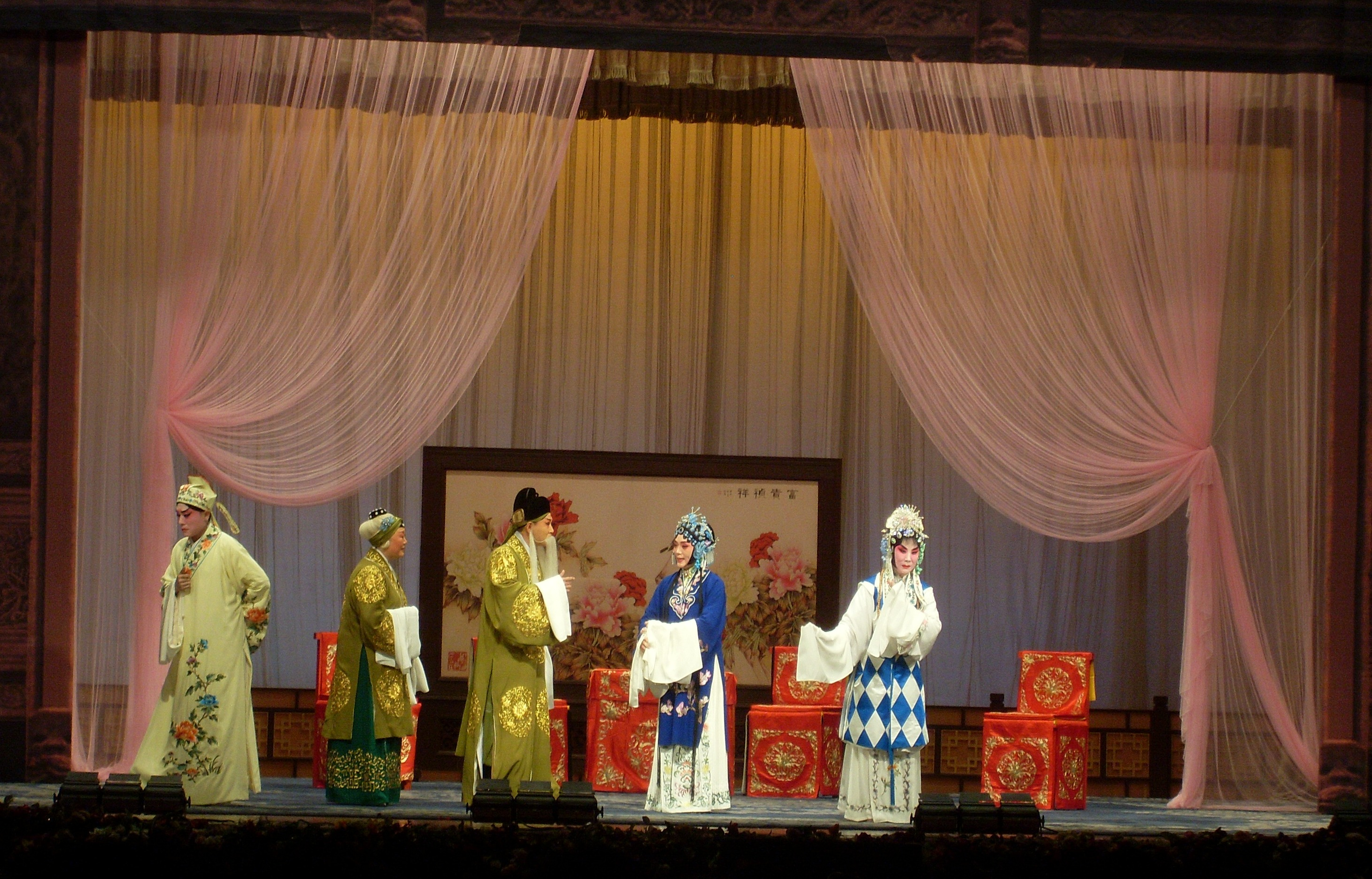
评剧
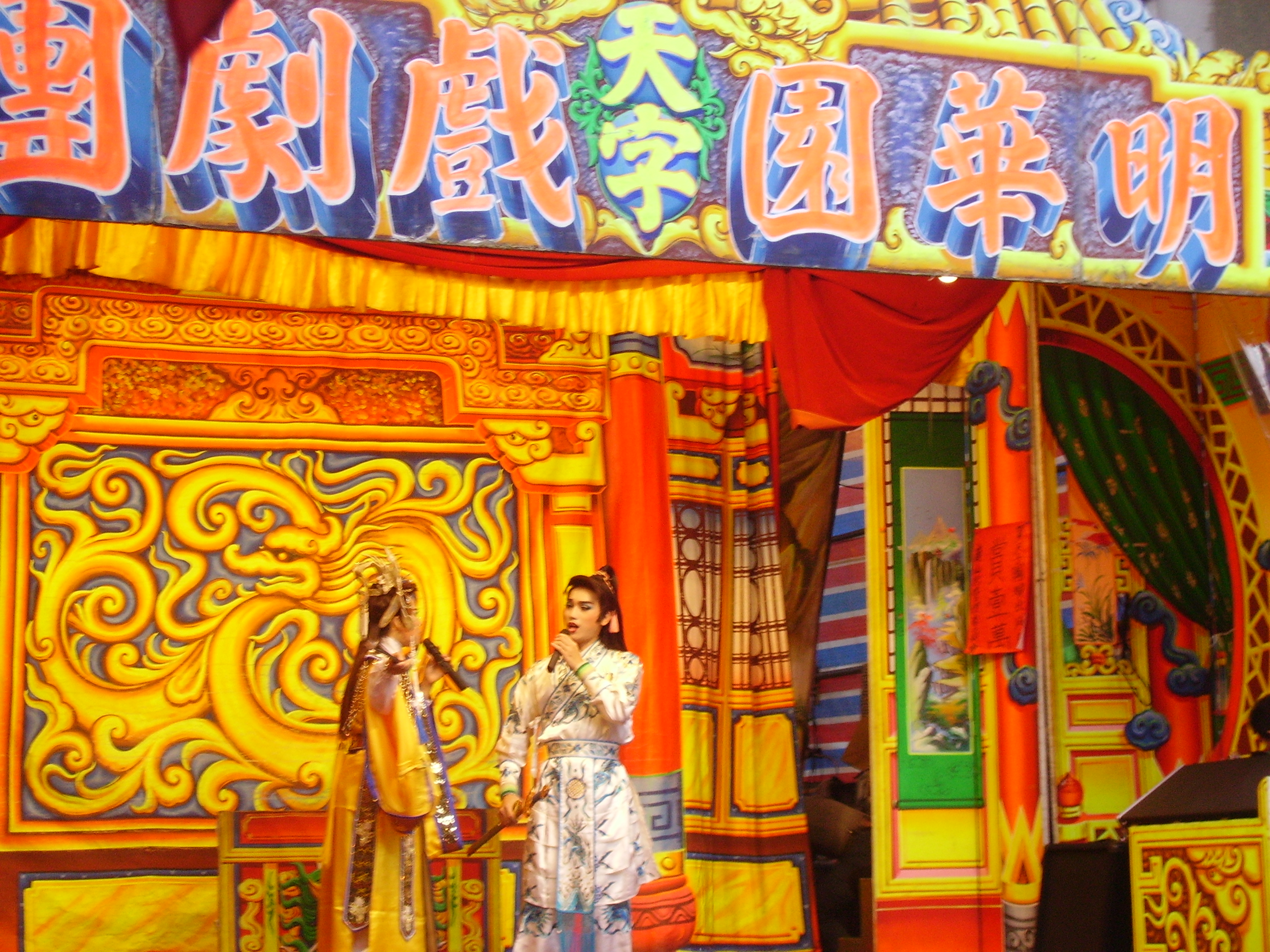
歌仔戏（福建薌剧）
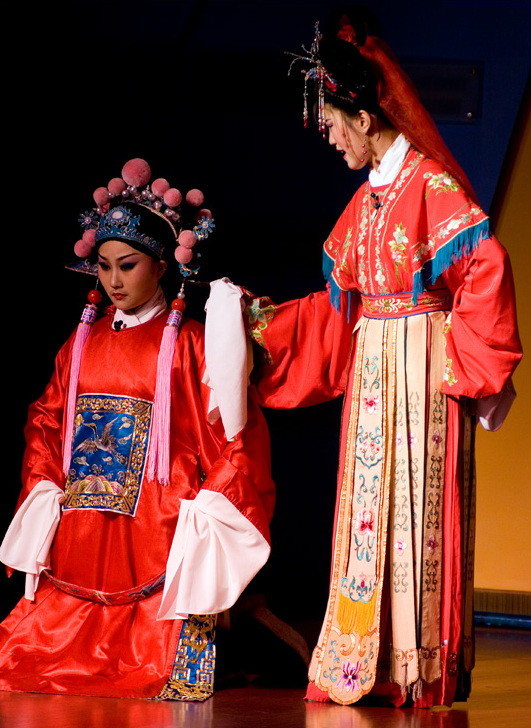
黄梅戏官生官衣和女裝

### 宗教服饰

#### 道教服飾
道教是中国的本土宗教，道士平日所穿的服飾通常無花紋，進行儀式時會穿著華麗的法服，並有專用的首服如混元巾、純陽巾、五老冠等，因應儀式所需配搭。法服花纹图案有道教特色，如袍上常常会绘制太极图、八卦图案等。一般認為，道袍一說，来自庄子所著的儒服。部份道教宗派的法服會變得舞台化，綴上水袖。

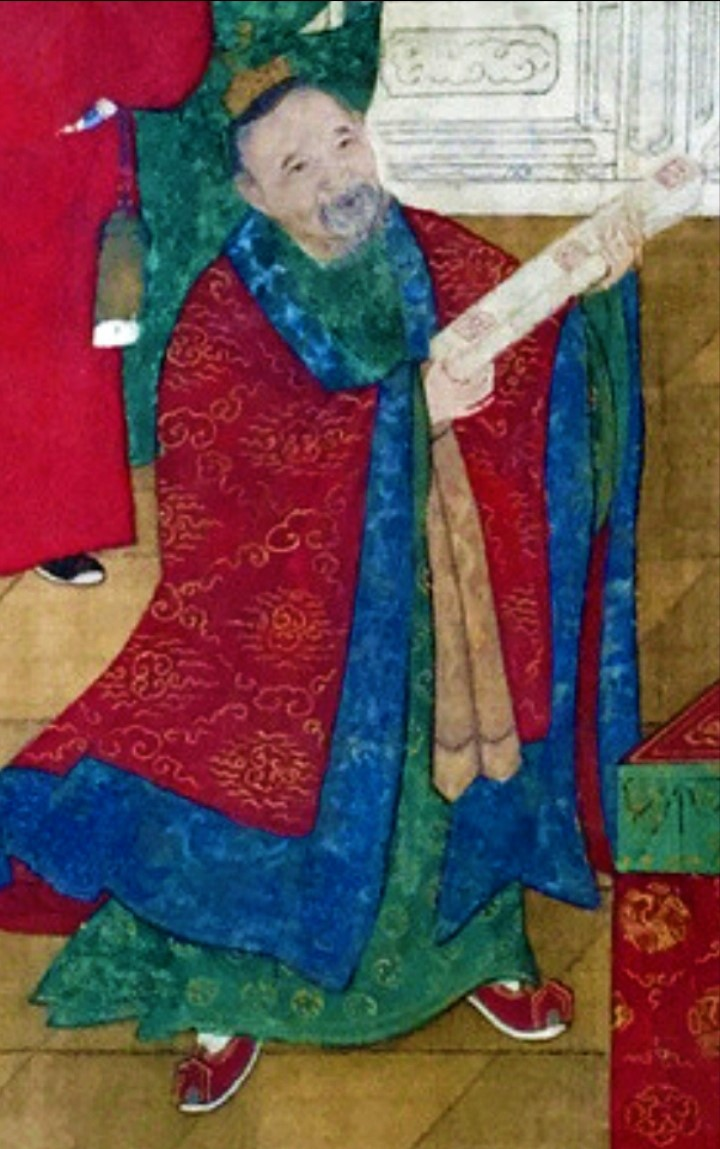
嘉靖年間道士服飾
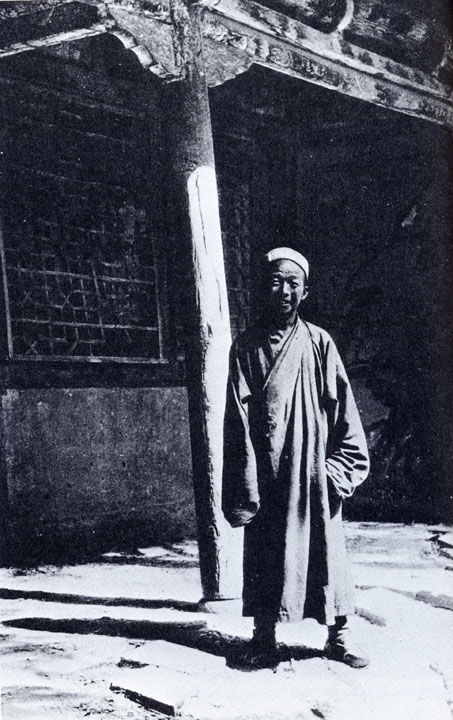
清末民初道士
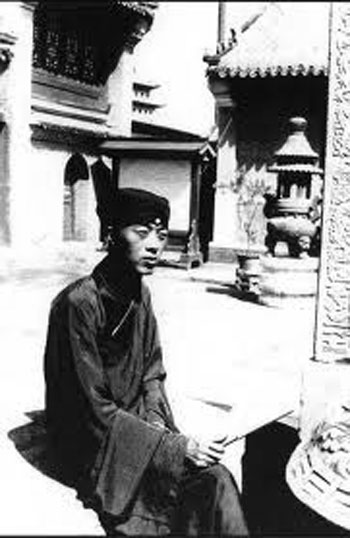
清末民初蟠桃宮道士
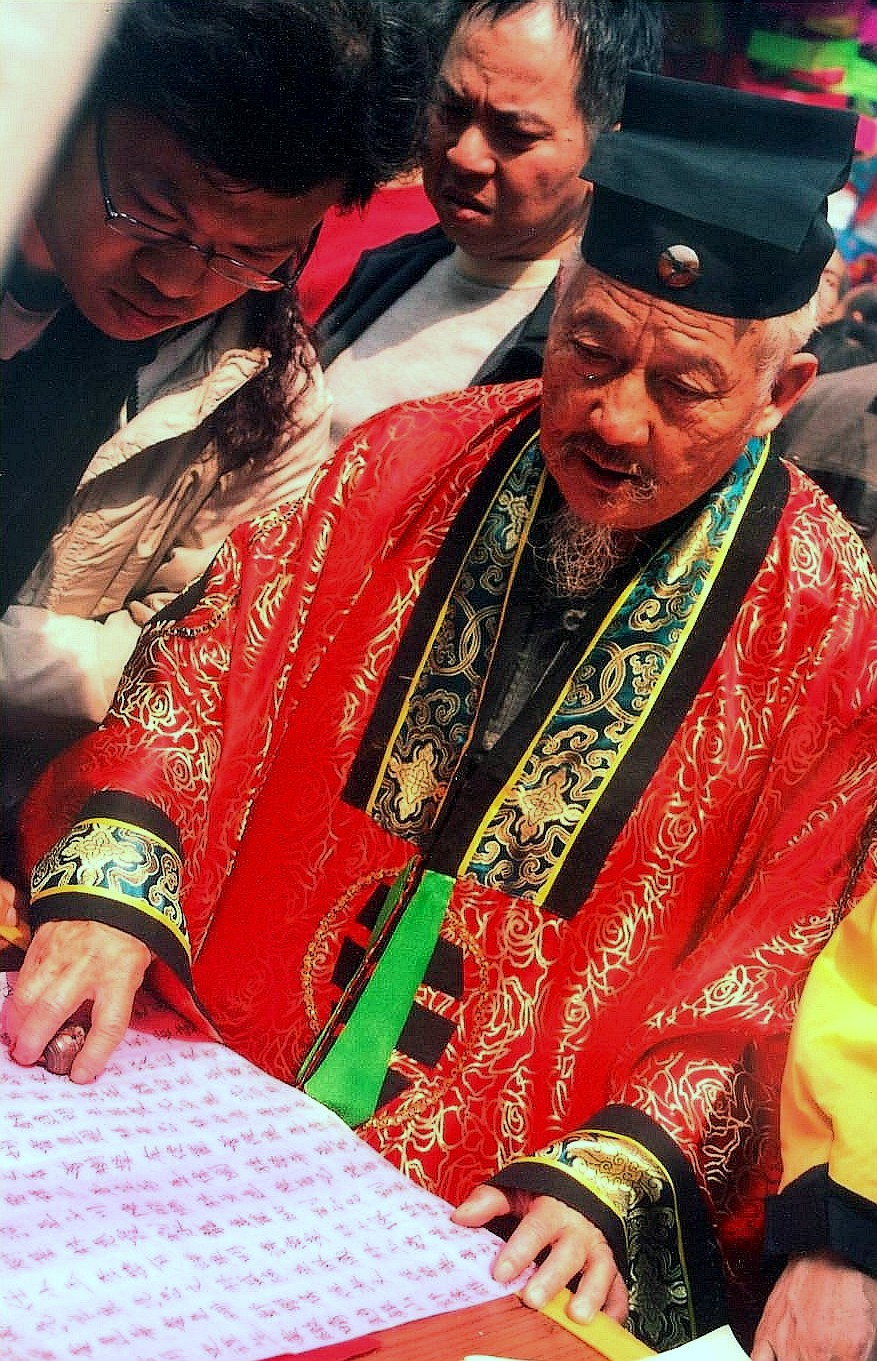
一位現代道士的服裝

#### 漢傳佛教服飾
佛教来自印度，传入中国后受中國文化影響，成為漢傳佛教，初期服装仍然保留印度风格，披著僧祇支（sanghati）。至後魏時，始加右袖，縫合兩邊，稱為偏衫。正规的法衣仍然是印度僧衣式样，日常穿着的常服是根据汉服稍加改动、对颜色样式等规定后确定下来的，明朝称之为直裰。

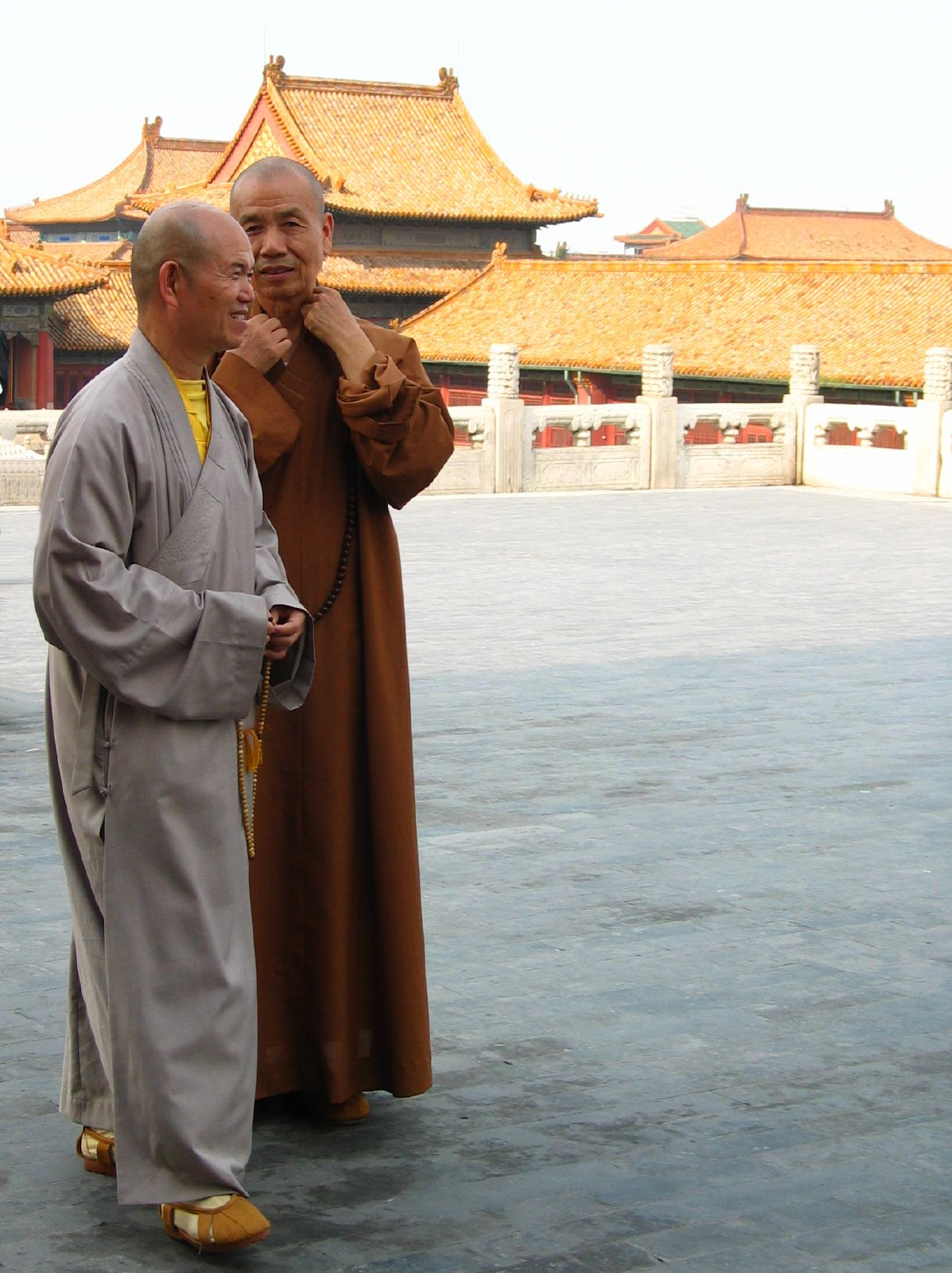
兩位穿交領右衽僧袍的僧人
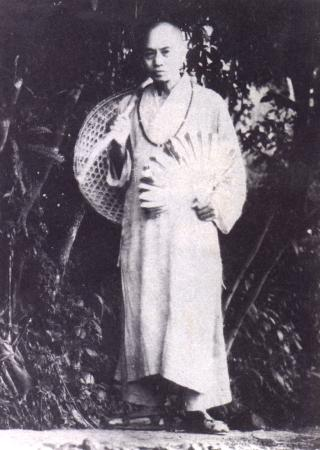
穿交領右衽僧袍的廣欽法師
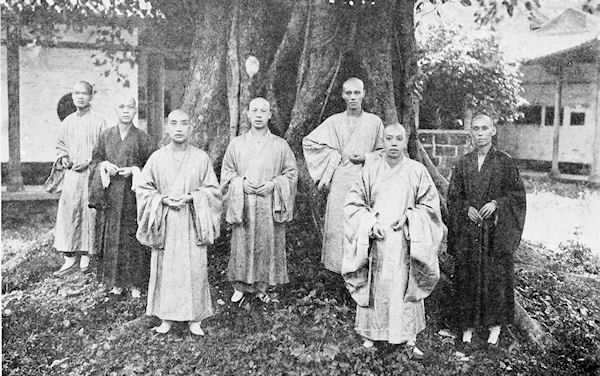
清末民初的僧侶
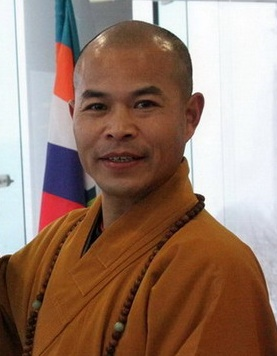
穿交領右衽僧衣的現代僧人

#### 神祇仙佛服飾
滿清實行剃髮易服後，傳統宗教的神、仙、佛等的塑像及畫像的服飾依然保持漢服典型特徵，雖然後世神像衣飾有戲服化的傾向，但依然保持「漢官威儀」，除了一些生於清朝被視為神祇崇拜的人物外，傳統神祇不論是漢傳佛教、道教還是民間信仰都穿著漢服，甚至一些本來非漢族的人物被漢人視為神明後，其神像亦穿上漢服，例如來自印度的佛教傳入中國後，本是印度人造型的佛祖、菩薩等佛教神祇在漢族地區的造像都改穿漢服，其中觀世音菩薩在中國被認為是女性後，形象是穿著襦裙的婦女。而台灣民間信仰中的來自西方的八寶公主（船難中漂流到台灣被原住民殺害的白人女性），其神像就穿上漢服而非她生前穿著的西式服裝。

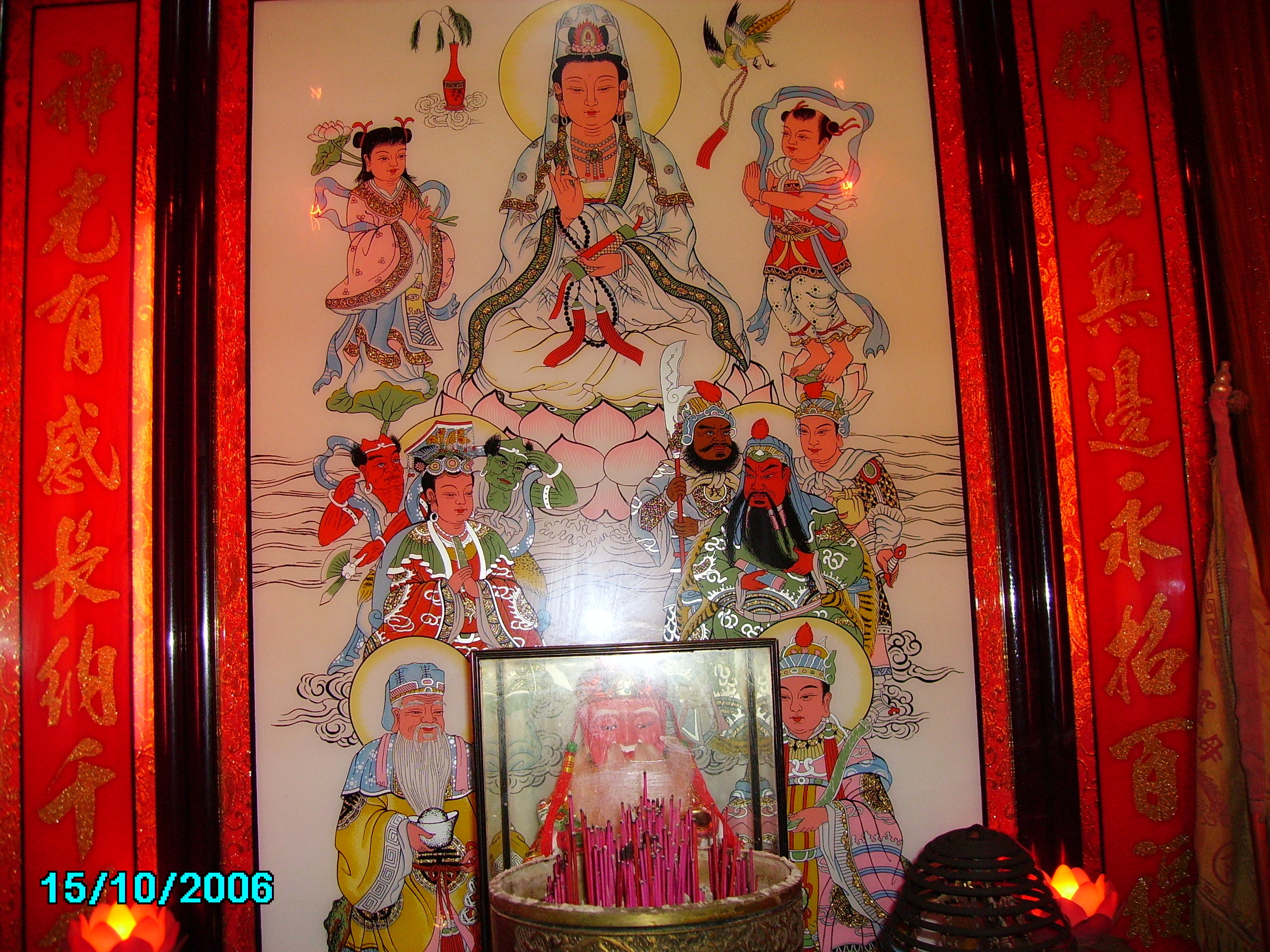
台灣觀音媽聯中觀音與各神明及陪祀及前面的土地公像皆穿漢服
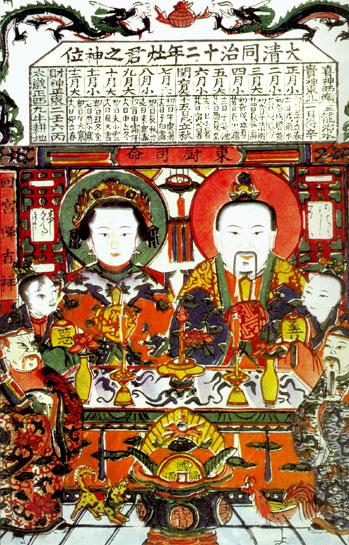
穿漢服的清代灶公和灶婆像
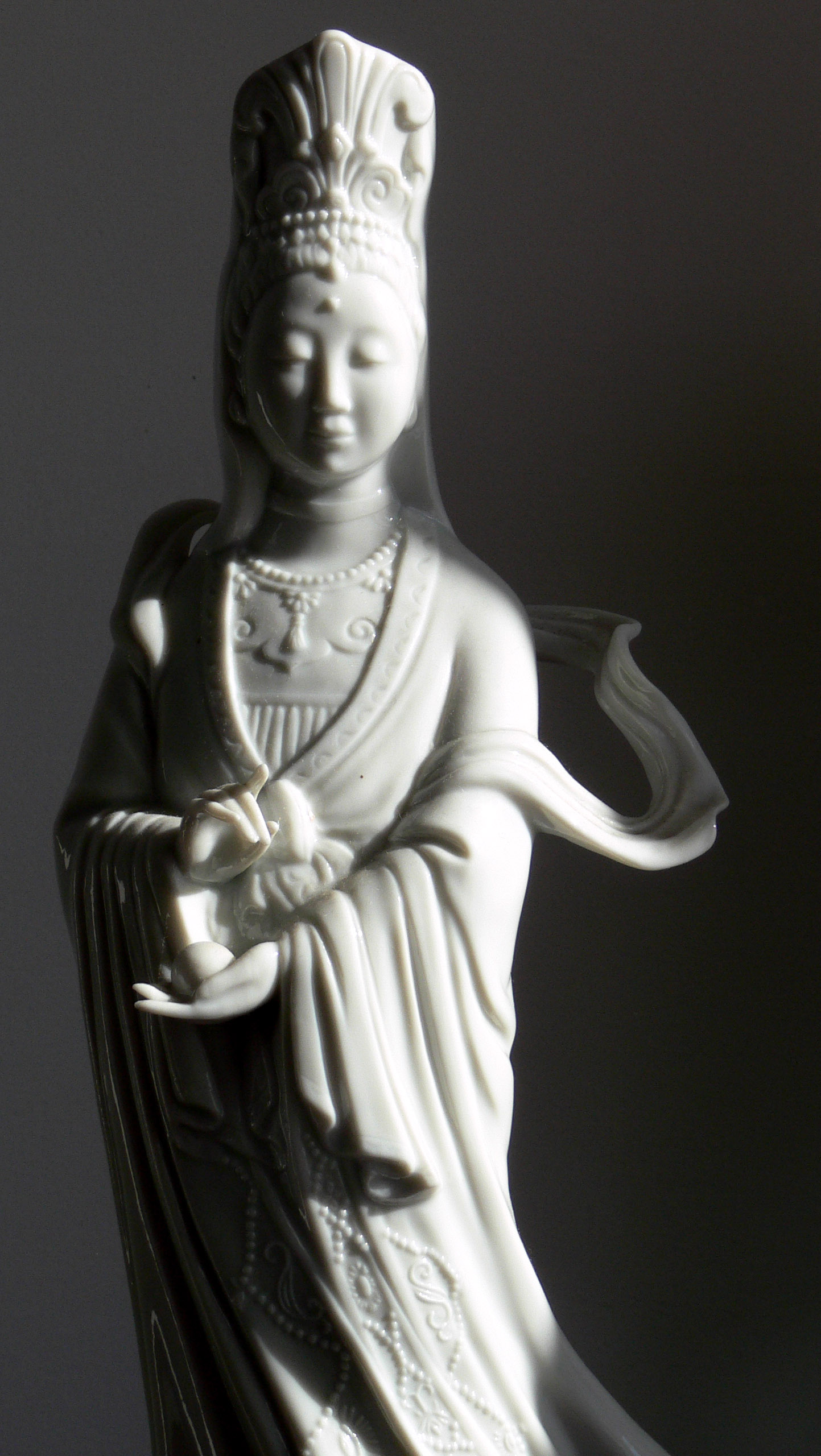
穿襦裙的觀音像
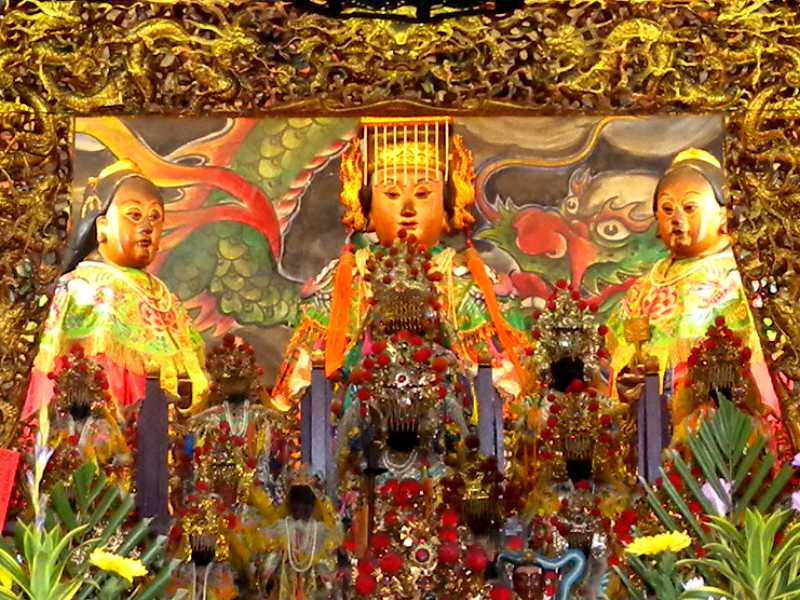
媽祖像的服飾是舞台化的漢服
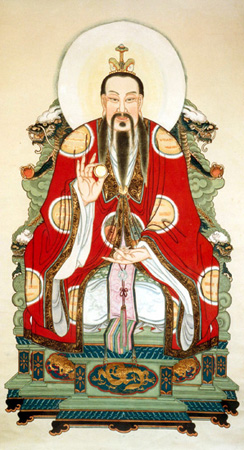
穿大袖衫的三清之首元始天尊
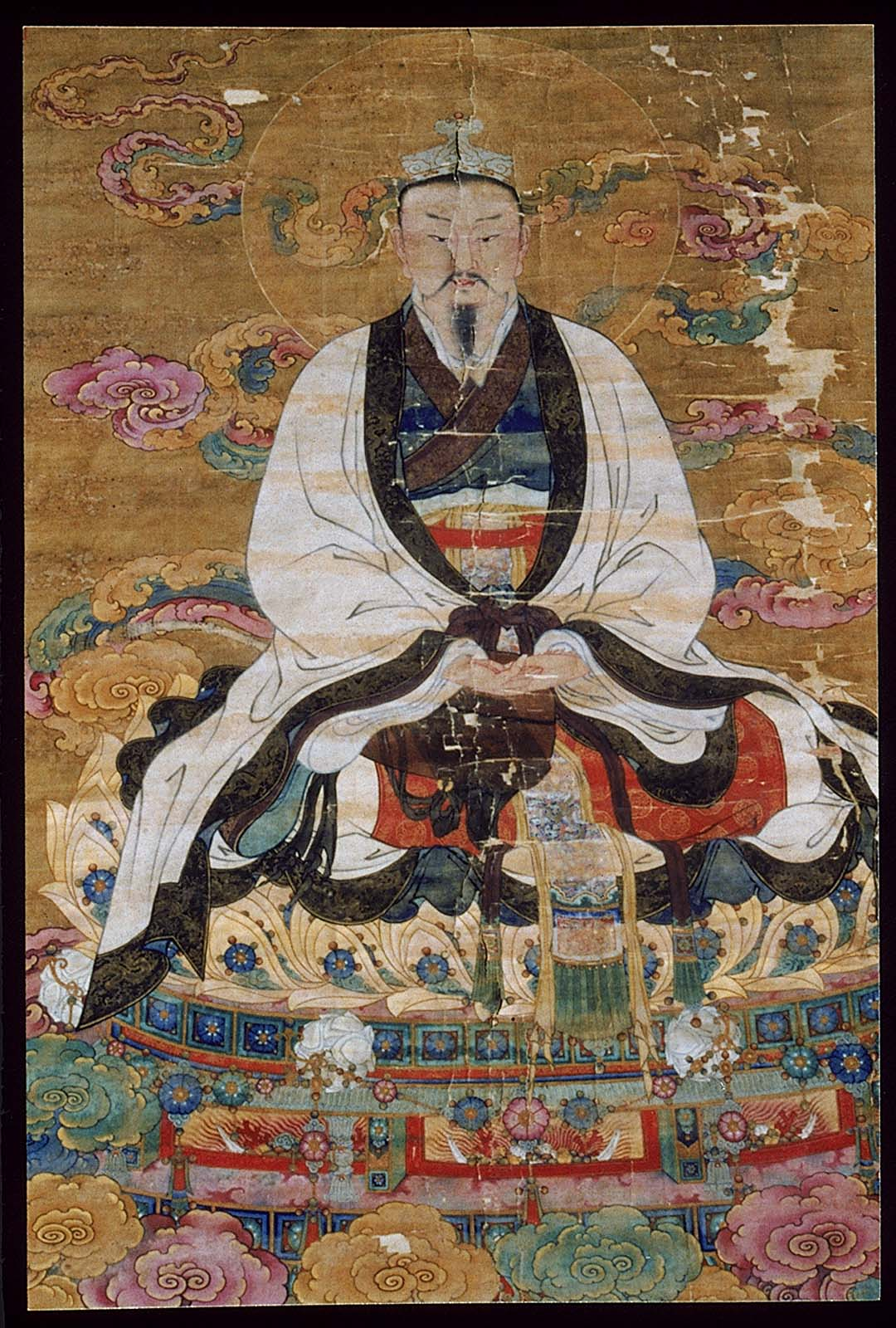
穿上衣下裳、鶴氅的玉帝
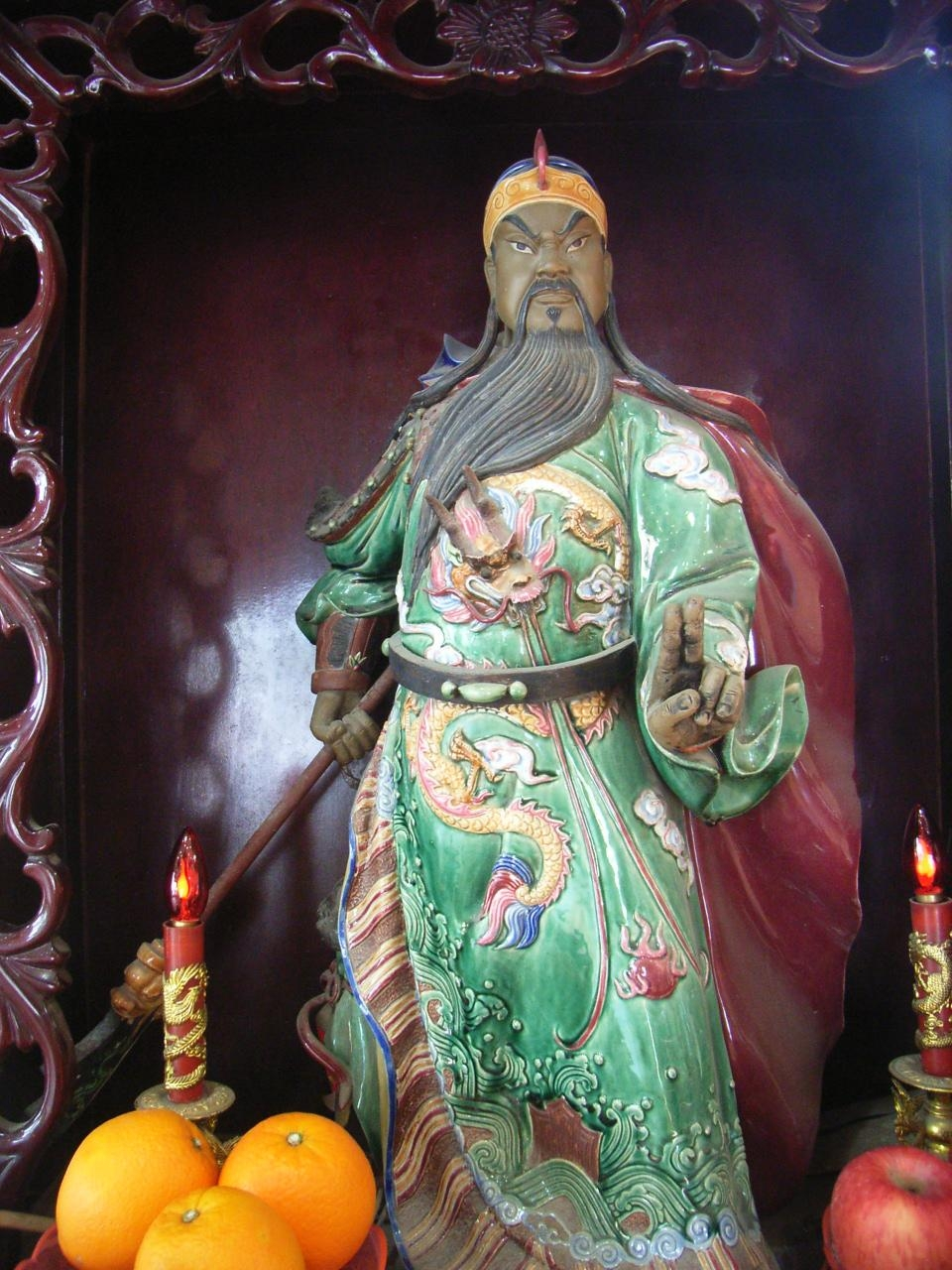
穿蟒服的關帝像

### 绘画中

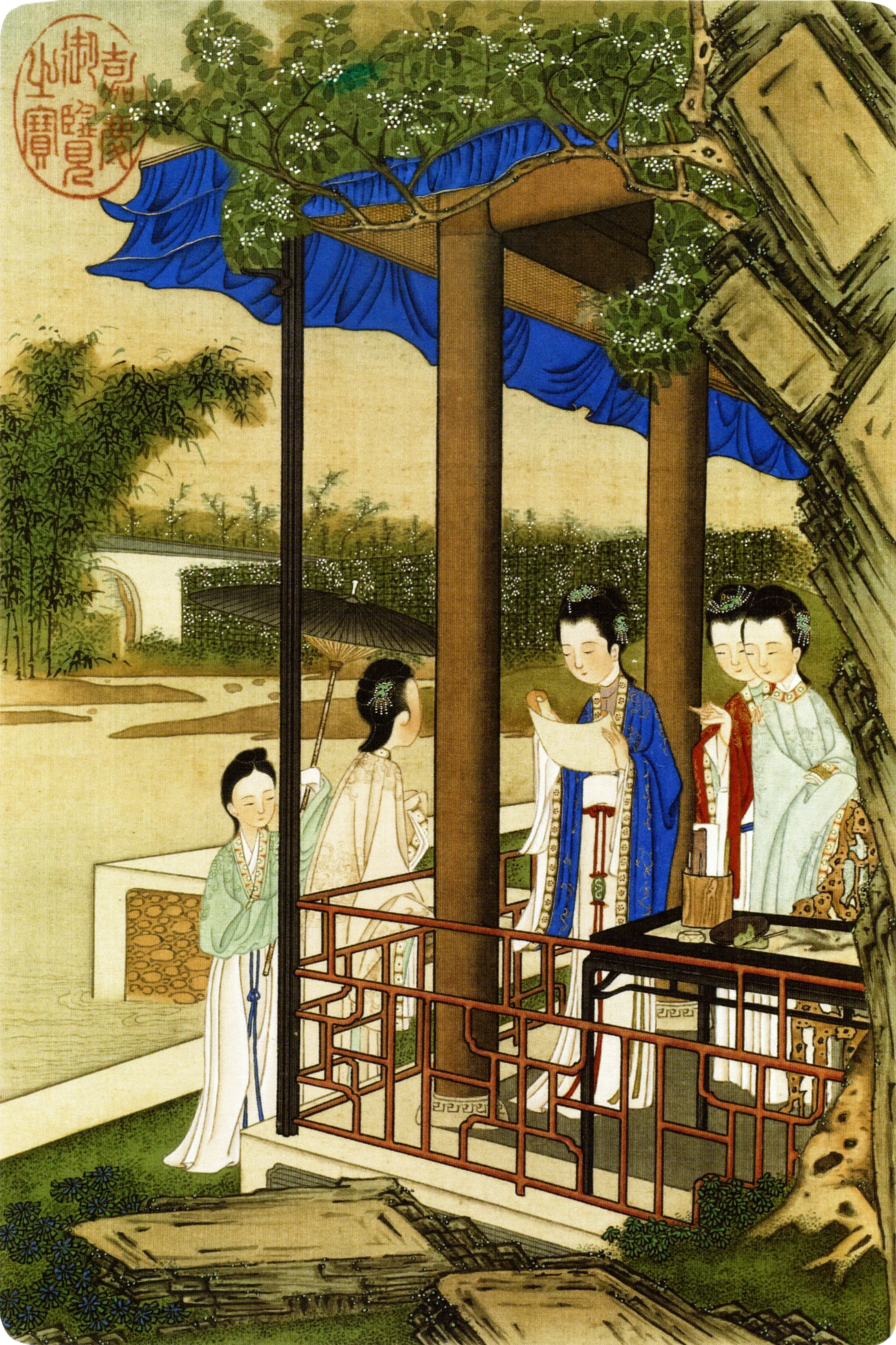
清代畫家焦秉貞的《畫仕女圖》，畫中仕女穿著漢服

中国画本以人物为主题。现存最早的战国帛画，便描绘了汉服的广袖、细腰，揭示出那个时代的审美。汉代的石刻，唐代宋代的人物画，均以当时的服制为主。唐代的《捣练图》、《宫乐图》、《簪花仕女图》等可以说是中国仕女画之颠峰，也是今天人们研究汉服历史的重要参考。明代的寫實畫作如風俗畫、容像亦然。畫家方人定指清代“禁止服汉服，而夷狄的衣冠，画家不肖以之入画”，但從有關文物看來，清代至今的中國人物畫既有身穿清代服裝，也有身穿明代服飾。

## 对其他民族服饰的影响

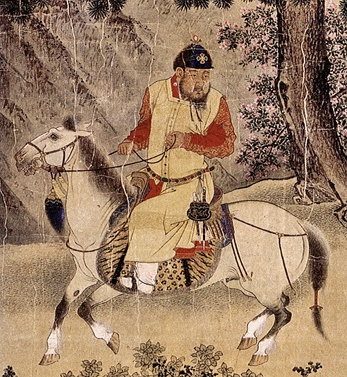
明宣宗穿著罩甲。罩甲傳入女真後演變成馬卦。

汉人服飾文化影响了周边地區民族及其他儒家文化圈国家，华夏宾礼也规定四夷之君必须穿本国服饰朝见中国天子，谓“蕃主服其国服”。汉唐藩属体制中，周边民族首领存在着定期朝见皇帝的所谓“朝集”制度。无论是外国君主及其使者或者臣子朝谒中国天子，接受官职，贡献方物，还是中国天子宴请外国君主，外国君主都要穿国服奉礼。国服制度促使了周边民族形成自己的民族服饰。比如，契丹太宗入晋，接触到中原衣冠制度，北归后，参照中原服制制定了「国服」与「汉服」制度。
明朝初期禁止民人穿著對襟衣和罩甲：“禁官民步卒人等服對襟衣，唯騎士許服……其不應服而服者罪之”，但後來由於禁令漸漸廢弛而逐漸走入民間。
現代學者丁超認為馬褂很可能來自明代對襟衣，馬甲很可能來自於明代罩甲。不過，梁啟超和章太炎都認為馬褂、馬甲和明代服飾無關。
唐代敦煌被吐蕃占领，當地汉人被迫从「夷俗」，只有祭祖时才穿上汉人服飾，“遗衣整巾潜泪垂，誓心密定归分记”，设法回归唐朝。吐蕃汉人沿袭汉服保持民族气节和习俗，保持和唐朝的联系。公元1129年，金朝政權下令禁民漢服，又令髡髮，不如式者殺之。後來海陵王首先宽松了政策：诏河南民，衣冠许从其便，最後結果反而是女真人的服飾漢化。
明朝征剿都掌人後，都掌人被強迫「更名易服」，以及更改有都掌特色的地名，消除都掌文化。
在安南屬明時期，越南人在明朝的統治下下被迫「束髮易服」。明朝官員以教化「野蠻人」為由，下令禁止越南人剪髮及下令越南人改穿漢人服飾。
日本的和服、朝鮮半島的韓服、越南的四身袄、琉球的琉裝等皆受到中國中原王朝服飾體制及漢人服飾的影響。近代欧洲也在18世纪初的一段时期流行过“中国风”（法語：Chinoiserie）的服饰风尚。

## 引用
1. 1 2  Twitchett, Denis; Fairbank, John K. (2008) Cambridge History of China Volume 9 Part 1 The Ch'ing Empire to 1800, p87-88
2. 1 2  周汛，高春明 (编). . 上海辞书出版社. 1996-02: 12. ISBN 9787532602520.
3. 1 2  华梅. . 人民日报海外版. 2007-06-14.
4. ↑  高至喜. . . 1 August 2012: 233  [2020-03-17]. ISBN 978-7-80761-719-8. （原始内容存档于2020-05-27）.
5. ↑   . 维基文库. 中华书局. 2000: p. 4639頁 （中文）. 结赞以羌、浑众屯潘口，傍青石岭，三分其兵趋陇、汧阳间，连营数十里，中军距凤翔一舍，诡汉服，号邢君牙兵，入吴山、宝鸡，焚聚落，略畜牧、丁壮，杀老孺，断手剔目，乃去。
6. ↑   . 维基文库. 中华书局. 2000: p. 4639頁 （中文）. 蛮攻黎州，诡服汉衣，济江袭犍为，破之。裴回陵、荣间，焚庐舍、掠粮畜。
7. 1 2  《唐书》，第216卷下
8. 1 2  翟理斯，《东方和非洲研究学院通报》，第7卷第559页
9. ↑  宋，曾公亮，《武经总要》，前集卷22，〈中京四面诸州〉：“初契丹入寇河北，德清军失守，俘虏人民于此，置城居之。城方二里，至低小，城内有瓦舍仓廪，人多汉服。”，《中国兵书集成》，第3-5册，解放军出版社、辽沈书社，1988年，第1105页
10. ↑  宋，江少虞，《宋朝事实类苑》，卷77：“幽州……居民棋布，巷端直，列肆者百室，俗皆汉服，中有胡服者，盖杂契丹渤海妇女耳。”上海古籍出版社1981年，第1011页
11. ↑  《續資治通鑑長編》，卷97
12. ↑  元，脱脱，《辽史·仪卫志二·汉服》
13. ↑  宋，余靖，《契丹官仪》：“胡人之官，领番中职事者皆胡服，谓之契丹官。枢密、宰臣则曰北枢密、北宰相。领燕中职事者，虽胡（蕃）人亦汉服，谓之汉官。执政者则曰南宰相、南枢密。”《武溪集》，卷18，《丛书集成续编》，第101册，上海书店，第174页
14. ↑  《明世宗实录》，卷546，民国中央研究院历史语言研究所校印，第8823页
15. ↑  明，刘城，《峄桐文集》，卷10，〈吴次尾先生传〉：“次尾叱曰：‘我不死卒手，尔官自持刃，且巾帻汉服也，吾不去此，不得无礼我。’”《四库禁毁书丛刊》，集部第121册，北京出版社影印，光绪十九年养云山庄刻本，第500页
16. ↑  倪在田. . 台湾大通书局. 1957: 214页 （中文）. 「（金）声桓预作数十棺，全家汉服坐其中，自焚死。」
17. ↑  徐珂.  . 维基文库. 1916 （中文）. 高宗在宮，嘗屢衣漢服，欲竟易之。一日，冕旒袍服，召所親近曰：「朕似漢人否？」一老臣獨對曰：「皇上於漢誠似矣，而於滿則非也。」乃止。
18. ↑  清，乾隆帝，《金世宗论》，《御制文二集》，卷3，《景印文渊阁四库全书》，第1301册，台湾商务印书馆，第305页
19. ↑  《清稗類鈔》：「我輩若寬衣大袖，則左佩弓，右挾矢，忽遇碩翁科羅巴圖魯勞薩，挺身突入，能御之乎？我國士卒初有幾何，因嫻於騎射，所以野戰則克，攻城則取，天下盛稱我兵，曰立則不動搖，進則不回顧也」
20. ↑  《清史稿》：“昔金熙宗循汉俗，服汉衣冠，尽忘本国言语，太祖、太宗之业遂衰。”“有效他国衣冠、束发裹足者，治重罪。”
21. ↑  吴晗辑，《朝鲜李朝实录中的中国史料》，第9册卷55，《仁祖实录》，仁祖九年闰十一月壬戊：「凡虜之來投者，使其養子毛有見主之，卽換着漢服，人不得識別矣」，中华书局，1980年，第3487页
22. ↑  朝鲜，《仁祖實錄》：「朱之蕃之弟亦被執，終始不屈，張、朱兩人，不爲剃頭。城外有長興寺，張、朱着漢服，居於寺中云。」上曰：此可嘉矣。」
23. ↑  傅崇矩，《成都通覽》，巴蜀书社，1987版
24. ↑  古永继、李和，《清代外来移民对黔东南苗疆习俗变化的影响研究》，西南边疆民族研究，2014年第2期
25. ↑  李兴祥; 周承. . 黔南民族师范学院学报. 2014-12, 34 (6).
26. ↑  清·光緒，《大通縣乘帙稿》：「土人無土司，有土民。俗尚亦朴實，說土話，俱通漢語。男服大領長袖，亦有漢服者。」
27. ↑  匡國鑫、汪洪亮、任羽中，《民國時期邊疆教育文選》，第80-81頁： 民國時期史學家張廷休：「今日苗夷的男子大都是穿漢服能說漢話。」
28. ↑  《馬關縣志·風俗志》：「男子衣褲用棉布係以腰帶，有鈕扣與漢服略同者，稱之為漢苗」
29. ↑  劉成剛，《桑熱嘉措傳》，青海人民出版社，西宁，1994年：藏族學者桑熱嘉措：「……但我從民國28年進入馬步芳省政府工作以來，逐漸學著穿漢服……」
30. ↑  《馬關縣志•風俗志》
31. ↑  杨筑慧，《中国侗族》，宁夏人民出版社，2012年
32. ↑  《廣州市黃埔區志》：「清末民初時期，大多數人都是以穿漢服（唐裝）為主。」，1999年10月
33. ↑  . 人民日報. 1954年9月5日.
34. ↑  高愛民，《"西歐首都"－布魯塞爾》，人民日報，1993年5月8日第7版：「中國北京市代表團送上了專門為他設計的一套漢族對襟衣衫。傳達中華人民共和國國慶時，小于蓮便身著漢服（對襟衣）迎接四面八方客人」
35. ↑  王芙蓉. . 《服饰导刊》. 2012-12, (2): 78-81. CNKI FSDK201202020.
36. 1 2  周星.  (PDF). ICCS Journal of Modern Chinese Studies. 2012, 4: 61–67  [2023-03-26]. ISSN 1882-6571. （原始内容存档 (PDF)于2023-03-26）.
37. ↑  Andrea Balbo; Jaewon Ahn. . Walter de Gruyter GmbH & Co KG. 2019-12. ISBN 9783110616606.
38. ↑  Thomas Mullaney; Eric Armand Vanden Bussche; Stéphane Gros; James Patrick Leibold. . Univ of California Press. 2012: 40-41. ISBN 9780520289758.
39. ↑  Leibold, James. . The China Quarterly. September 2010, 203: 539–559.
40. ↑  周星. . 《开放时代》. 2008, (3). ISSN 1004-2938. doi:10.3969/j.issn.1004-2938.2008.03.009. CNKI KFSD200803016. NCPSSD 27204301.
41. ↑  张跣. . 中国青年政治学院学报. 2009, (04). ISSN 1002-8919. doi:10.16034/j.cnki.10-1318/c.2009.04.004. CNKI ZQNZ200904016. NCPSSD 31239089.
42. 1 2 3  Sandra Lee Evenson. . Annette Lynch; Mitchell D. Strauss  (编). . Rowman & Littlefield Publishers: 135–136. 30 October 2014. ISBN 978-0-7591-2150-8 （英语）. Chinese hanfu robes are full-length wrapped garments with bell-shaped sleeves extending over the hand. The front left opening is extended to a triangle shape....When wrapped, the contrat banding creates a dramatic play of line and color. Both men and women wear the haunfu; however, the overlap on the men's style is less extensive. In the Disney film Mulan, the title chracter wears a hanfu to visit the matchmaker. History The term "hanfu" means "dress of the Han people." It is based on the two-piece, fitted shenyi of the Warring States period (475-221 BCE). ....By the Han dynasty (206 BCE-220 CE), the one-piece version emerged as a long voluminous linen or silk robe in vivid, contrasting primary colors. Manchu people from the northeast founded the Qing dyansty (1616-1911 CE). ...To expunge the Han identity, Qing rulers prohibited Han national dress and require them to wear garments in the Manchu tradition. Han resistance was so severe that the policies were modified. Men, government officials, Confucian scholars, and prostitutes wore the Manchu style; women, errand boys, children, monks, and Taoists were free to wear Han styles. Han dress was also permitted for special occasions suc as weddings and funerals. During the Republic of China period (1911-1949 CE), Euro-America lifestyles and products influenced Chinese dress, representing a shift from dynastic to popular rule.... After the revolution in 1949 and the founding of the People's Republic of China, both traditional dress and world dress were rejected in favor of Mao suits and boxy cotton jackets and pants for bot men and women. Communist leadership discouraged reference to historical clals hierarchies and modern capitalistic values. As a result, traditional Han dress was relegated to ceremonial use. With the liberalization of the Chinese economy, interest in national dress prompted a search for popular, authentic, and intrinsically Chinese styles. ... Because of its proportions, the hanfu is impractical for everyday dress, but is worn in China for Mid-Autumn Festival and for a new created coming-of-age ritual. Some favor the hanfu as a prototype for China's acaemia regalia. On the other hand, the hanfu resembles the Japanese kimono and Korean hanbok, both based on Chinese robes. Some scholars note that this cultural authentication of styles blurs the geopolitical boundaries of what is authentically Han. Infusion of Chinese-American aesthetics and meanings may further complicate identifying an intrinsically Chinese national dress. Hanfu in the United States Han dress arrived in the United States with Chinese immigrants in the nineteenth century. Male laborers tended toward Manchu jackets and pants for work on the pineapple and sugarcane plantations of Hawi'i, in the gold fields of the American West (1848-1855 CE), and on the transcontinental railroad (1863-1869 CE). Over time, their families joined them, bringing traditions such as ceremonial dress. In the United States, the hanfu is sorn as ethnic dress for special occasions through out the life cycle. Women's hanfu are billowing and fluid, with extended sleeves, trailing ribbons, and swaying dangles. Accessories range from the very traditional to the fashion forward, similar to the trending of other wedding dresses in America. Men's styles are more restrained, but equally elegant. Influence and Impact Euro-Americans often identify the hanfu as traditional Chinese dress, inspiring Seventh Avenue, Hollywood, and individuals alike. In addition, when times change, dress is often the stage where the negotiation of cultural values play out. The hanfu has been that stage, both historically and in the twenty-first century. The hanfu is also used as costuming in cosplay, where tradition and fantasy combine.
43. ↑  《论语·宪问》：“微管仲，吾其被发左衽矣。”
44. ↑  胡晓东. . 服饰导刊. 2013, 2 (1): 34–36. ISSN 2095-4131. doi:10.3969/j.issn.1009-170X.2013.01.006. CNKI FSDK201301008. CQVIP 1002089654.
45. ↑  周星. . 民俗研究. 2014,. 2014年第3期: 130–144.
46. ↑  《明太祖實錄》卷三，《詔复衣冠如唐製文》
47. ↑  朱绍良、罗汉松《元王振鹏〈江山胜览图〉考》. 雅昌艺术网. 2012-11-22
48. 1 2  付丽娜; 谷联磊. . 轻纺工业与技术. 2012, 41 (2): 54–56. ISSN 2095-0101. doi:10.3969/j.issn.2095-0101.2012.02.022. CNKI GXFZ201202022. CQVIP 41535466.
49. ↑  刘熙，东汉，《释名·释衣服》
50. ↑  《册府元龟》“唐高祖武德二年制，每一丁，租二石、绢二疋、绵三两，自兹以外，不得横有调敛。”
51. ↑  《汉书》：“布、帛广二尺二寸为幅，长四丈为匹。”
52. ↑  林良浩. . 百花洲文艺出版社；Esphere Media (美国艾思传媒). 1 June 2010: 103–  [2014-02-10]. ISBN 978-7-80742-860-2. （原始内容存档于2014-06-27）.
53. ↑  阮衛萍. . 紫禁城. 1992, (5): 26–30. ISSN 1003-0328. CNKI ZIJC199205009. CQVIP 1005141181.
54. ↑  《太平御览》
55. ↑  故宮博物院《紫禁城》（1992年第05期），紫禁城雜誌編輯部，第28-32頁
56. ↑  《文獻通考》，卷111，「三代時衣服之制，其可考見者雖不一，然除冕服之外，惟元端、深衣二者其用最廣。元端則自天子至士皆可服之，深衣則自天子至庶人皆可服之，蓋元端者，國家之命服也，深衣者聖賢之法服也。然元端雖曰命服，而本無等級，非若冕弁之服，上下截然者之比。故天子服之而不卑，士服之而不為僭。至於深衣，則裁製縫衽，動合禮法，故賤者可服，貴者亦可服；朝廷可服，燕私亦可服。天子服之以養老，諸侯服之以祭膳，卿、大夫、士服之以夕視私朝，庶人服之以賓祭，蓋亦未嘗有等級也。古人衣服之制不復存，獨深衣則《戴記》言之甚備。然其制雖具存，而後世茍有服之者，非以詭異貽譏，則以儒緩取哂，雖康節大賢，亦有今人不敢服古衣之說。司馬溫公必居獨樂園而後服之，呂滎陽、朱文公必休致而後服之，然則三君子當居官蒞職見用於世之時，亦不敢服此，以取駭於俗觀也。蓋例以物外高人之野服視之矣，可勝唧哉。」
57. 1 2  李申＆陳衛平《哲學與宗教》，上海人民出版社，2012年，第154-155頁
58. ↑  《占今图书集成·礼仪典·衣服部》引《实录》曰：“秦二世诏朝服上加褙子，其制袖短于衫、身与衫齐而大袖。”又日；“隋人业中、内宫多服半臂，除即长袖也；唐高祖减其袖，谓之半臂，今背子也；江淮之间或日绰子，士人竞服。”
59. ↑  《文献通考》“孝宗乾道中，中宫常服，有司进真红大袖，红罗生色为领，红罗长裙，红霞帔，药玉为坠，背子用红罗，衫子用黄红纱，裆袴以白纱，裙以明黄，短衫以粉红纱为之。”
60. ↑  《明史》卷六十七志第四十三
61. ↑  《宋史》“公服。凡朝服谓之具服，公服从省，今谓之常服。宋因唐制，三品以上服紫，五品以上服朱，七品以上服绿，九品以上服青。其制，曲领大袖，下施横襕，束以革带，幞头，乌皮靴。自王公至一命之士，通服之。”
62. ↑  胡萬川 (编). . . 彰化縣立文化中心. 1996: 2-17  [2013-06-15]. （原始内容存档于2014-08-21）.
63. 1 2  . 《温州晚报》. 2009-05-30.[永久]
64. ↑  《礼记正义》 曰：“子、男、大夫一命，其妻服展衣也。子、男之士不命，其妻服褖衣。”
65. ↑  《魏志》曰：自公侯已下，大夫以上，皆服绫、锦、罗、绮、金缕之物。自是以下，杂彩之服，通于贱人也。
66. ↑  《管子·輕重戊》“管子對曰：‘魯梁之民，俗爲绨。公服绨，令左右服之，民從而服之。公因令齊勿敢爲，必仰於魯梁，則是魯梁釋其農事而作绨矣。’”
67. ↑  《大明会典》“錦一尺八貫，紗一疋八十貫，綾一疋一百二十貫，羅一疋一百六十貫，麻布一疋八貫，葛布一疋二十貫。”
68. ↑  《宋史》“惟春、冬加绢各百匹，大绫各二十匹，小绫各三十匹，罗各十匹，绵各五百两。”
69. ↑  .   [2012-07-26]. （原始内容存档于2013-08-17）.
70. ↑  宋应星，《天工开物》
71. ↑  《古今图书集成》卷中记载：“药斑布——以布抹灰药而染青，候干，去灰药，则青白相间，有人物、花鸟、诗词各色，充衾幔之用。”
72. ↑  隋《二仪实录》“缬，秦汉间始有”。
73. ↑  玄应《一切经音义》：“谓以丝缚缯，染之，解丝成文曰缬也。”
74. ↑  （唐）宇文氏，《妆台记》“汉武就李夫人取玉簪搔头，自此宫人多用玉。时王母下降，从者皆飞仙髻、九环髻，遂贯以凤头钗，孔雀搔头，云头篦以玳瑁为之。”“魏武帝令宫人梳反绾髻，插云头篦，又梳百花髻。”
75. ↑  《舊唐書·文宗紀》：“太和二年，诏諸公主不得廣插钗梳。”
76. ↑  魏庆之，宋，《诗人玉屑》
77. ↑  （汉）班固撰《汉武帝內傳》
78. ↑  郭若虛，宋，《圖畫見聞誌》
79. ↑  李时珍，明，《本草纲目·服器部》
80. ↑  《中国古代人物服式与画法》，黄辉著，上海人民美术出版社，1987．第191页
81. ↑  “黄帝之前，未有衣裳屋宇。及黄帝造屋宇，制衣服，营殡葬，万民故免存亡之难。”（《史记正义》注“五帝本纪”）
82. ↑  “古者衣皮即服装也，衣裳未辨。羲、炎以来，裳衣已分，至黄帝而衮冕。”
83. ↑  朱和平《中国服饰史稿》，中州古籍出版社，2001年07月第1版，16-18页
84. ↑  《礼记·王制》：“有虞氏皇而祭，深衣而養老。夏后氏收而祭，燕衣而養老。殷人冔而祭，縞衣而養老。周人冕而祭，玄衣而養老。”
85. ↑  《汉书·王莽传下》："乃身短衣小袖，乘牝馬柴車"
86. ↑  北宋·沈括《夢溪筆談》
87. ↑  南宋·朱熹《朱子語類》
88. 1 2  .   [2016-03-04]. （原始内容存档于2016-03-07）.
89. ↑  邵晨霞《淺析外來文化對唐朝服飾的影響》，江蘇技術師範學院學報（第12卷．第3期），2006年6月
90. ↑  《大明會典》“士人未為官者、則幅巾深衣。”
91. ↑  “按三代时，衣服之制，其可考见者，虽不一，然除冕服之外，唯玄端(端衣)深衣二者，其用最广。玄端则自天子至士，皆可服之，深衣则自天子至庶人皆可服之…… 至于深衣，则裁制缝衽，动合礼法，故贱者可服，贵者亦可服，朝廷可服，燕私亦可服，天子服之以养老，诸侯服之以祭膳，卿大夫服之以夕视私，庶人服之以宾祭，盖亦未尝有等级也。”
92. ↑  《文獻通考》，卷111，「三代時衣服之制，其可考見者雖不一，然除冕服之外，惟元端、深衣二者其用最廣。元端則自天子至士皆可服之，深衣則自天子至庶人皆可服之，蓋元端者，國家之命服也，深衣者聖賢之法服也。然元端雖曰命服，而本無等級，非若冕弁之服，上下截然者之比。故天子服之而不卑，士服之而不為僭。至於深衣，則裁制縫衽，動合禮法，故賤者可服，貴者亦可服；朝廷可服，燕私亦可服。天子服之以養老，諸侯服之以祭膳，卿、大夫、士服之以夕視私朝，庶人服之以賓祭，蓋亦未嘗有等級也。古人衣服之制不復存，獨深衣則《戴記》言之甚備。然其制雖具存，而後世茍有服之者，非以詭異貽譏，則以儒緩取哂，雖康節大賢，亦有今人不敢服古衣之說。司馬溫公必居獨樂園而後服之，呂滎陽、朱文公必休致而後服之，然則三君子當居官蒞職見用於世之時，亦不敢服此，以取駭於俗觀也。蓋例以物外高人之野服視之矣，可勝唧哉。」
93. ↑  羅瑋《明代的蒙元服飾遺存初探》，首都師範大學
94. ↑  《大明会典》卷之六十·冠服一，卷六十一·冠服二；《明史》卷六十六·志第四十二·舆服二，卷六十七·志第四十三·舆服三；《礼部志稿》卷十八·儀制司職掌九·冠服
95. ↑  羅瑋《圖像和文獻史料對比視野下的明代之蒙元服飾遺存研究》，〈아시아연구〉8(2010.2)
96. ↑  《清太宗實錄》卷10，天聰五年十一月庚午條
97. ↑  魏千志《明清史概論》，中國社會科學出版社，1998年，第358-360頁
98. ↑  《清世祖實錄》：原任陝西河西道孔聞謤奏言：「臣家宗子衍聖公孔允植，已率四氏子孫告之祖廟，俱遵令剃髮訖。但念先聖為典禮之宗、顏曾孟三大賢，並起而羽翼之。其定禮之大者，莫要於冠服。先聖之章甫縫掖，子孫世世守之，是以自漢暨明，制度雖各有損益，獨臣家服制三千年來未之有改。今一旦變更，恐於皇上崇儒重道之典有未盡也。應否蓄髮，以復先世衣冠？」統惟聖裁得上旨：「剃髮嚴旨，違者無赦。孔聞謤疏求蓄髮，已犯不赦之條，姑念聖裔免死。況孔子聖之時，似此違制，有玷伊祖時中之道。著革職，永不敘用」
99. ↑  戴逸. . 人民文摘. No. 8. 2002. ISSN 1009-5950. （原始内容存档于2015-09-24）.
 戴逸. . 炎黄春秋. No. 2. 2002: 60–62. ISSN 1003-1170.
100. ↑  叶双县. . 人民日报·海外版. 2010-02-26  [2015-03-18]. （原始内容存档于2010-03-05） –人民网.
101. ↑   (PDF). 國立故宮博物院.   [2015-03-12]. （原始内容 (PDF)存档于2015-04-02）. 清代為滿洲人建立的帝國，自建國之初即排斥改滿衣冠效漢服的建議，因此作為皇帝重要象徵的朝服，大部份遵循滿洲習俗，再加入草原民族的因素，以玉草編織而成的笠狀朝冠、長垂及腰的朝珠和繫佩刀、火鎌石等的腰帶等，都包含了多元文化的因素，展現其作為多民族統治者的政權特質。同時透過唯一的明黃色和東珠的使用，彰顯皇帝獨尊的地位。
102. ↑  .   [2011-12-03]. （原始内容存档于2009-08-05）. “華服”之變（《中國新聞週刊》漢服專題）
103. ↑  中國社會科學院近代史研究所編《近代中國與世界》，第500頁
104. ↑  蔡子諤《中國服飾美學史》
105. ↑  中国社会科学院近代史研究所编《近代中國與世界》，第500頁
106. ↑  劉家駒《淸史拼圖》，山東畫報出版社，2006年，第45頁
107. 1 2  Edward J. M. Rhoads. . University of Washington Press. 2000: 61–  [2016-03-12]. ISBN 978-0-295-98040-9. （原始内容存档于2017-01-10）.
108. ↑  鄭天挺. . 知書房出版集團. : 61.
109. ↑  孫世圃《中國服飾史教程》，中国紡織出版社，第175頁
110. ↑  《清世祖实录》：原任陕西河西道孔闻謤奏言：“臣家宗子衍圣公孔允植，已率四氏子孙告之祖庙，俱遵令剃发讫。但念先圣为典礼之宗、颜曾孟三大贤，并起而羽翼之。其定礼之大者，莫要于冠服。先圣之章甫缝掖，子孙世世守之，是以自汉暨明，制度虽各有损益，独臣家服制三千年来未之有改。今一旦变更，恐于皇上崇儒重道之典有未尽也。应否蓄发，以复先世衣冠？”统惟圣裁得上旨：“剃发严旨，违者无赦。孔闻謤疏求蓄发，已犯不赦之条，姑念圣裔免死。况孔子圣之时，似此违制，有玷伊祖时中之道。著革职，永不叙用。”
111. ↑  「金珠衣飾，書籍器皿，遍列通衢，其價甚賤。有錢買歸者，後獲大利。新太守張（按：張銚，偃師人）住進士陳子龍宅。華亭縣陳鑑、海防楊之易，即忠臣楊漣長子，時雖剃髮，猶漢人衣冠，烏紗大帶，不改舊服也。餘以丁艱，不與科試，兼欲告閒，而同袍之告退者不一人。學師欲索重價，餘以力綿中止。九月十三日，督鎮李成棟點驗各兵，餘與曹馳尹儒冠往觀之。李尚烏紗玉帶，用八座大轎，抬於門首，馬步卒皆疾趨而過，軍威嚴肅，莫可名狀。李先期出示：凡鄉紳不投謁者，家產籍沒，以叛逆論，於是紳士進見者日多。吏部左侍郎董羽宸、太傅錦衣街道坊都督徐本高、太常卿朱國盛字云來、知府張昂之、工部主事唐世昌，共十餘人，及孝廉十餘人，候兵過，皆鵠立於帥府門首。門吏挂號畢，始魚貫而入。少刻孝廉、青衿皆長跪而出，鄉紳賓禮留茶，李送至二門即止。門首執大棍而列於東西者五六十人，威赫之勢，擬於王者。」曾羽王撰《乙酉筆記》
112. ↑  王思治《清承明制说内阁》《清史论丛》，2000年
113. ↑  王丽华《服饰文化图文版》，第75-76頁
114. ↑  Edward J. M. Rhoads. . University of Washington Press. 2000: 60–  [2016-03-12]. ISBN 978-0-295-98040-9. （原始内容存档于2016-08-05）.
115. ↑  《中國紡織》（第9-12期），紡織工業出版社，2007年，第72-74頁
116. ↑  梁振威《圖解中國國情手冊》，中華書局，第31頁
117. ↑  卞向陽《論旗袍的流行起源》, 《裝飾》, 127期, 2003年11月, p68
118. ↑  李长莉; 闵杰; 罗检秋; 左玉河; 马勇. . 中国社会科学出版社. 2015年. ISBN 9787516161296.
119. ↑  李思明; 陳峰; 邵一鳴. . 香港教育圖書公司. 2014: 136-137. ISBN 9789882004634.
120. ↑  徐杰舜 (编). . 中國: 广西教育出版社. 1994-03: 第5页.
121. ↑  丁超.清代黃馬褂源流考.清史研究.中國人民大學清史研究所出版, 2011年第2期, p127-133
122. ↑  韓冷. . 新銳文創. 2015: 14. ISBN 9789865716622. 訓詁學家郝懿行《證俗文》對馬褂的淵源做了考證，認為『半袖即半臂，是則漢魏以來已有此制矣』，並援引顧炎武《日知錄》的論述加以說明。郝懿行將罩甲、對襟衣和馬褂視為同一事物，並將馬褂的歷史前推至漢魏時期的半袖(半臂)
123. ↑   蘇旭珺. . 臺灣: 傳藝中心出版. 2001年1月1日: 43–52頁. ISBN 9789576677755 （中文（臺灣））. 「台灣開阜至割台前傳統漢服風貌……傳統男性與女性服裝形式，男性盛裝仍為長衫，馬褂或馬甲……漢人傳統服飾風格大致同於晚清時期……」
124. ↑  《圍場滿族蒙古族自治縣概況》編寫組編寫. . 中國河北: 民族出版社出版. 2009年6月1日. ISBN 9787105086665 （中文（中国大陆））. 「縣內回族現雖使用漢語言，著漢服，但在風俗習慣上都保留著鮮明的民族特點」
125. ↑  . 毛翊君. 中國新聞周刊.   [2020-06-06]. （原始内容存档于2020-06-05）.
126. ↑  .   [2010-11-08]. （原始内容存档于2021-11-14）.
127. ↑  宋赞宁《僧史略·服章法式》：“又后魏宫人见僧自恣，偏袒右肩，乃施一肩衣，号曰偏衫，全其两扇衿袖，失祇支之礼，自魏始也。”
128. ↑  《六物圖》：「此方往古並服祇支，至後魏時始加右袖，兩邊合謂之褊衫，截領開裾，猶存本相。故知偏衫左肩，即本祇支
129. ↑  《敕修百丈清规》卷五“相传，前辈见僧有偏衫而无裙，有裙而无偏衫，遂合二衣为直裰。”
130. ↑  方人定. . 《再造社特刊》. 1941年.
131. ↑  奚传绩《中國美術七千年圖鑑》，江苏教育出版社，1992年，第190-205，388-389頁
132. ↑  《大唐开元礼·宾礼》
133. ↑  彭林, 宋德金, 唐赞功,1994,《中华文明史: 辽宋夏金》，河北教育出版社
134. ↑  丁超《清代黄马褂源流考》，〈清史研究〉．2011年5月第2期，第127-133頁
135. ↑  《中國現代學術經典．章太炎卷》，河北教育出版社，1996，p316
136. ↑  白居易，《缚戎人》
137. ↑  （明）諸葛元聲《兩朝平攘錄》，卷二．都掌：「凡新拘留被擄民婦，各蒙親屬認領還家。至於降蠻老幼婦女數千餘人，各變姓名，易冠服，配去遠方衛所安置。於是九絲一空，都蠻盡平」
138. ↑  曾省吾《平蠻全錄》，卷四．經略平蠻善後疏：“各寨舊名多惡，宜更換以新耳目。權將九絲城呼為平蠻城，凌霄城為拱極城，印靶山為文印山，吊猴山為降蠻山，雞冠嶺為金雞嶺，內官寨為武寧山，都都寨為都守寨”
139. ↑  ［越南］陳重金《越南通史》，商務印書館
140. ↑  . Vietnam Review. 1997: 35  [2020-05-31]. （原始内容存档于2020-06-09）.
141. ↑  Baldanza, Kathlene. . 劍橋大學出版社. 2016: 110  [2020-05-31]. ISBN 1316531317. （原始内容存档于2020-06-07）.